# Catedral de Santa María (Valencia)
La iglesia catedral-basílica metropolitana de la Asunción de Nuestra Señora de Valencia, llamada popularmente la Seu en valenciano, es sede del arzobispado de Valencia y está dedicada por deseo de Jaime I —siguiendo la tradición del siglo XIII— a la Asunción de María. Fue consagrada el año 1238 por el primer obispo de Valencia posterior a la Reconquista, fray Andrés de Albalat.
El gótico valenciano es el estilo constructivo predominante de esta catedral, aunque también contiene elementos del románico, del gótico francés, del renacimiento, del barroco y neoclásico.
En su interior se venera el Santo Cáliz, fechado del siglo I, y dado a la catedral por el rey Alfonso el Magnánimo en 1437.
Contiene algunas de las primeras y mejores pinturas del Quattrocento de toda la península ibérica, que llegaron de Roma a través de artistas contratados por Alejandro VI. Este último Papa valenciano, cuando aún era el cardenal Rodrigo de Borja, hizo la petición para elevar la sede valentina al rango de Metropolitana, categoría que le fue otorgada por el papa Inocencio VIII en 1492.

## Historia

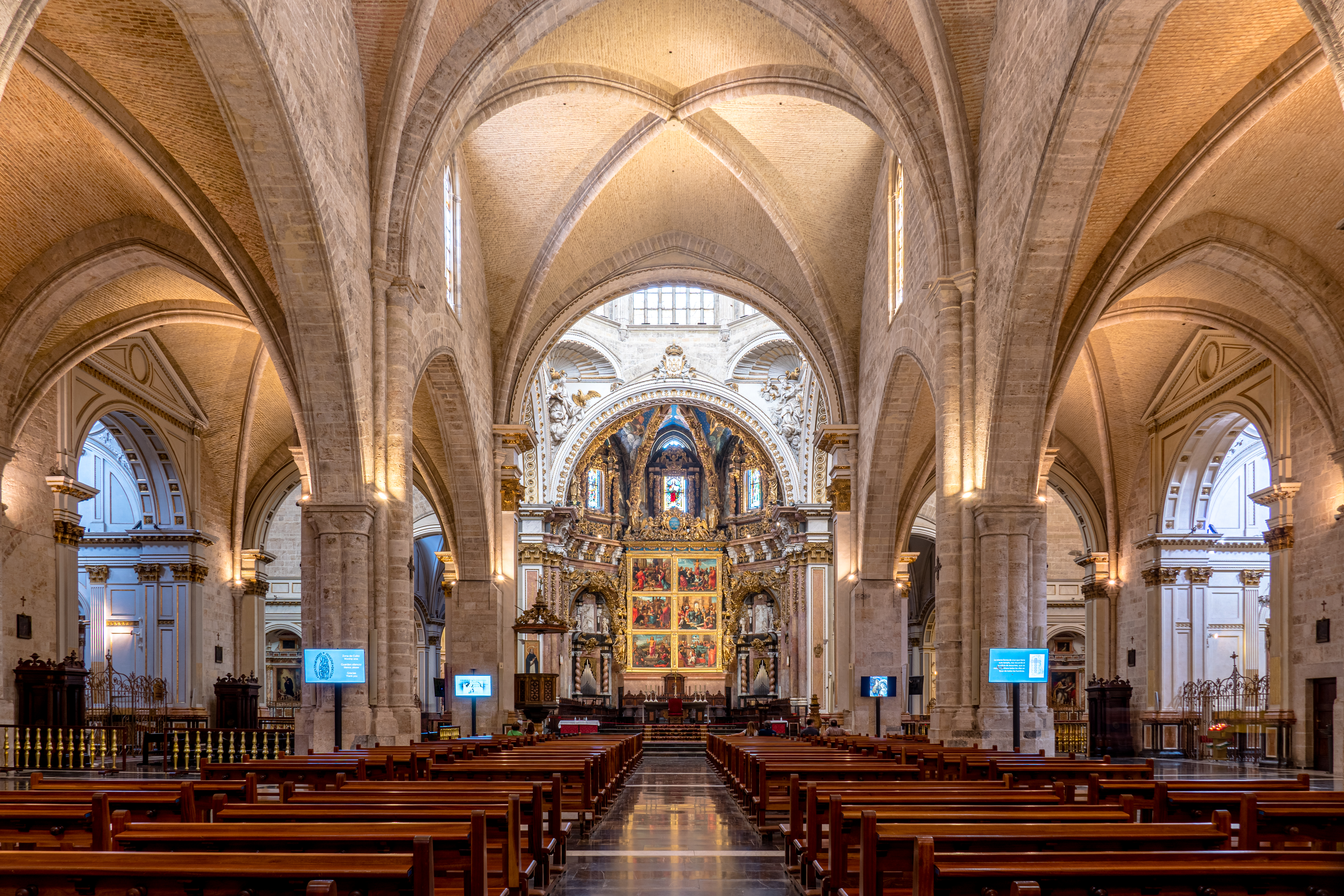
Nave central, gótica y austera

El emplazamiento de la catedral ha sido lugar de culto desde la época romana, ya que allí se encontraba un templo dedicado a Júpiter o Diana, del que aún hoy se pueden ver en pie las columnas, en el Museo de la Almoina, junto a la catedral. Sobre ese templo se erigió la catedral valenciana, durante la época visigoda. Con la conquista árabe, el lugar se volvió sede de la mezquita de Balansiya (Valencia en árabe); hasta que en el siglo XIII, volvió a ser iglesia cristiana, tras la conquista de la ciudad por Jaime I.
La estructura principal de la catedral de Valencia se alzó entre los siglos XIII y XV, por lo que es principalmente de estilo gótico. Sin embargo, su construcción se prolongó durante siglos, razón por la cual hay una mezcla de estilos artísticos —que van desde el temprano románico, hasta el sutil renacimiento, el barroco recargado y el más contenido neoclasicismo— que es la característica más relevante de la catedral de Valencia y que la convierte en una joya de la arquitectura universal.

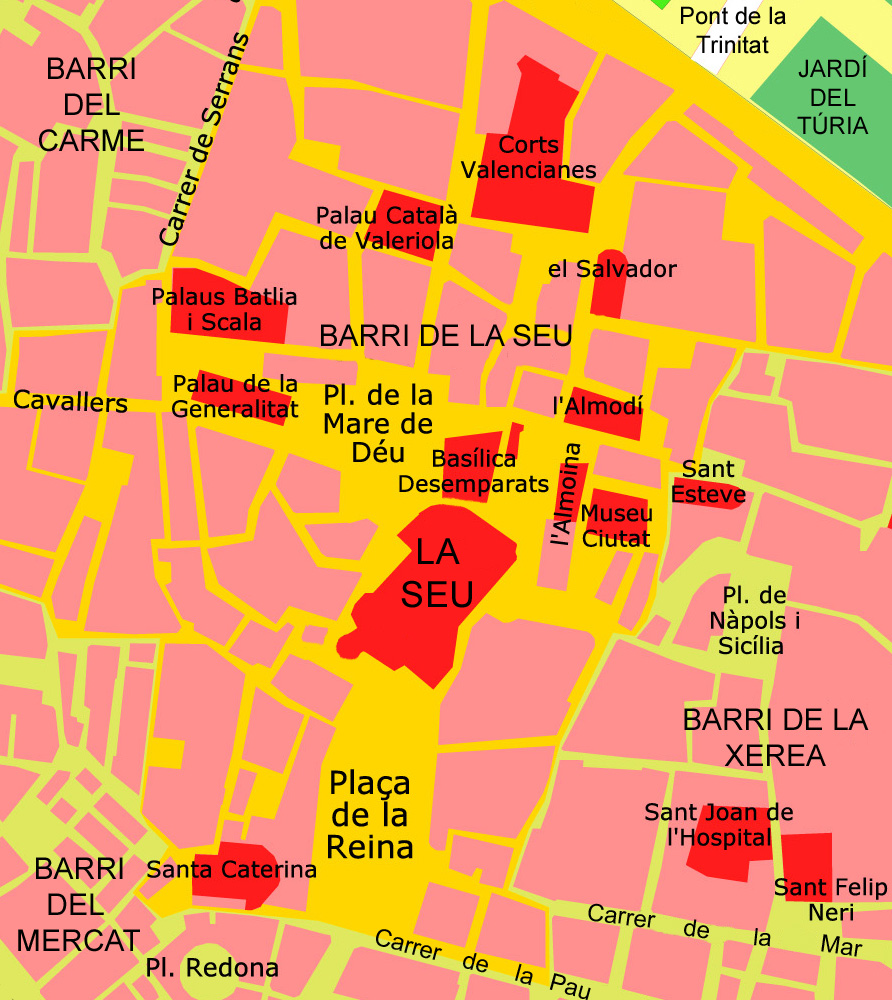
Plano de situación

Las excavaciones en el adyacente Centro Arqueológico de la Almoina han desenterrado restos de la antigua catedral visigoda del siglo V, la cual, más tarde, pasó a ser mezquita. Hay constancia documental de que hasta décadas después de la conquista cristiana (1238) la mezquita-catedral permaneció en pie –incluso con las sentencias alcoránicas en las paredes-, hasta que finalmente el 22 de junio de 1262 fray Andreu d’Albalat resolvió derribarla y construir en su lugar una catedral, en correspondencia con los planos del arquitecto Arnau Vidal.
Se empleó para levantarla material de las vecinas canteras de Burjasot y Godella, pero también de otros lugares más alejados como Benidorm y Jávea, de donde llegaron las piedras en barco.
Otras razones que explican la simplicidad y sobriedad de la catedral de Valencia son que fue construida con celeridad para marcar el territorio cristiano frente al musulmán, y que no fue una obra suntuaria de ningún monarca, sino una construcción eminentemente ciudadana sufragada por la burguesía local.

## Evolución constructiva

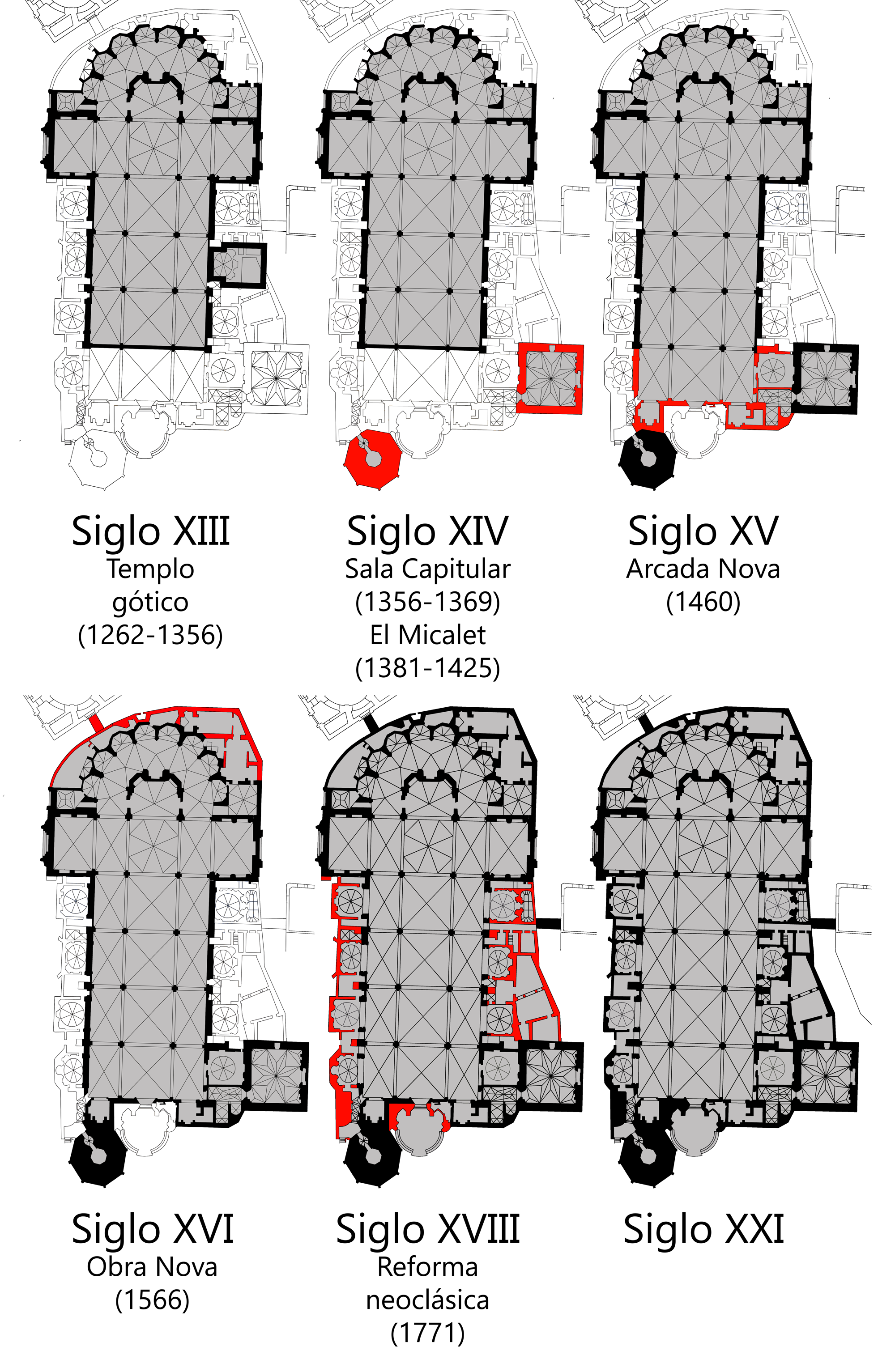
Evolución constructiva

Aunque el recorrido por el interior de la catedral es muy rico y nos lleva de unos estilos a otros casi sin solución de continuidad, se trata de un edificio de planta gótica de tres naves con crucero cubierto con cimborrio, girola y ábside poligonal.
La catedral, que se iba haciendo a medida que la mezquita se derribaba, contaba ya al final del siglo XIII con el deambulatorio o girola con sus ocho capillas y con la puerta románica de la Limosna, situada en el brazo oriental del crucero.
Entre 1300 y 1350 se cerró el transepto o crucero por su lado oeste con la construcción de la puerta gótica de los Apóstoles. También se construyeron tres tramos de las tres naves -una central y dos laterales-, y se inició el cimborrio.
La antigua Sala Capitular (hoy capilla del Santo Cáliz) (1356-1369), donde se reunían los clérigos para deliberar los asuntos internos, y la torre campanario del Micalet (1381-1425) se levantaron inicialmente separadas del resto de la iglesia, pero en 1459 los maestros Francesc Baldomar y Pere Comte iniciaron la ampliación de las naves de la catedral en un tramo más, conocido como Arcada Nova o Arcada de la Seu, y la unieron definitivamente tanto con la sala capitular como con el Micalet. Desde aquel momento la catedral mide 94 metros de largo por 53,65 de ancho en el transepto.

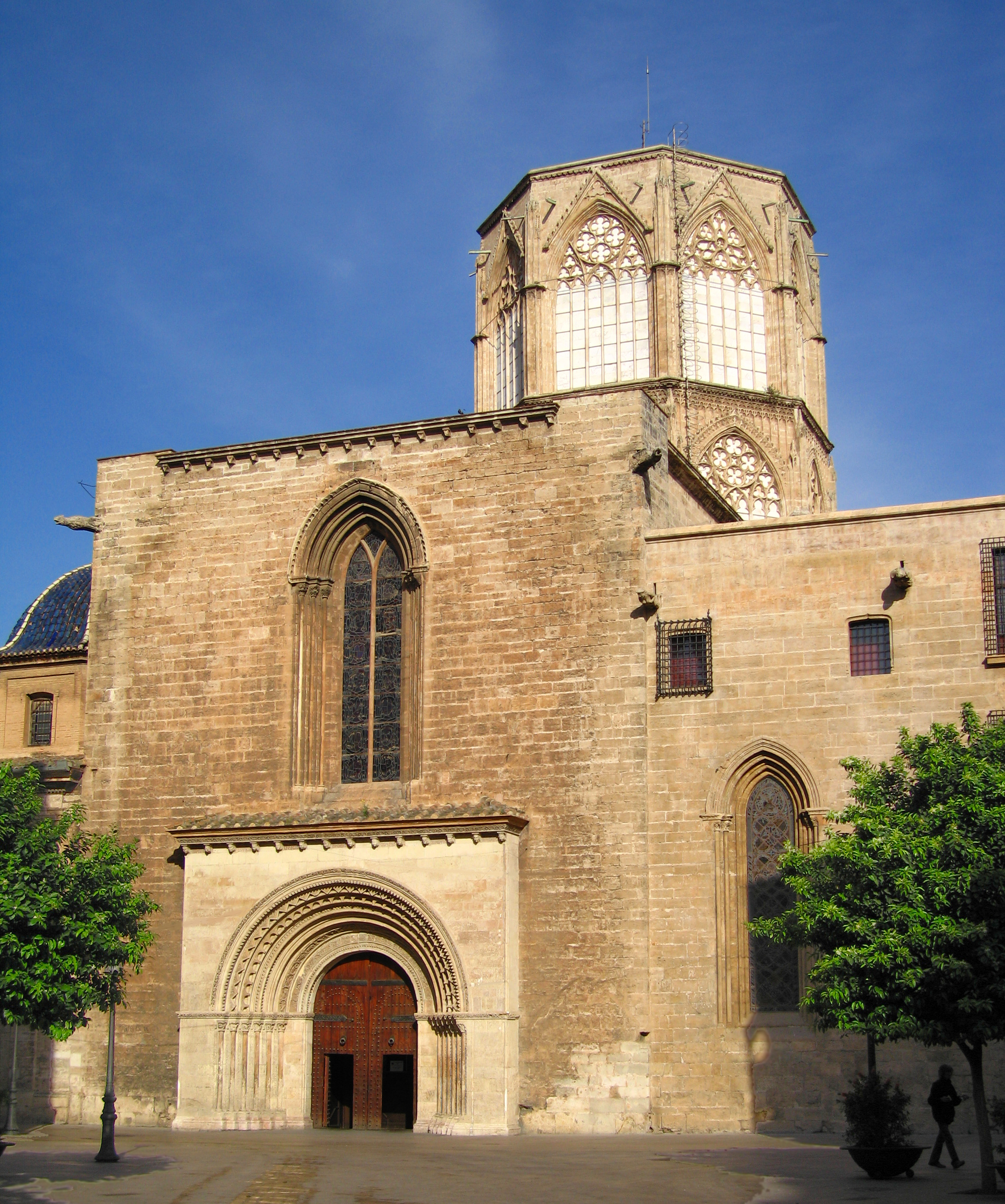
Vista oriental (plaza de la Limosna): puerta de la Limosna y cimborrio
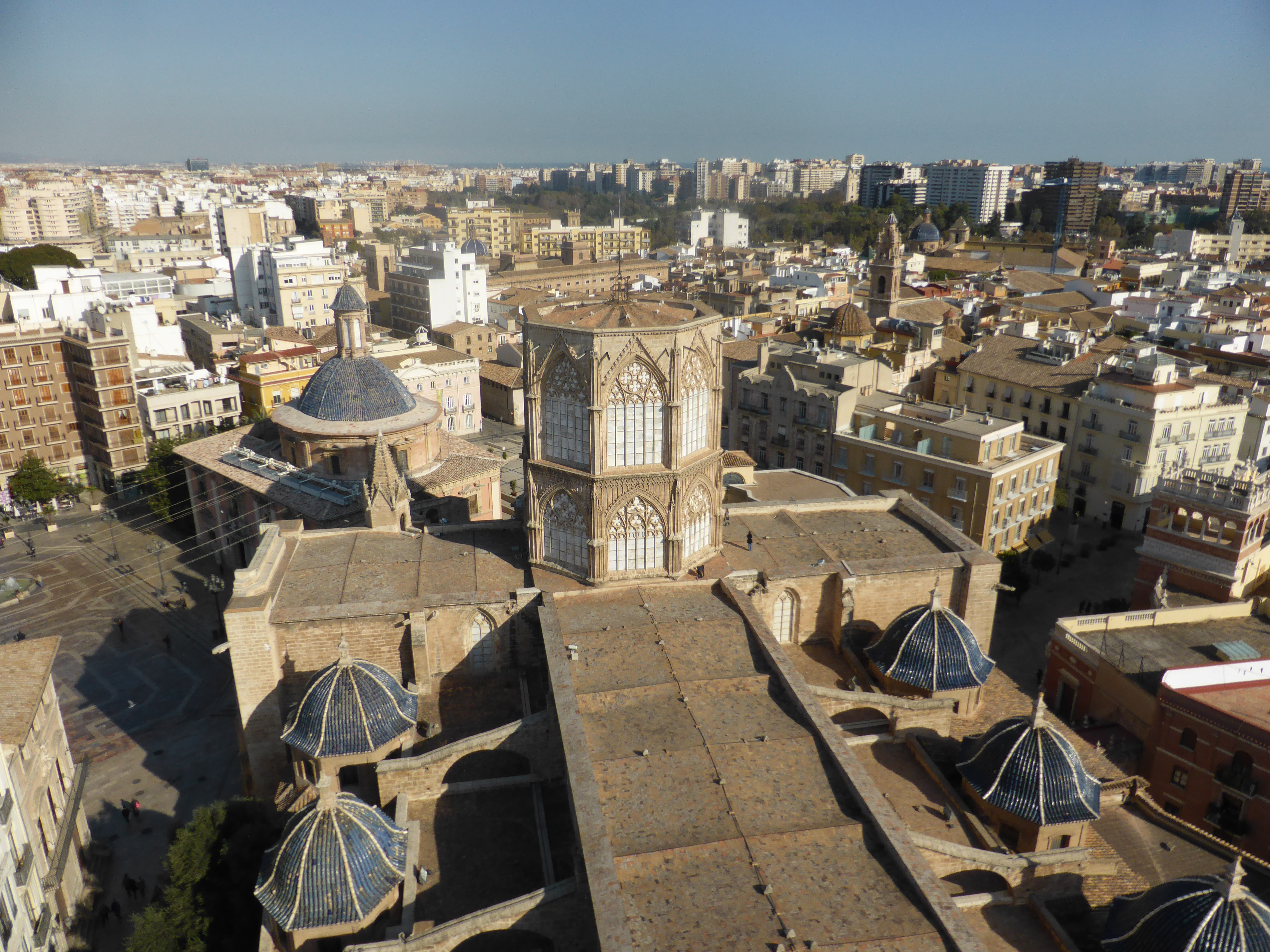
Vista desde la terraza de la torre del Miguelete o Micalet El cimborrio gótico es un prisma octogonal, de ventanales con alabastro
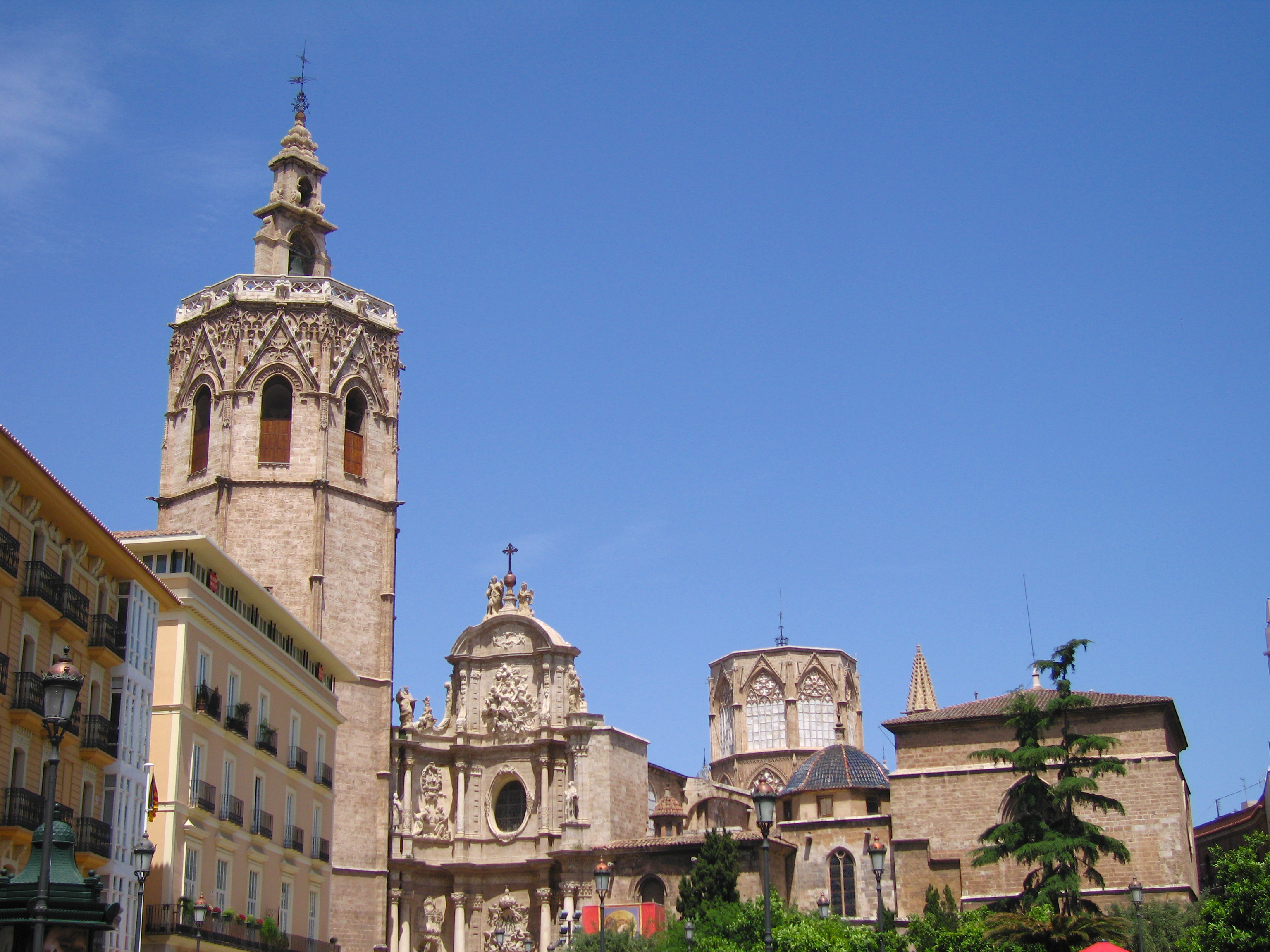
Vista meridional (Plaza de la Reina): Micalet, puerta de los Hierros, cimborrio y exterior de la capilla del Santo Cáliz

Los siglos del renacimiento (XV-XVI) influyeron poco en la ya consolidada arquitectura pero mucho en la decoración pictórica, como la del altar mayor, y escultórica, como la de la capilla de la Resurrección. 

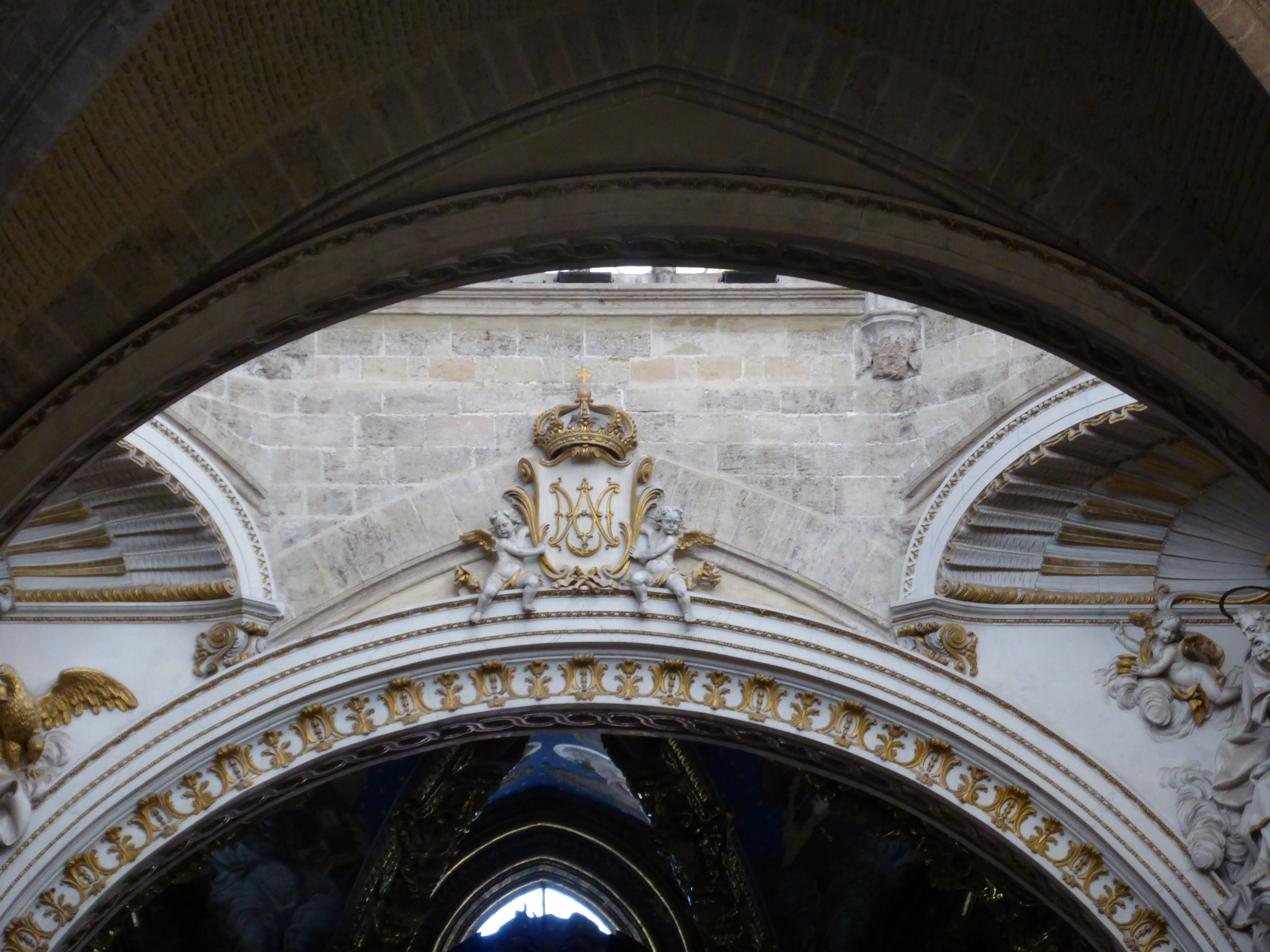
Los arcos góticos del crucero fueron enmascarados con arcos clásicos. También se decoraron las pechinas del cimborrio, con estucos

De la etapa barroca destaca que en 1703 el alemán Konrad Rudolf proyectó e inició la puerta principal de la catedral, conocida como de los Hierros por la reja que la rodea. A causa de la Guerra de Sucesión no la pudo acabar, y fueron principalmente los escultores Francisco Vergara e Ignacio Vergara los que lo hicieron. Al ser su planta curva, el paramento cóncavo que origina creaba un singular y estudiado efecto de perspectiva, desvirtuado durante el siglo XX a causa del derribo de los edificios adyacentes (antigua calle de Zaragoza) para ampliar la Plaza de la Reina.
Desde el último tercio del siglo XVIII se puso en marcha un proyecto de renovación del edificio, cuya intención era dotarlo de un aspecto neoclásico homogéneo, rehuyendo del estilo gótico que entonces era considerado obra de bárbaros. La obra empezó el 1774 y corrió a cargo del arquitecto Antoni Gilabert Fornés. La remodelación neoclásica afectó tanto a elementos constructivos como ornamentales: los pináculos exteriores del templo fueron eliminados, las azoteas ocultas por tejados, y la estructura gótica (incluyendo ventanales con vitrales), enmascarada por estucos, dorados y otros elementos pseudoclásicos.

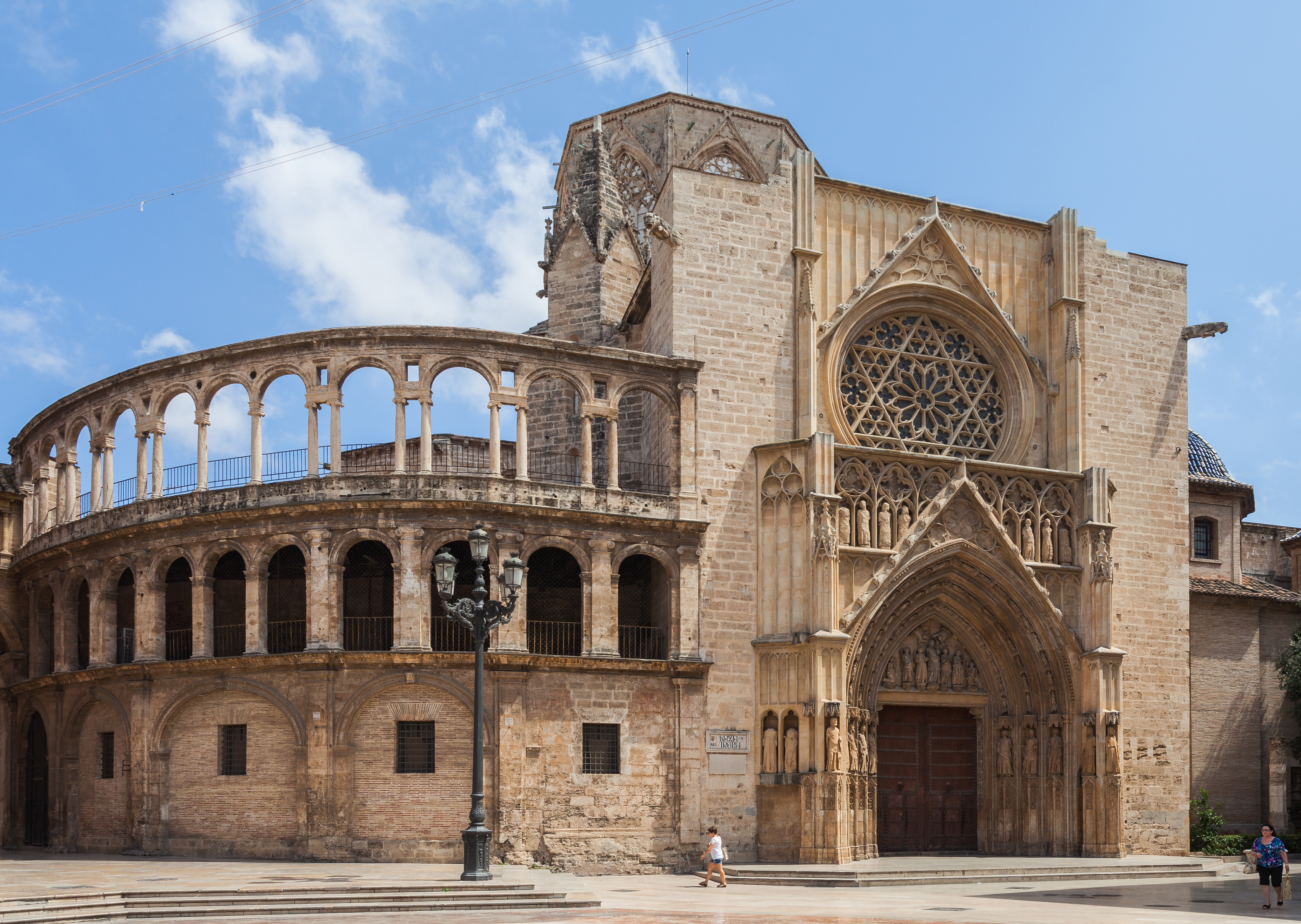
Vista occidental, desde la plaza de la Virgen, puerta de los Apóstoles, cimborrio y Obra Nova

El 1931 fue declarada monumento histórico-artístico,
pero durante la guerra civil española fue incendiada, razón por la que se perdieron parte de sus elementos artísticos. El coro, situado en la parte central, fue desmontado en 1940 y trasladado al fondo del altar mayor. Los órganos, que habían sufrido importantes daños durante el conflicto bélico, no fueron reconstruidos.
Asimismo en 1970 las llamadas casas de los Canónigos, construcciones adosadas en las capillas exteriores en la calle del Micalet, fueron derribadas para devolver a la catedral su aspecto anterior, al mismo tiempo que la aligeraban de elementos de escaso o nulo valor arquitectónico.
En 1972 se emprendió la tarea de repristinación de la catedral, que significó la retirada de casi todos los elementos clásicos, para recuperar el aspecto gótico original. Solo quedó como decoración clásica la mayor parte de las capillas laterales y de la girola, y algunos elementos puntuales, como las esculturas sobre las pechinas del cimborrio.
En la actualidad presenta, después de varias limpiezas, un buen estado de conservación, especialmente después de la exposición llevada a cabo el 1999 con el nombre la Luz de las Imágenes . El templo está declarado Bien de Interés Cultural por parte del Consejo de la Generalidad Valenciana.

## Elementos singulares

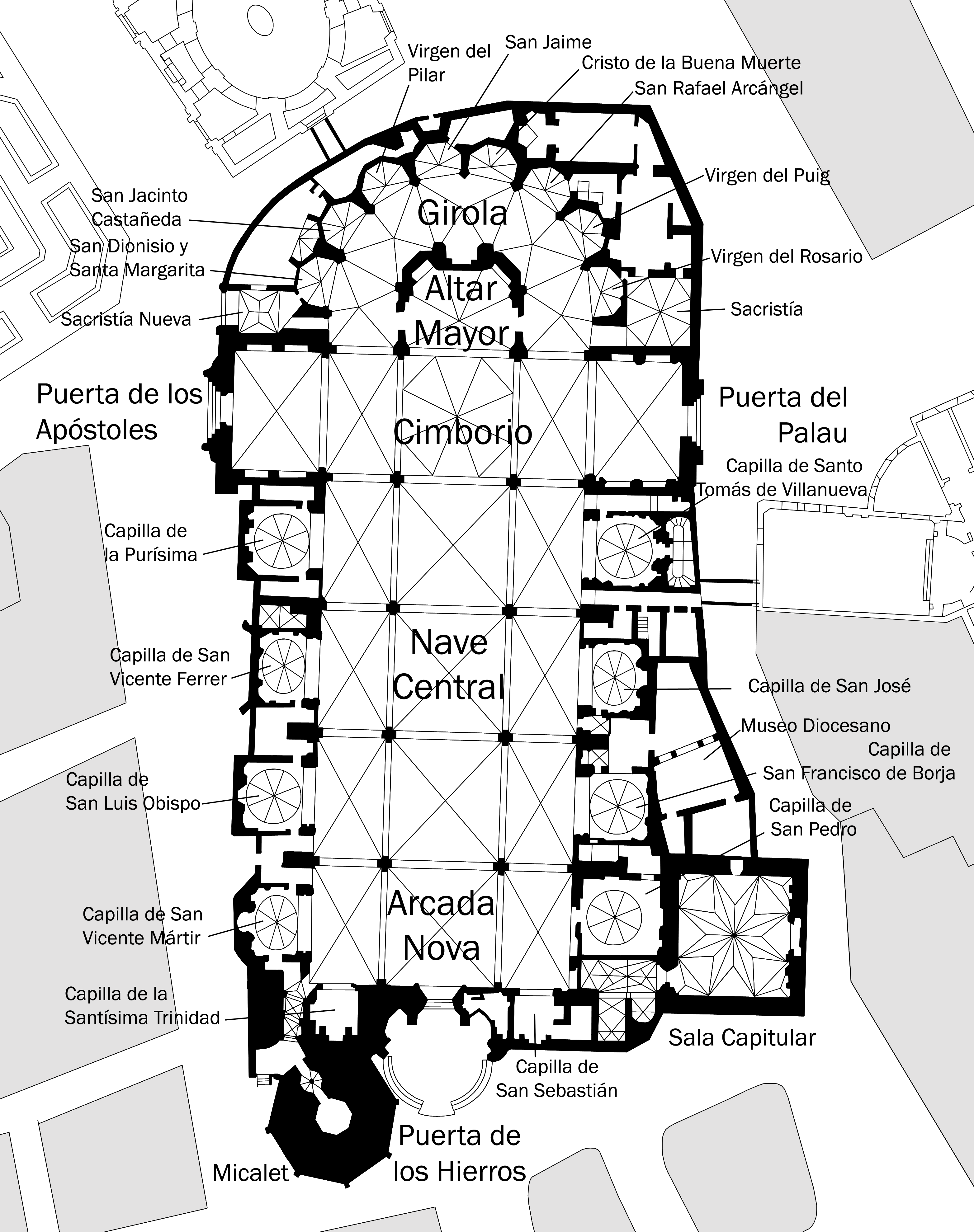
Principales elementos de la catedral, donde destacan las puertas de los Hierros (barroca), Apóstoles (gótica) y del Palau (románica) y en el interior la Girola, el Altar Mayor, el Cimborio, la Nave Central y su prolongación llamada Arcada Nova

Entre los elementos singulares hay que destacar, por lo que respecta en el exterior del templo:
- La puerta oriental, llamada de la Limosna y de estilo románico (siglo XIII).
- La pequeña capilla septentrional, llamada de San Jorge, donde se celebró la primera misa (siglo XIII).
- La arcada noroccidental, llamada Obra Nueva y de estilo renacentista italiano (siglo XVI).
- La puerta occidental, llamada de los Apóstoles con influencia del estilo gótico francés (siglo XIV).
- El campanario, llamado el Micalet y de estilo gótico valenciano (siglo XIV).
- La puerta meridional, llamada de los Hierros y de estilo barroco (siglo XVIII).

Por lo que respecta en el interior del templo hay que destacar:
- El cimborrio, obra maestra del arte gótico (siglo XIV), excepcional tanto en su interior como en el exterior.
- La antigua sala capitular o capilla del Santo Cáliz, de estilo gótico tardío (segunda mitad del siglo XIV).
- La girola, de estilo gótico valenciano (siglo XIII), mayormente recubierta de decoración neoclásica (siglo XVIII).
- El altar mayor o presbiterio, decorado con pinturas renacentistas (siglo XV) y añadidos posteriores barrocos (siglo XVII).
- La nave principal y las laterales, de estilo gótico valenciano (siglos XIII-XIV).

## Exterior

### Puerta de la Limosna o del Palacio
La puerta de la Limosna o de l'almoina (en valenciano), llamada así por ser vecina a la ya desaparecida casa de la Limosna, donde se daba socorro a los necesitados, es la más antigua de la catedral. También es conocida como puerta del Palacio por su vecinaje con el palau o palacio arzobispal. De estilo románico, constituye un elemento claramente diferenciado del resto de la catedral, que es principalmente gótico. Algunos autores la consideran de 1262-1270, obra de Arnau Vidal, pero por su estilo primitivo otros la remontan al 1240, inmediatamente después de la conquista del Reino de Valencia de 1238. El hecho de que esté encarada al este, mirando hacia La Meca, sugiere que allí mismo se encontraba el mihrab de la antigua mezquita.

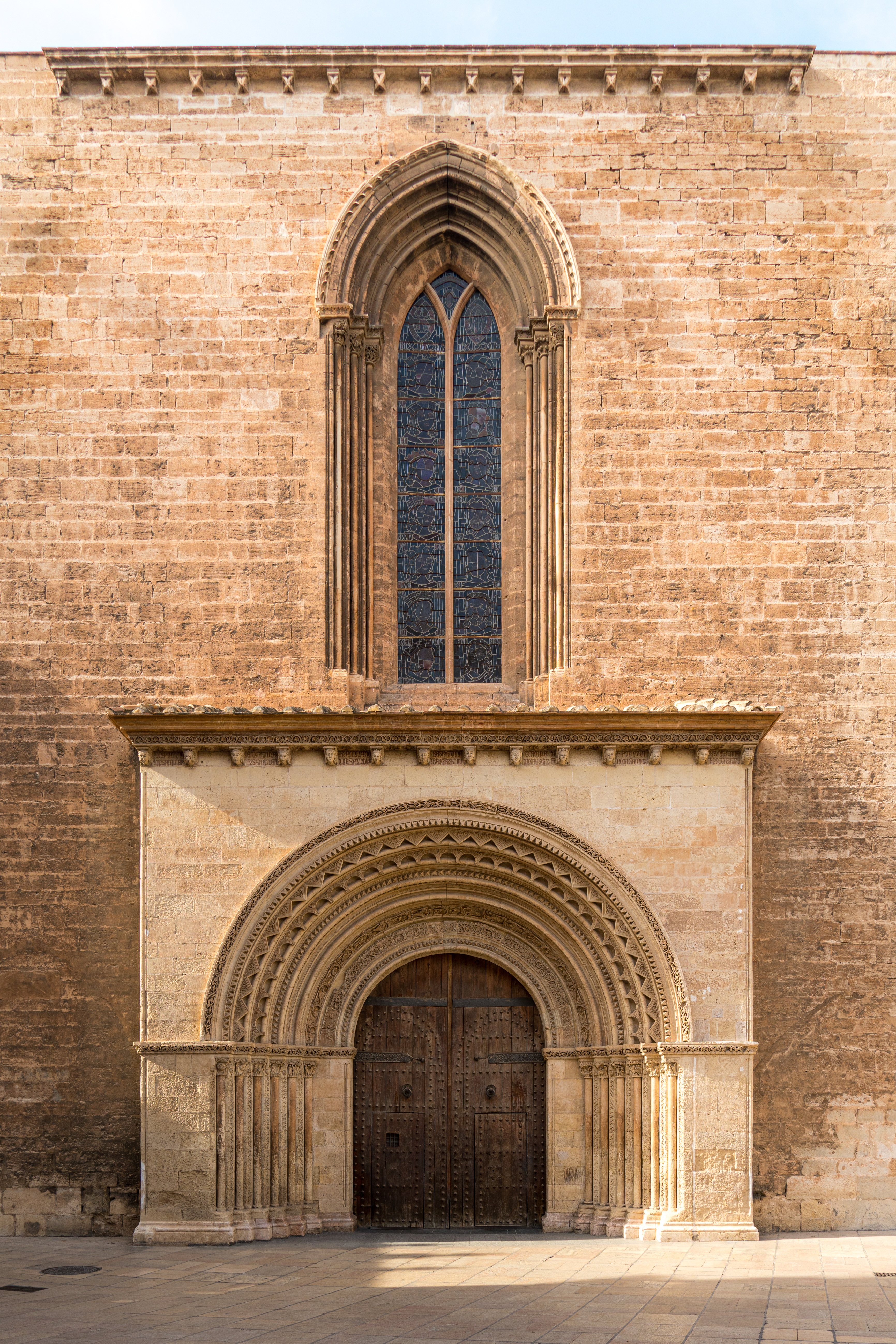
Puerta de la Limosna

Su estilo románico con influencia mudéjar es de tipo leridano. De hecho, por su similitud a la puerta dels Fillols de la catedral de Lérida, hecha hacia el 1220, algunos ven la mano de algún maestro leridano en su construcción. Tal es la vinculación de esta puerta con Lérida que, por encima de la arcada hay esculpidos en piedra las cabezas de siete matrimonios leridanos que, según la tradición, representarían los repobladores fundacionales de la nueva ciudad cristiana, que vinieron a Valencia acompañados de trescientas doncellas leridanas con el fin de casarlas con los soldados que habían luchado en el lado de Jaime I. Por debajo de estas cabezas, que aún conservan restos de policromía, figuran en una inscripción los nombres de los repobladores.
La puerta de la Limosna, que forma un cuerpo saliente con respecto al muro de la catedral, forma un arco abocinado con seis arquivoltas de medio punto concéntricas y en degradación (de más a menos grande), que se apoyan sobre finas columnas con capiteles, magníficamente decorados con escenas del Génesis en la parte izquierda, y del Éxodo en la derecha.
La decoración de las arquivoltas consiste en motivos vegetales y geométricos, con molduración variada: puntas de diamante, figuras de serafines, festones lobulados y delicados follajes, santos en pequeñas hornacinas y molduras en zigzag. En la línea de impostas hay una cenefa con repertorio de animales fantásticos. Rematando el conjunto y en la parte superior catorce canecillos con las cabezas de las siete parejas antes citadas sostienen el voladizo.

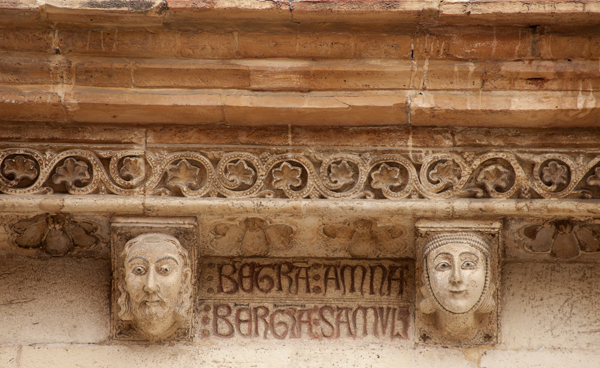
Detalle con inscripción que dice: Bertra(n) am(b) Na Ber(en)g(ue)la sa mull(er)
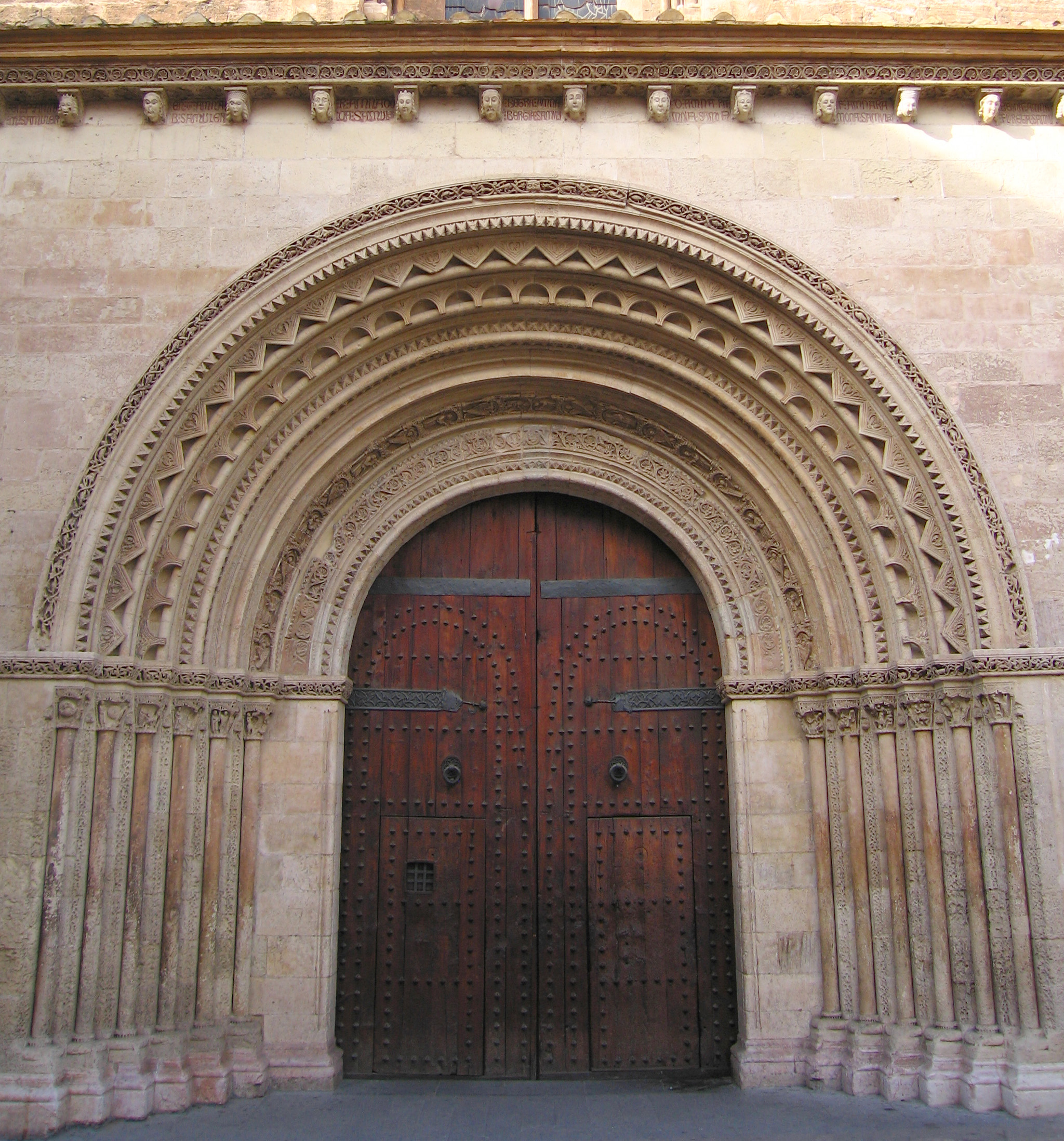
Puerta de la Limosna
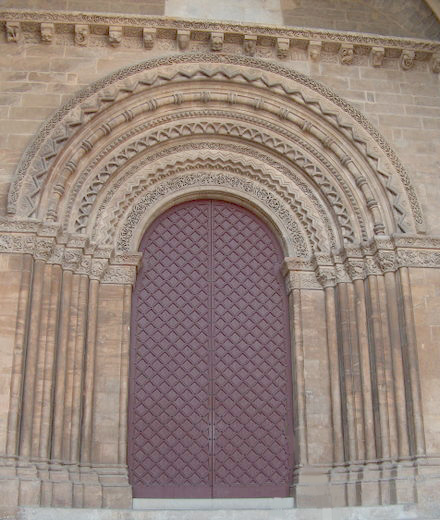
Puerta dels Fillols (catedral de Lérida)
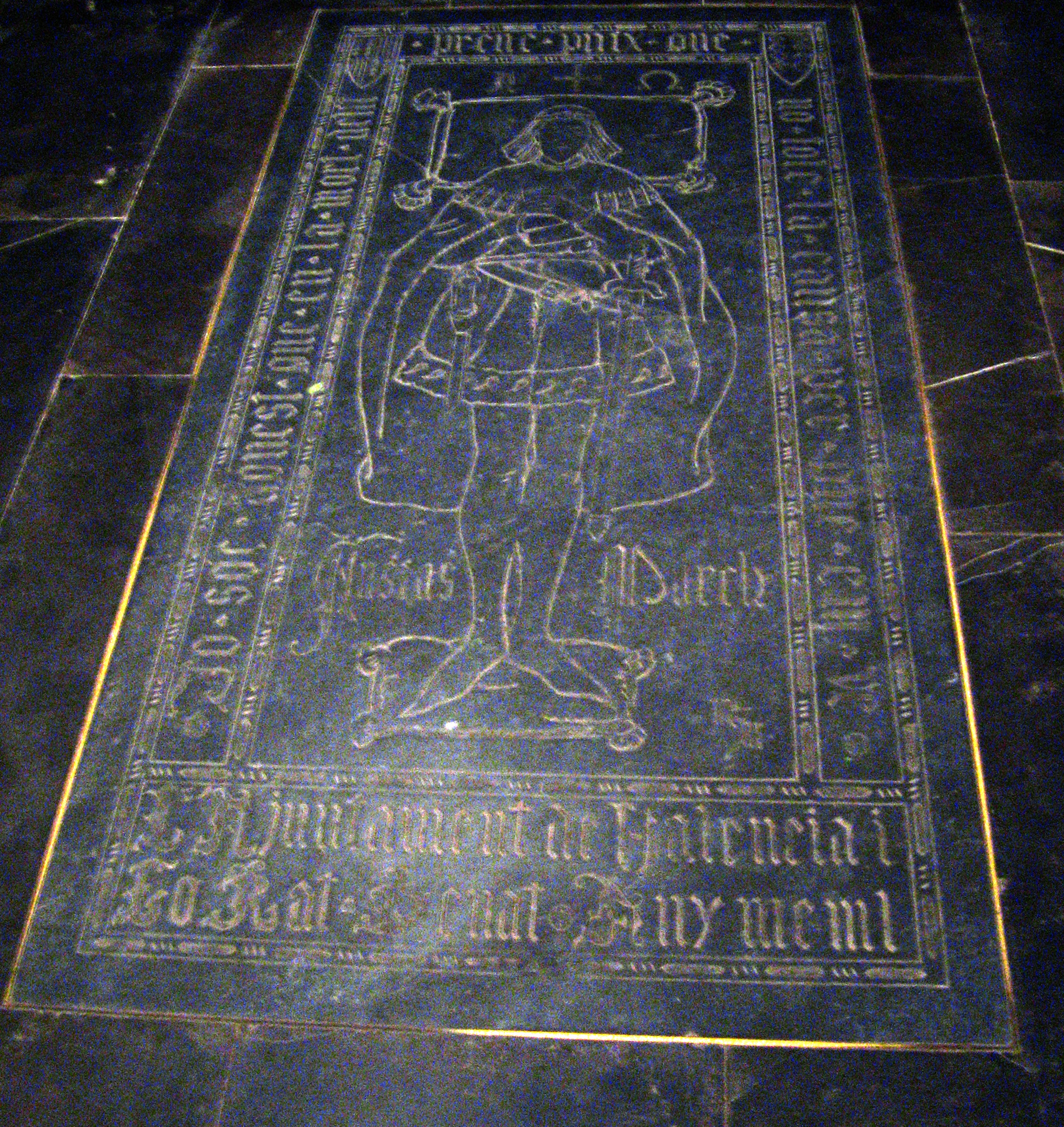
Tumba de Ausiàs March

Sobre la puerta se puede observar un ventanal gótico y otro a su derecha, que habían estado ocultos hasta la última restauración de la catedral. Nada más entrar en la catedral por la puerta de la Limosna, a mano izquierda, está la tumba del ilustre Ausiàs March. Se trata de una lápida colocada en 1950 por la asociación lo Rat Penat y el Ayuntamiento de Valencia en reconocimiento de este poeta que está enterrado en algún lugar de la catedral (no se sabe con certeza donde) con una inscripción de uno de sus poemas, que dice: Yo soc aquest qui en la mort delit prenc, puix que no tolc la causa perquè em ve (Yo soy este quien disfruto de la muerte, porque no rehúyo la causa por la que me viene).

### Capilla de San Jorge

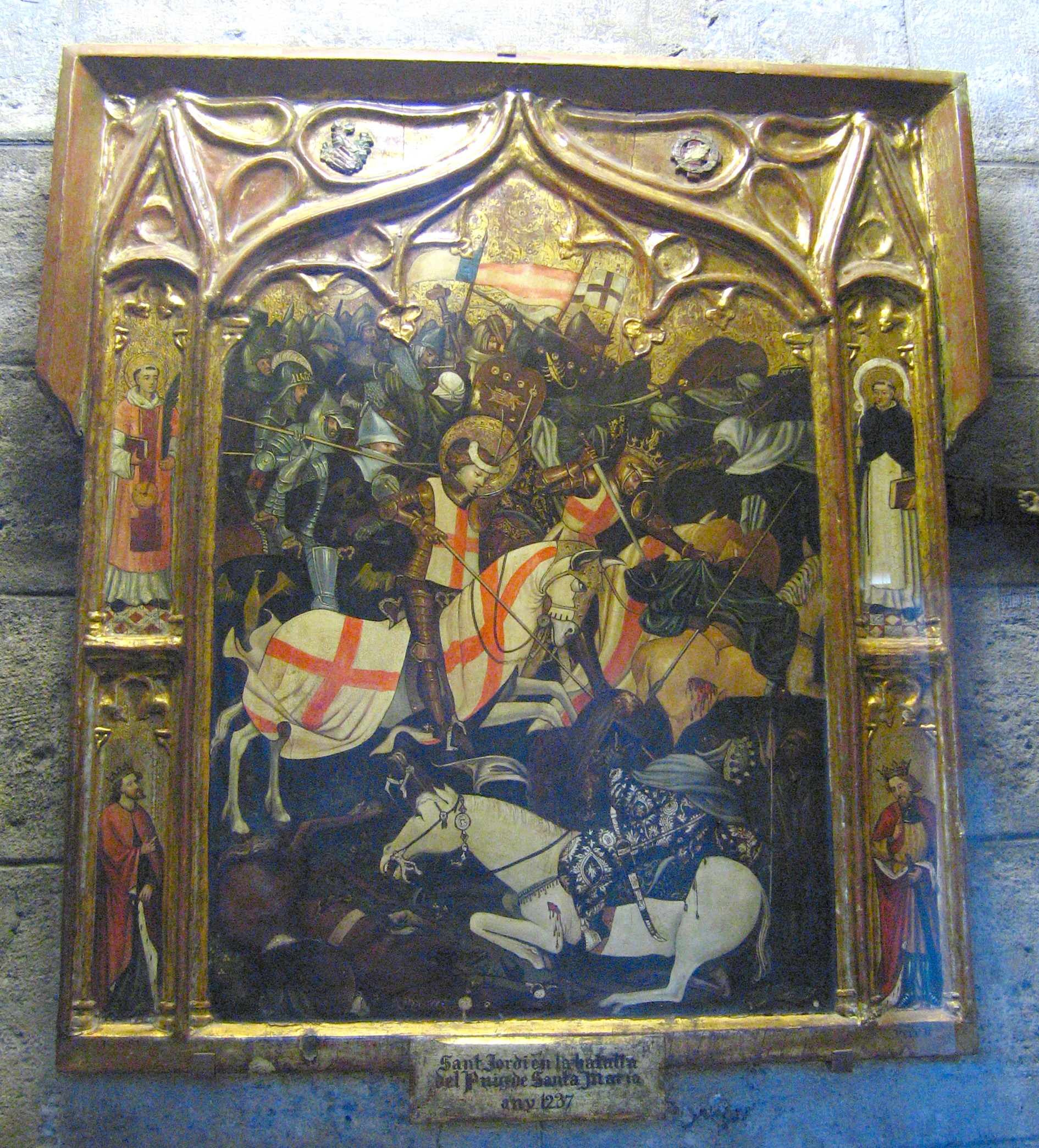
San Jorge en la Batalla del Puig

Si caminamos desde la Limosna dejando la catedral a nuestra izquierda encontraremos justo delante del Centro Arqueológico de la Almoina una pequeña capilla, la de San Jorge . Según las crónicas, el 9 de octubre de 1238, conquistada la ciudad de Valencia, Jaime I se dirigió a la mezquita mayor, e hizo la primera misa en el lugar donde hoy se encuentra esta capilla de San Jorge, adosada a la parte exterior del ábside.
En el interior de la capilla, sobre un altar, hay un retablo gótico, con una pintura de San Jorge y un rótulo que dice: San Jorge en la batalla del Puig de Santa María. Año 1237. Esta pintura es muy parecida -a pequeña escala- al cuadro que se conserva en el Victoria and Albert Museum de Londres y que allí se llama Saint George in the Battle of Puig.

### Obra Nova
Si al pasar la capilla de San Jorge continuamos rodeando la catedral por nuestra izquierda encontramos un pasadizo de 1660 que une la catedral con la basílica de la Virgen de los Desamparados. Nada más pasarlo empieza la Obra Nova, una galería o tribuna de estilo renacentista que está abierta hacia la actual Plaza de la Virgen, que históricamente recibía el nombre de plaza de la Seu o de la Seo.
Esta tribuna de tres pisos con arcadas abiertas, de estilo renacentista (en el piso de abajo), toscano (en medio) y jónico (arriba) estaba adscrita a la contemplación de los espectáculos públicos, como procesiones y ejecuciones por parte de los canónigos. Por eso recibe también el nombre de llotgeta dels canonges (de los canónigos) o del Capítol (del capítulo). Su construcción se inició el 1566, bajo la dirección del arquitecto Miquel Porcar y del carpintero y tallista Gaspar Gregori.
En una de las restauraciones de la catedral durante la segunda mitad del siglo XX fue suprimido su tejado y los balconcillos y columnillas quedaron muy visibles, como una especie de teatro romano adherida a la catedral. Como contrapartida, el cimborrio gótico ahora puede ser mejor contemplado desde la plaza de la Virgen.
La obra nova constituye uno de los mayores logros de la arquitectura.

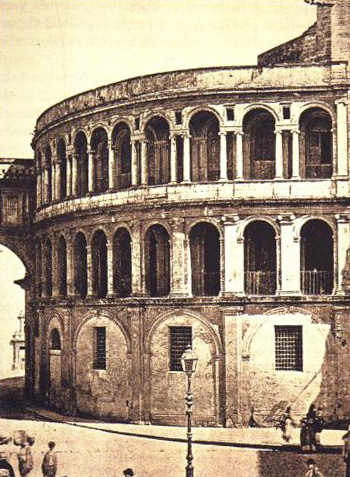
Obra Nova hacia el 1900
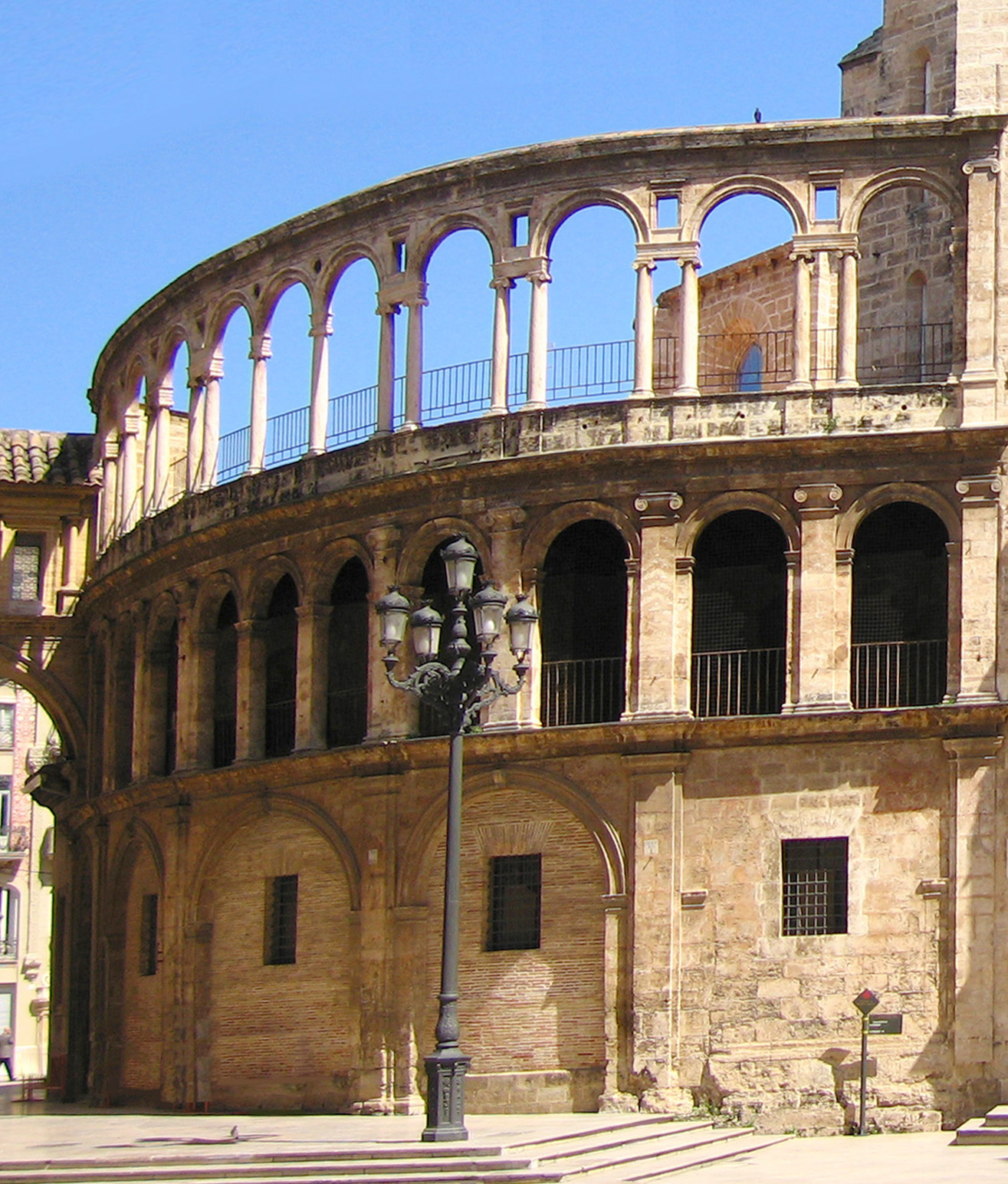
Obra Nova sin tejado (2008)

### Puerta de los Apóstoles

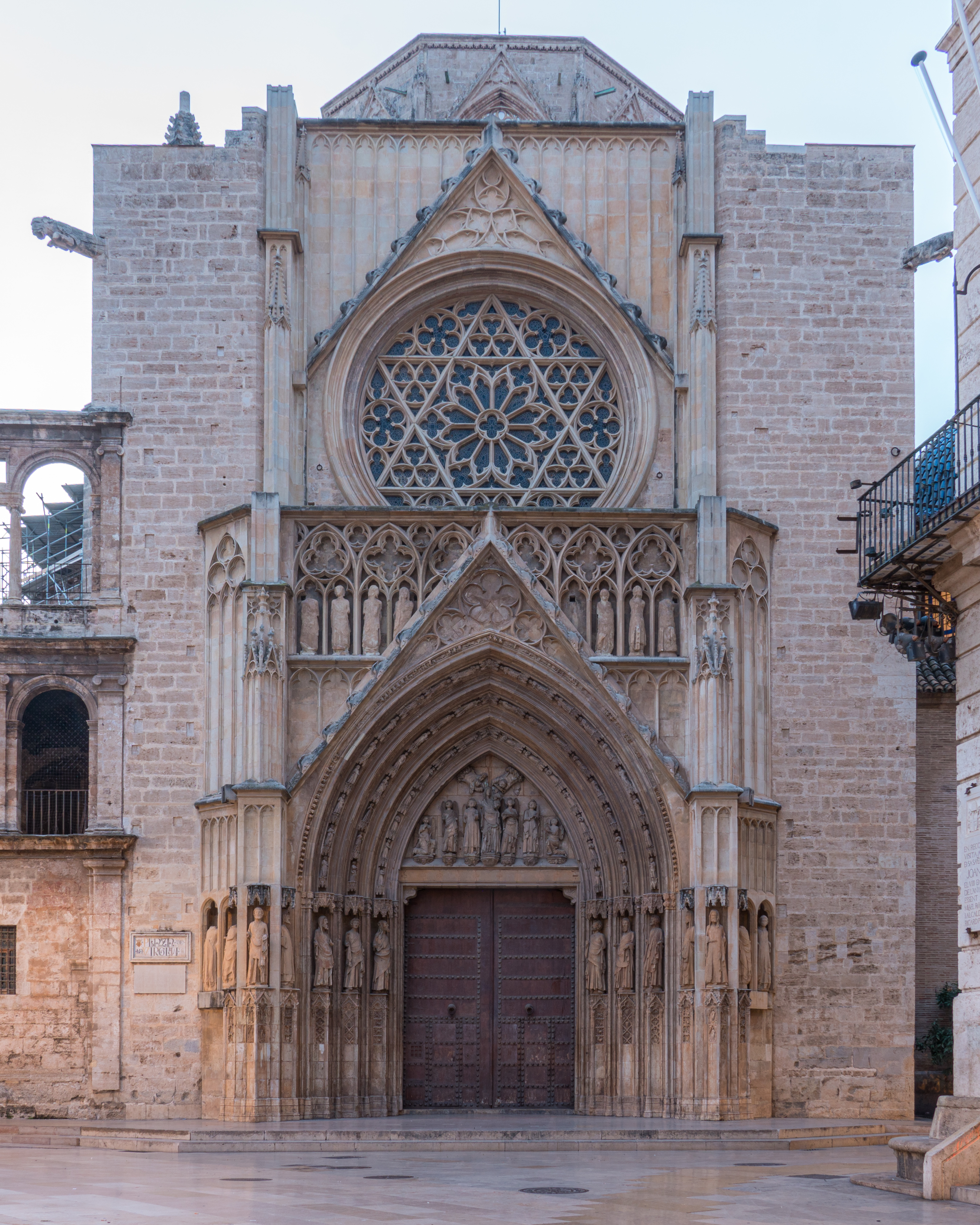
Puerta de los Apóstoles, con el sello de Salomón en lo alto

Nada más pasar la Obra Nova a nuestra izquierda se encuentra la puerta de los Apóstoles, llamada así por las estatuas de los doce apóstoles que alberga. De estilo gótico francés, contrasta notablemente con la puerta románica de la Limosna con que confronta a la otra parte del crucero. Se sabe que en su construcción trabajó Nicolás de Ancona o de Autun desde 1303 y que en 1354 ya estaba acabada. Fuera quien fuere su autor, era un mal conocedor de la piedra del país, pues empleó una de tipo quebradizo que se degradó con rapidez y que obligó a continuas reparaciones, ya documentadas en el siglo XV. Durante los años 1960 la puerta fue completamente restaurada y las figuras originales -en muy mal estado de conservación- fueron expuestas en el museo de la catedral y sustituidas por copias, que son las que hoy decoran la puerta.
La puerta se abre abocinada sobre un muro resaltado que le sirve de encuadramiento. Consta de tres arquivoltas ojivales decoradas, respectivamente, con catorce estatuillas de ángeles (la interior), dieciséis de santos y dieciocho de profetas (el exterior), colocadas unas sobre las otras, siguiendo la dirección de los arcos y cada una con sus correspondientes doseletes. Todas estas figuras, en total 48, estaban policromadas.
Estas tres arquivoltas se apoyan sobre seis doseletes -tres a cada lado- que protegen seis estatuas de apóstoles apoyados, a su vez, sobre pilares de sección prismática triangular cuyas caras se decoran con cuadrifolios con esfinges de la virgen y del Arcángel, en relieve, y varios escudos del rey, familiares (como los Borja o los Centelles) y gremiales. Los otros seis apóstoles aparecen situados fuera del arco, pero sobre idénticos pedestales. En el ángulo que forma la puerta con el muro de la iglesia, a ambos lados, aparecen, en sendos doseletes góticos, las estatuas de San Sixto y San Lorenzo y de San Valerio y San Vicente Mártir. Los batientes o hojas de las puertas, los clavos y los herrajes de la puerta son originales de 1438.
La arquivolta queda enmarcada por un gablete abonado por arquerías ciegas con estatuas. En la parte superior de la fachada, también dentro de un gablete, se abre un gran rosetón de seis puntas, que representa la estrella de David o Salomón, de 6.45 metros de diámetro, constituida por dos triángulos equiláteros entrelazados en los intersticios de la que figuran varios adornos de tracería calada que enmarca vidrieras polícromas. Este rosetón fue casi totalmente reconstruido en los años 1960 al haber sufrido el mal de la piedra. Como apunta Joan Fuster, esta estrella salomónica es bastante difícil de explicar en la entrada de un templo católico. Se especula que, ante la falta de fondos para la construcción de la puerta, se pidió prestado dinero a los prestamistas judíos, y éstos accedieron a cambio de que figurase la estrella en el rosetón.
En el tímpano de la puerta se encuentra la imagen de Santa María, bajo la advocación de la que fue consagrada la catedral, con el niño en brazos y rodeada de ocho ángeles músicos; antes de 1599 esta imagen de la Virgen del tímpano se encontraba en el mainel, de manera muy similar a la que hay en la iglesia arciprestal de Morella.
En el pie de la puerta de los Apóstoles se reúne todos los jueves a las 12 de la mañana, el Tribunal de las Aguas, reliquia secular de la administración de justicia correspondiente al derecho de aguas en la huerta de Valencia. Probablemente ya se reunía en este mismo lugar cuando la actual catedral era aún mezquita.

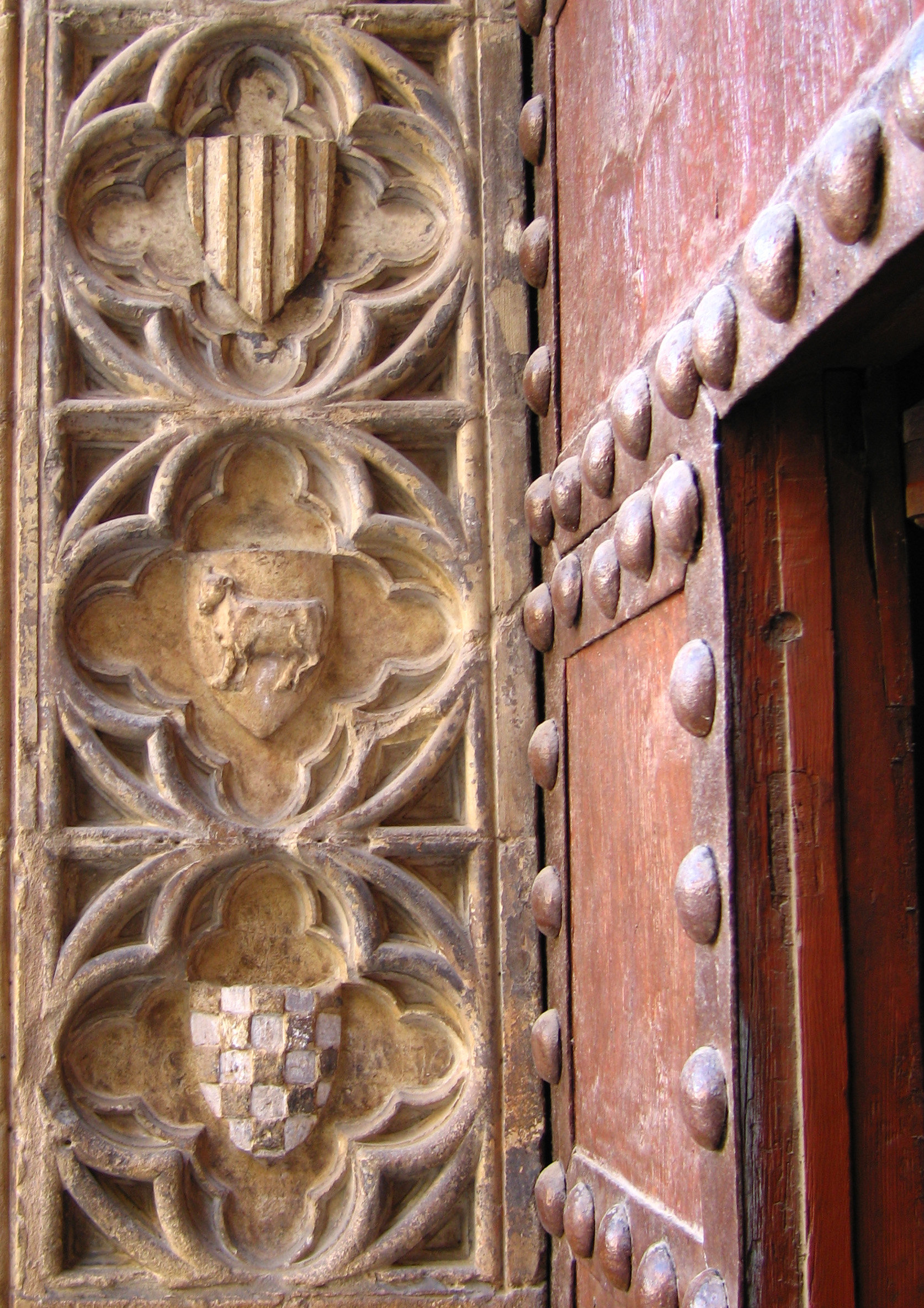
De arriba abajo: escudo del rey, de los de Borja o Borgia y de los Centelles.
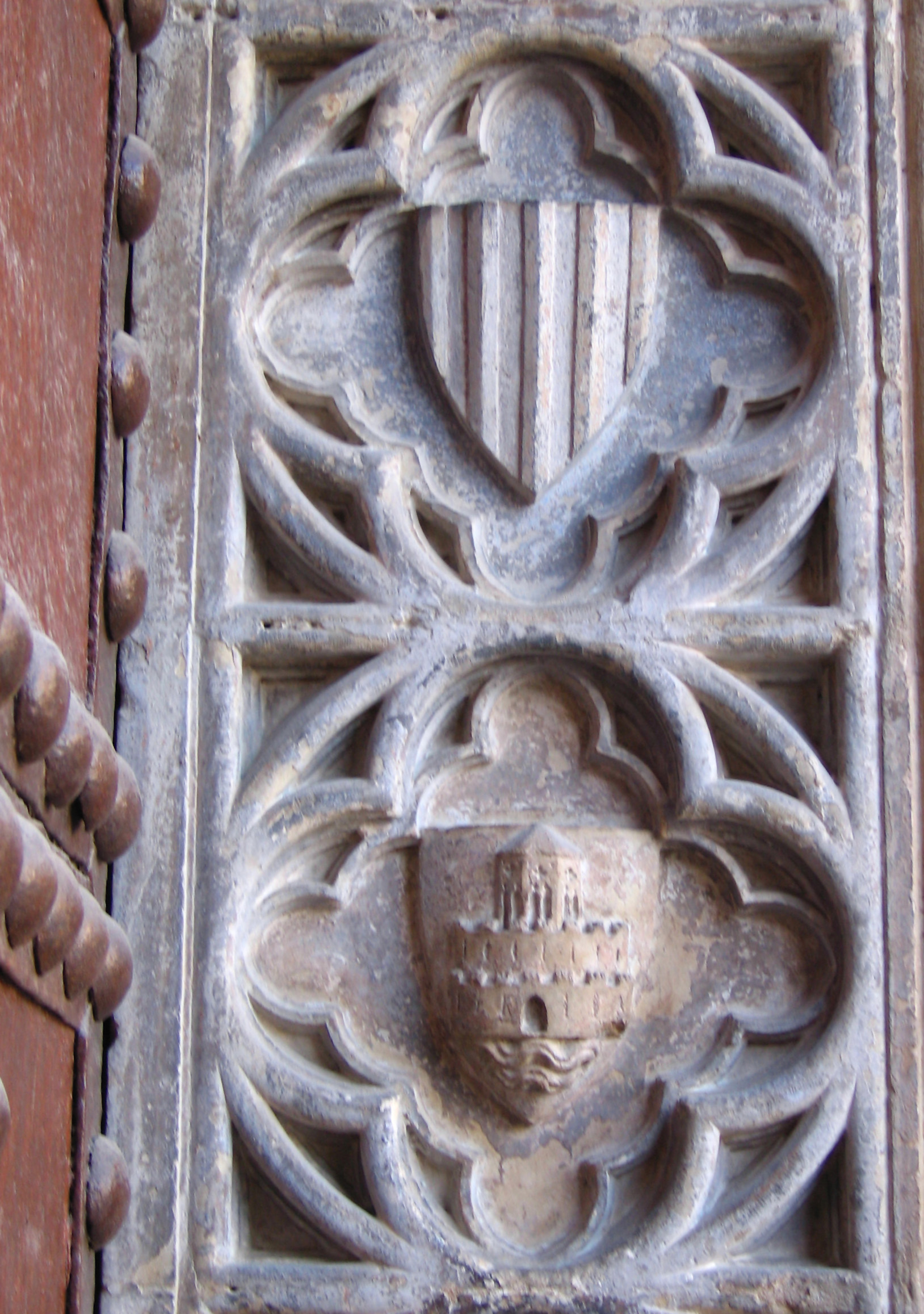
Arriba el escudo del rey y abajo el de la ciudad (o de los Botonach, según autores), siglo XIV.
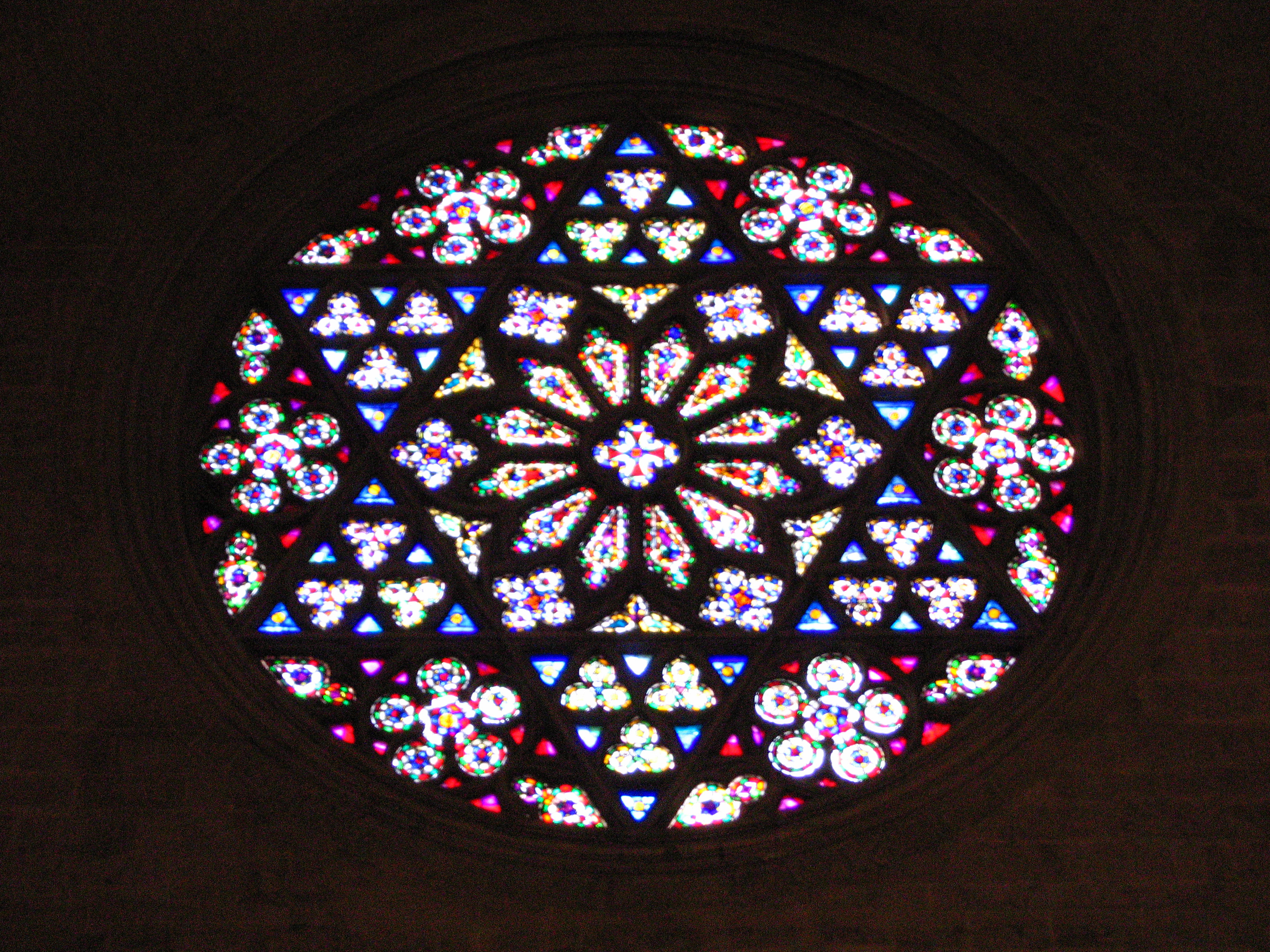
Estrella de David o Salomón sobre la Puerta de los Apóstoles.
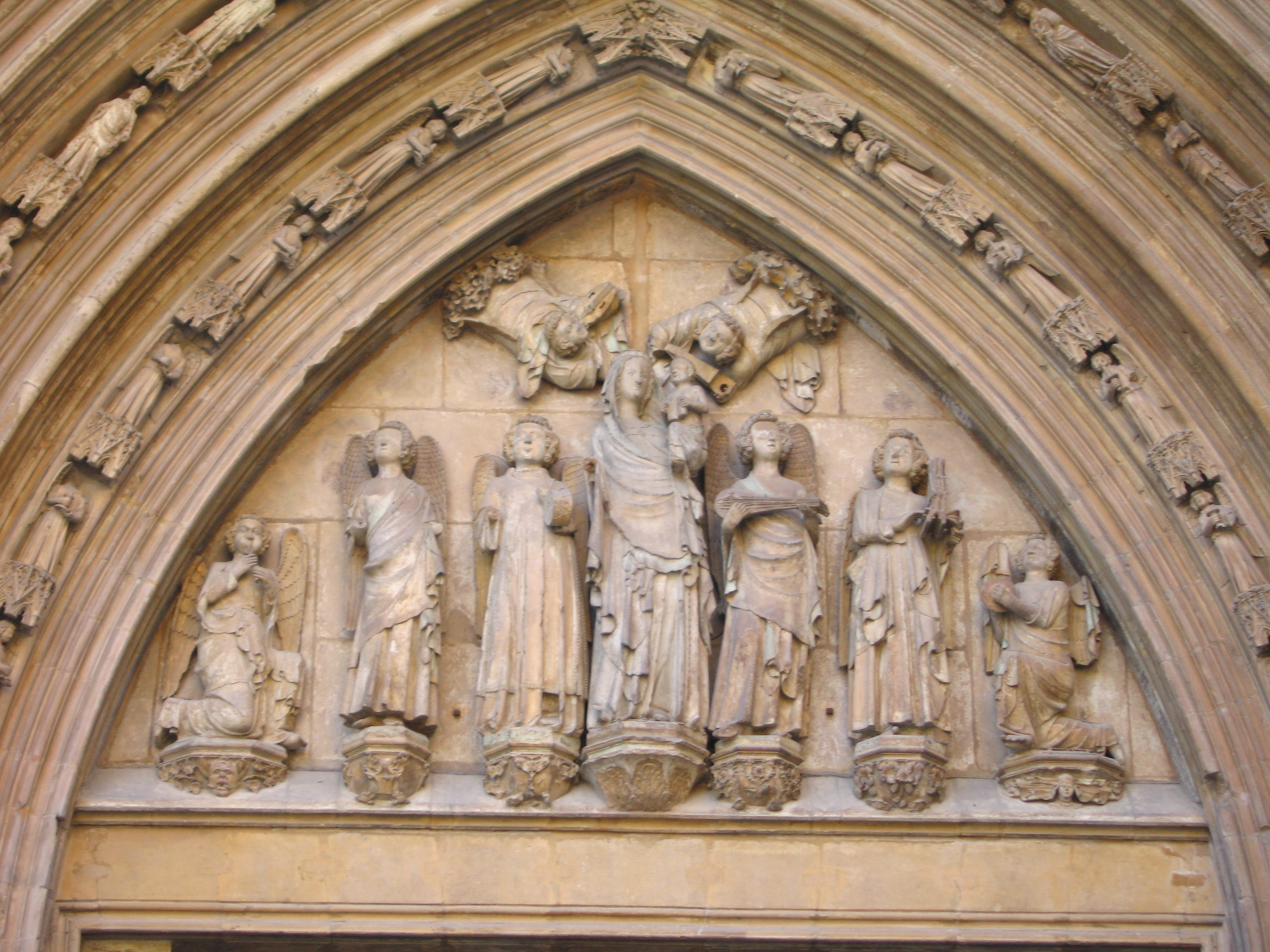
Tímpano con la estatua de Santa María, antes situada en el desaparecido mainel.

### Micaleto Miguelete

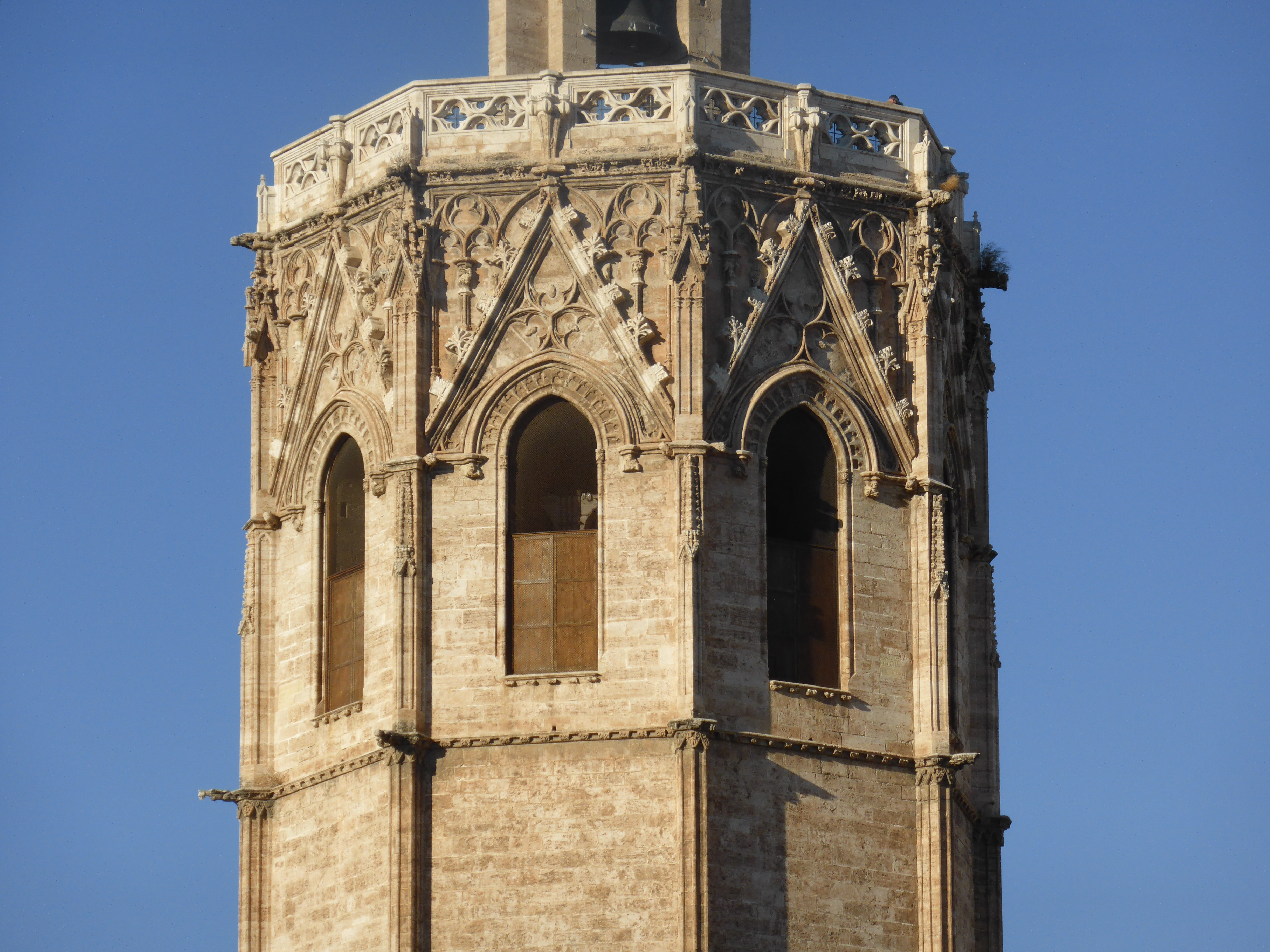
Ventanales de la Torre del Miguelete o Micalet

Desde la Puerta de los Apóstoles, si dejamos la plaza de la Virgen a nuestra derecha y nos dirigimos por la calle del Micalet, llegaremos a la torre campanario del Micalet o Miguelete, entrañable emblema sentimental para los valencianos, y probablemente el monumento más característico de la ciudad. Fue iniciado en 1381 por Andreu Julià, y para conmemorar este hecho se grabó una inscripción -casi ilegible hoy día- sobre la base de la torre que dice: "Aquest campanar fonc començat en l'any de la nativitat de nostre senyor Jesucrist MCCCLXXXI. Regnant en Aragó lo molt alt rei en Pere. Estant de bisbe en València lo molt alt en Jaume, fill de l'alt infant en Pere e cosin germà de dit rei" (Este campanario fue empezado en el año de la natividad de nuestro señor Jesucristo MCCCLXXXI. Reinando en Aragón el muy alto rey Don Pedro. Estando de obispo en Valencia el muy alto Don Jaume, hijo del alto infante Don Pere y primo hermano de dicho rey). Andreu Julià dejó la obra el 1396 y en 1402 la reanudó Josep Franch. En 1414 se hizo cargo de la obra Pere Balaguer, que es el autor de la bella decoración del último cuerpo.
En 1424 el arquitecto Martí Llobet fue el encargado de llevar a cabo el hoy desaparecido antepecho de la torre, el cual, de tracería calada gótica, fue destruido en el siglo XVIII, y sustituido por una barandilla metálica a principios del siglo XX. En 1983 se hizo uno nuevo de piedra que es el que hoy podemos ver, obra de F. Pons Sorolla, de estilo neogótico, a partir de fragmentos encontrados del antiguo. Por lo que respecta al coronamiento de la torre, hubo un proyecto de aguja gótica ideado por Antoni Dalmau en 1453, pero nunca se construyó; en su lugar se alzó una estructura provisional de madera para albergar y sostener las campanas, que permaneció así hasta que se construyó la espadaña barroca (1660-1736) que hoy podemos contemplar 
. El Micalet, acabado el 1425, fue llamado inicialmente campanario Nuevo, para diferenciarlo del campanario viejo, que era una modesta torre de estilo románico hoy desaparecida, que se encontraba en la calle de la Barcella (Barchilla), junto a la puerta de la Limosna. El nombre que triunfó para designar el monumento, sin embargo, fue torre del Miguelete, por el nombre popular de la campana grande que toca las horas, y que fue bendecida el 29 de septiembre de 1418, día de San Miguel, lo cual explica el nombre cordial de Miguelete con que los valencianos la designan.
Presenta un estilo marcadamente gótico valenciano, y podría estar inspirado en la torre de la catedral de Lérida, que es tan solo un poco anterior y presenta una estructura y altura similares, si bien en esta segunda sí que se alzó el remate gótico que le falta al Micalet. Está dividido en cuatro cuerpos, de los cuales solo el de más arriba está decorado, sobre el vacío de las campanas con el trenzado ojival de unas molduras. Este prisma octogonal mide 50,85 m, que equivale a su perímetro exacto. Doscientos tres escalones de piedra, a través de una angosta escala de caracol, nos conducen al pie de la espadaña final, la cual eleva la altura de la torre a unos 70 m. Desde allí se contempla una vista que, en días claros de poniente o mistral, abraza hasta el Montgó, por el sur, y hasta más allá del Desierto de las Palmas, por el norte.
Antes del 1480 estaba exento del resto de la catedral, pero gracias a la prolongación de las naves realizada por Francesc Baldomar a partir de 1458 y por Pere Comte desde 1476, quedó definitivamente unido a ella. A lo largo de su historia, el "Micalet" cumplió funciones de faro, torre de vigilancia, e incluso plataforma para castillos de fuegos artificiales. La ciudad corría a cargo de las iluminaciones que se hacían para las festividades extraordinarias.
Actualmente, los Campaneros de la catedral repiten el mismo ritual cada día, de ocho a ocho y media, en invierno y de nueve a nueve y media, en verano. Un toque donde el badajo golpea en la copa metálica de Manel cada dos minutos, para acelerar al final al repique. Si recorres los alrededores del Miguelete durante las horas del toque te transportas a las épocas donde Valencia era la capital del mediterráneo. 

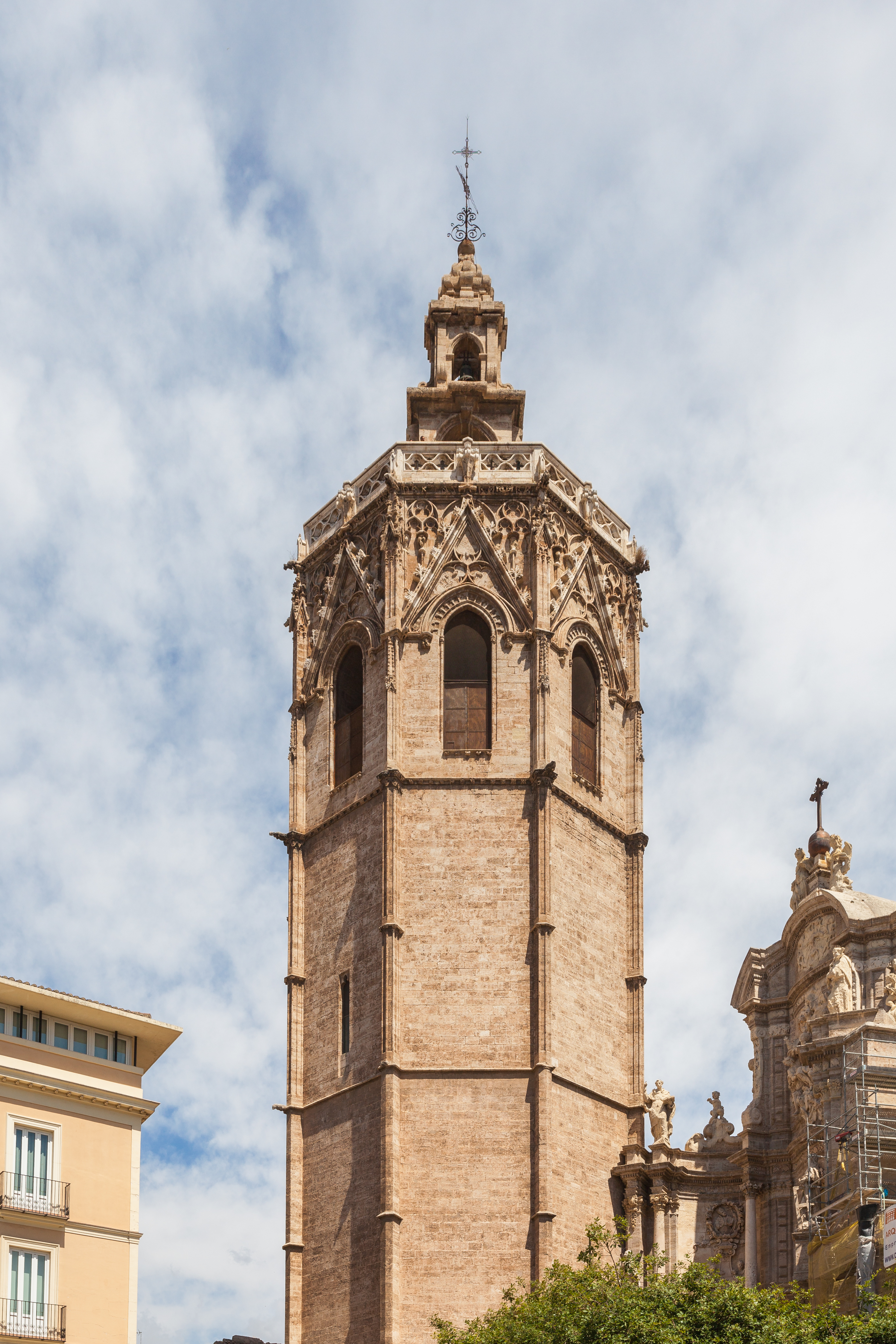
Torre de la catedral de Valencia, conocida como El Miguelete, o Micalet, de estilo gótico levantino
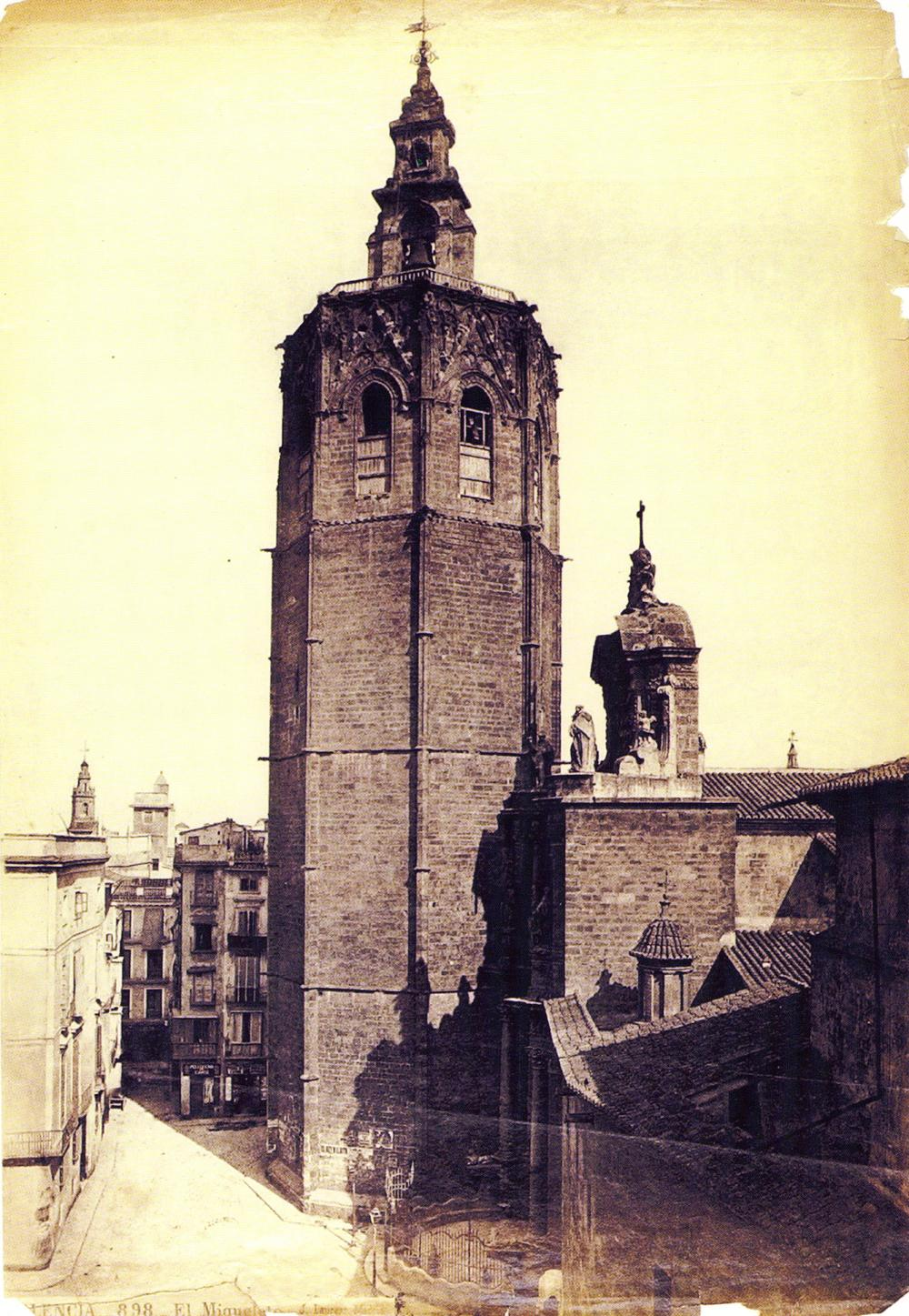
La torre en 1870. Fotografía catalogada por J. Laurent
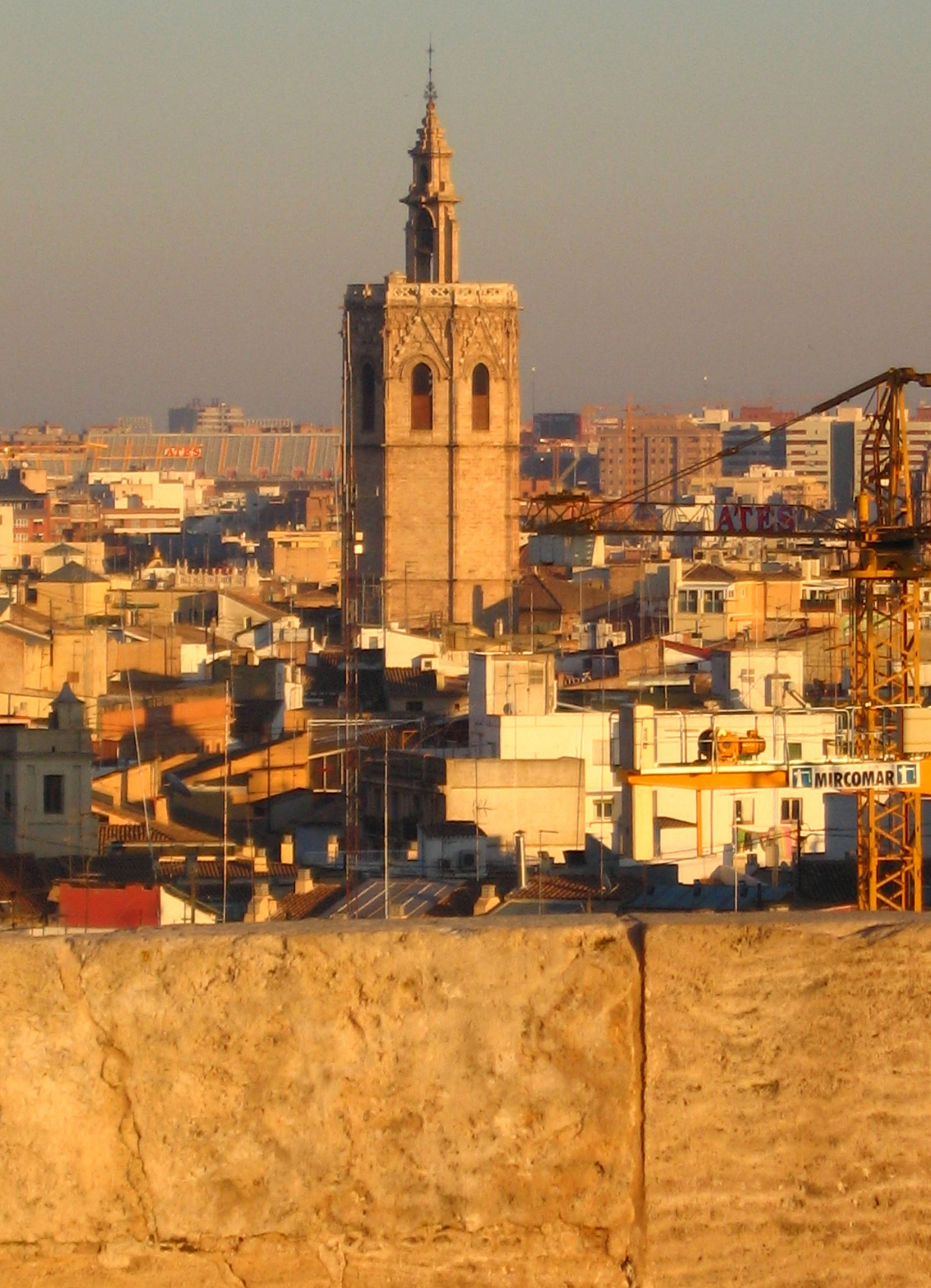
El Micalet desde las Torres de Quart
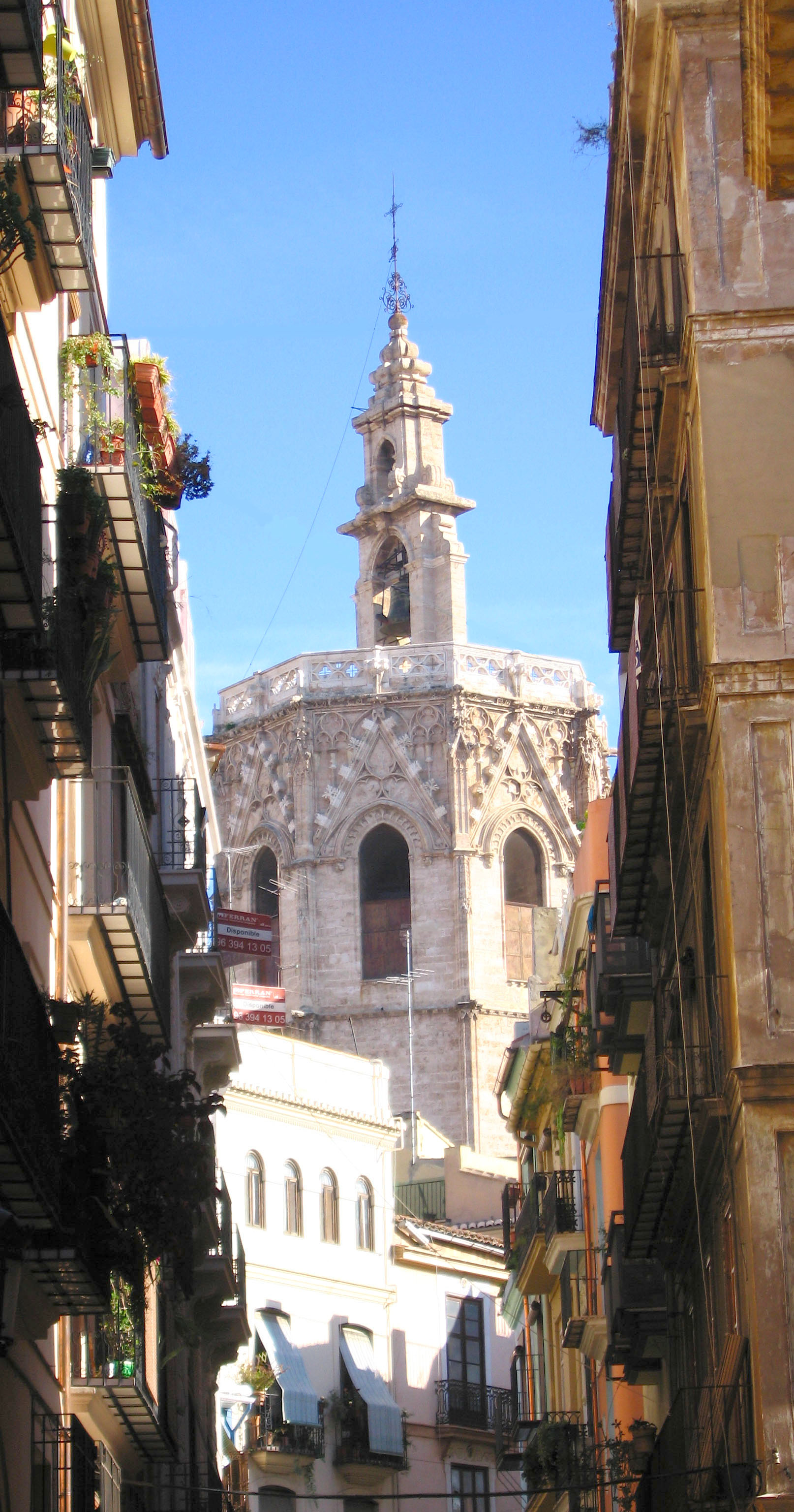
El Micalet desde la Corretgeria
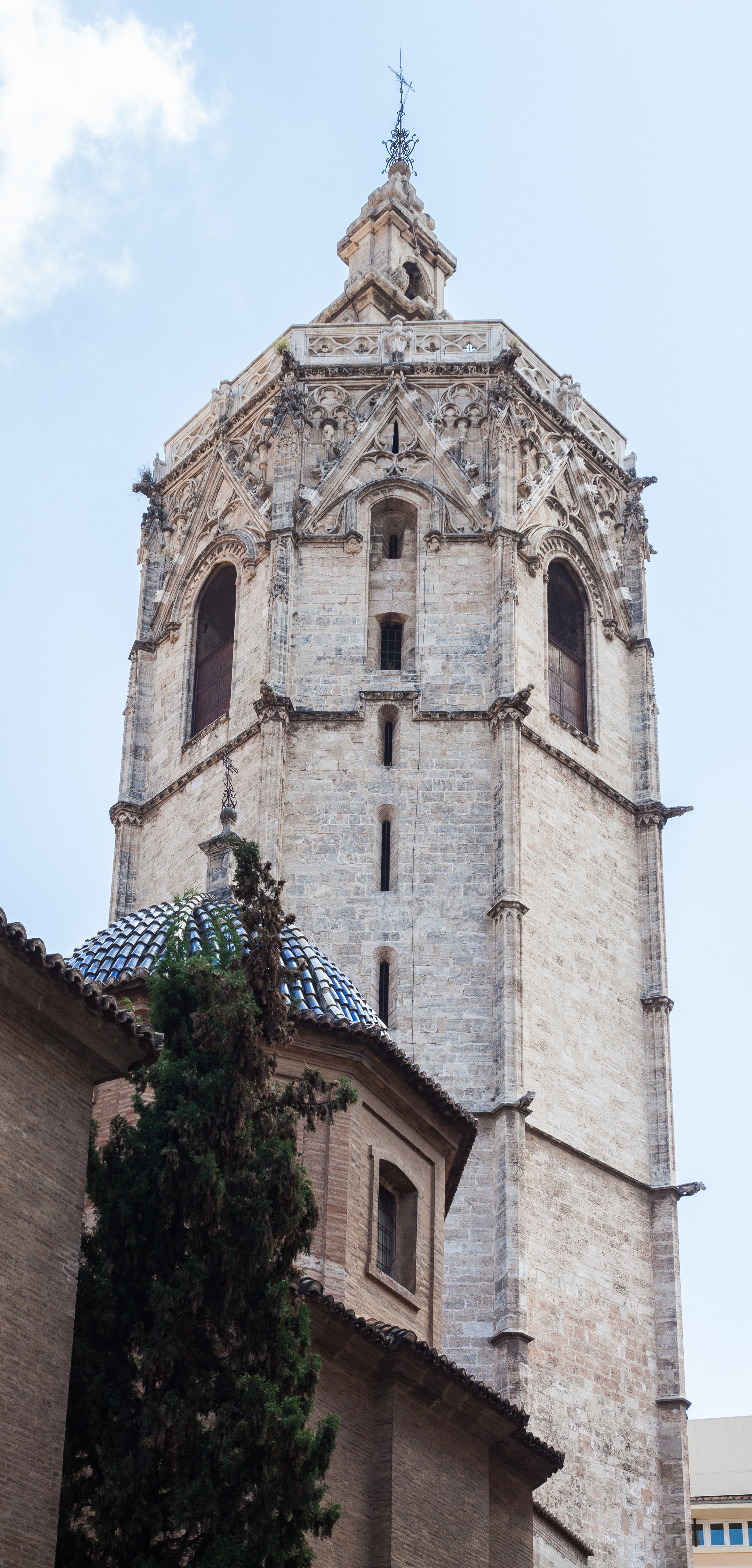
El Micalet, con espadaña barroca

### Puerta de los Hierros
Justo al lado del Micalet se encuentra la puerta principal, llamada de los Hierros por la reja de hierro que circunda el atrio de entrada. Es la más moderna, sustituye a una previa del siglo XV, fue financiada por una donación de doña Mariana Pont de Aguilar en 1621 e iniciada en 1703 por el escultor y arquitecto alemán Konrad Rudolf, que llegó a Valencia con el archiduque Carlos de Austria, pero al finalizar la guerra de Sucesión se fue con él, ya que era su escultor de cámara, y dejó paralizadas las obras en 1707, que fueran acabadas en 1713 por sus discípulos Francisco Vergara "el Viejo" y Francisco Stolz. Otros escultores que intervinieron fueron Andrés Robles e Ignacio Vergara y los picapedreros, José Mines y Domingo Laviesa.

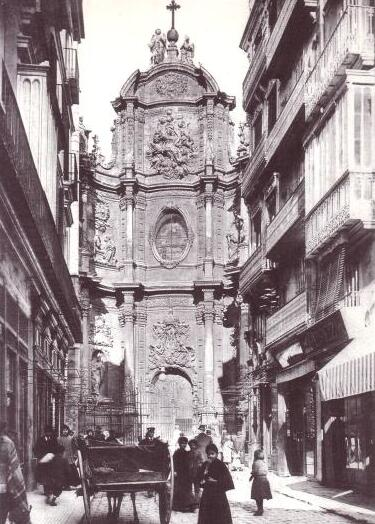
Puerta de los Hierros enmarcada por la calle de Zaragoza (hacia 1900)
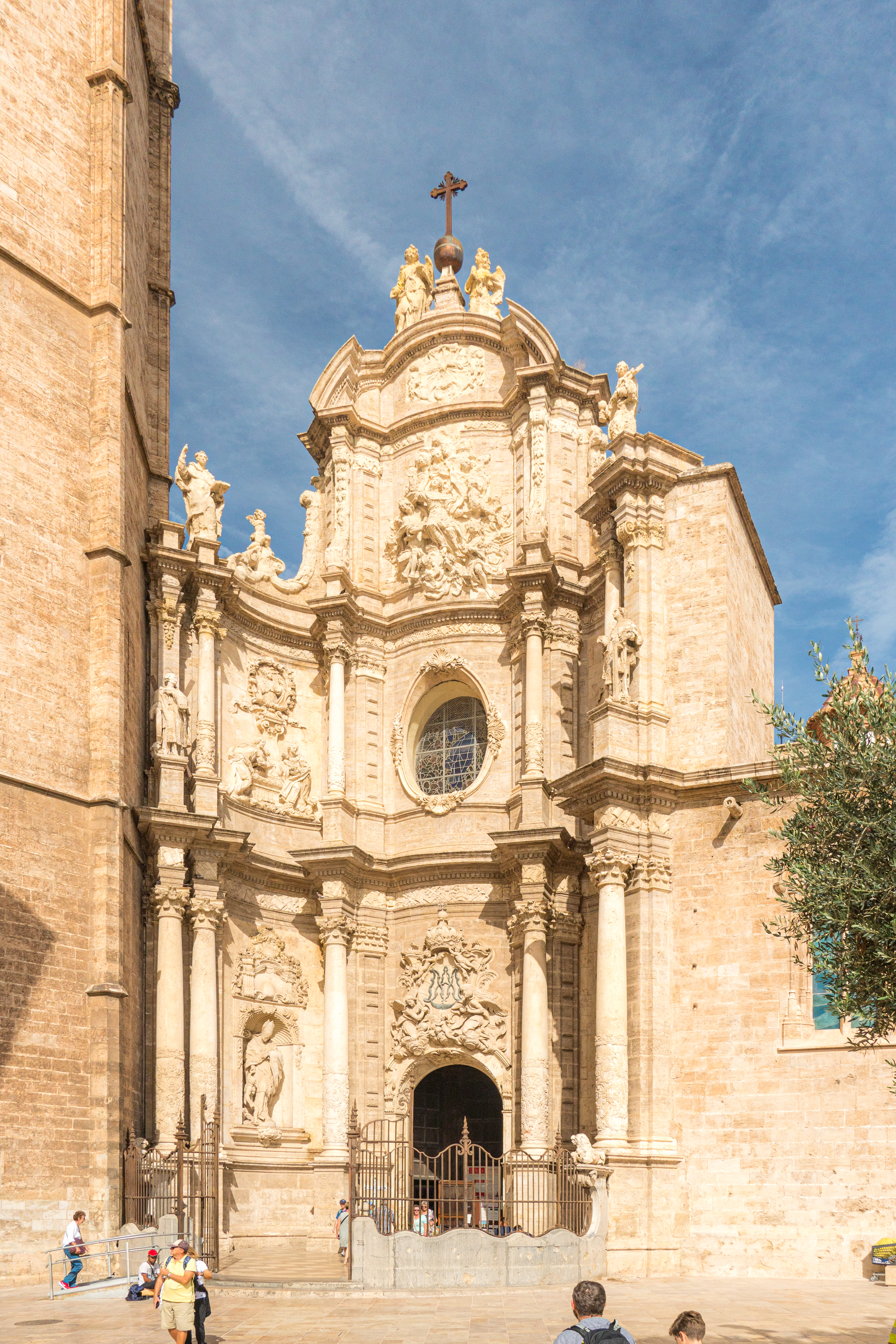
Aspecto actual de la puerta de los Hierros

Esta puerta es de notable interés por su planteamiento acertado y atrevido dentro del contexto hispánico de la época. Se trata de uno de los pocos ejemplos de la aplicación del barroco arquitectónico italiano, de planta ondulante y en movimiento, al estilo de Bernini o Borromini, a diferencia de los edificios barrocos españoles de la época, de tipo churrigueresco, con planta tradicional y gran profusión decorativa.
La puerta de los Hierros, que se parece a un retablo de forma cóncava, mide más de 36 metros de altura. Cuando se construyó pretendía crear la ilusión óptica de una mayor sensación de espacio en un lugar realmente muy pequeño -a la manera de Bernini o Borromini- ya que fue concebida para ser vista desde la estrecha calleja (de Zaragoza) que acababa en la misma puerta. Hoy esta calle ha desaparecido al ensancharse la Plaza de la Reina y quedando la puerta en una esquina de dicha plaza, de ahí la respuesta a la incomprensión de la gente al no entender la posición de la misma.
La puerta de los Hierros, que está precedida por un atrio que limita una reja de hierro, también barroca, se desarrolla en tres cuerpos superpuestos:
En el primero, hay tres columnas a cada lado de la puerta, con fuste decorado y capiteles corintios, realizados por Konrad Rudolf entre los que se abren sendas hornacinas con las estatuas de Santo Tomás de Villanueva y San Pedro Pascual, obra de Francisco Stolz. Sobre el arco de entrada destaca un bajo relieve, atribuido a Ignacio Vergara que representa el anagrama de la Virgen, con gloria de ángeles y otros adornos, y enmarcado sobre una venera de estilo rococó.
El segundo cuerpo, más reducido, tiene cuatro columnas del mismo orden, en el intercolumnio del centro, un rosetón oval, y en los laterales, las estatuas de San Lorenzo de Francisco Stolz y de San Vicente Mártir, obra de Konrad Rudolf, y medallones con los bustos de los papas valencianos, Calixto III y Alejandro VI, con figuras alegóricas: a los pies del primero la caridad y la justicia, y a los del segundo la esperanza y la fortaleza; ambas son obras de Francisco Vergara.
En el tercer cuerpo, de menores dimensiones, se representa la asunción de la Virgen en un alto relieve atribuido a Ignacio Vergara y, en ático, el símbolo del Espíritu Santo en relieve bajo un frontón partido, y en sus extremos, las esculturas de san Luis Bertrán y san Vicente Ferrer, obra de Stolz.

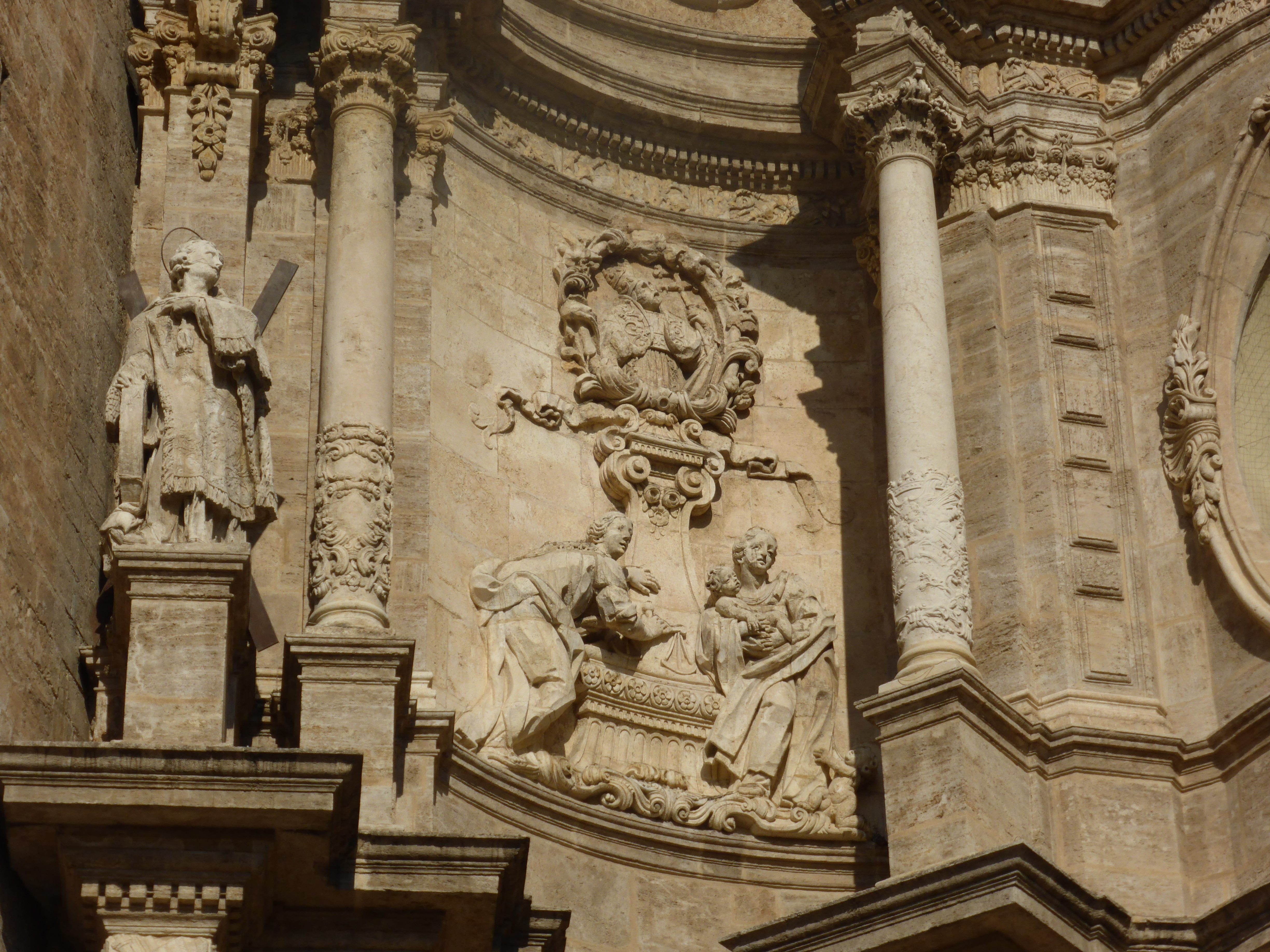
Medallón de Calixto III, con la caridad y la justicia, de Francisco Vergara
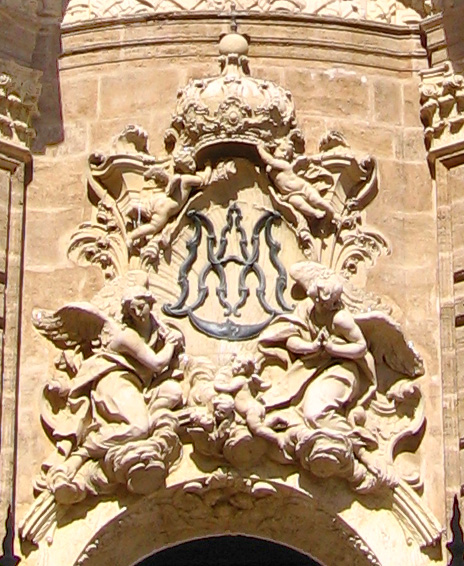
Emblema de la Virgen, con gloria de ángeles, de Ignacio Vergara
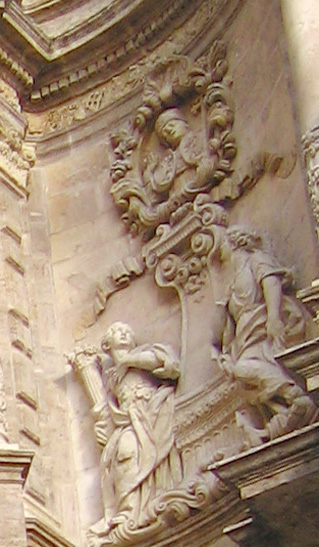
Medallón de Alejandro VI, con la esperanza y la fortaleza, de Francisco Vergara
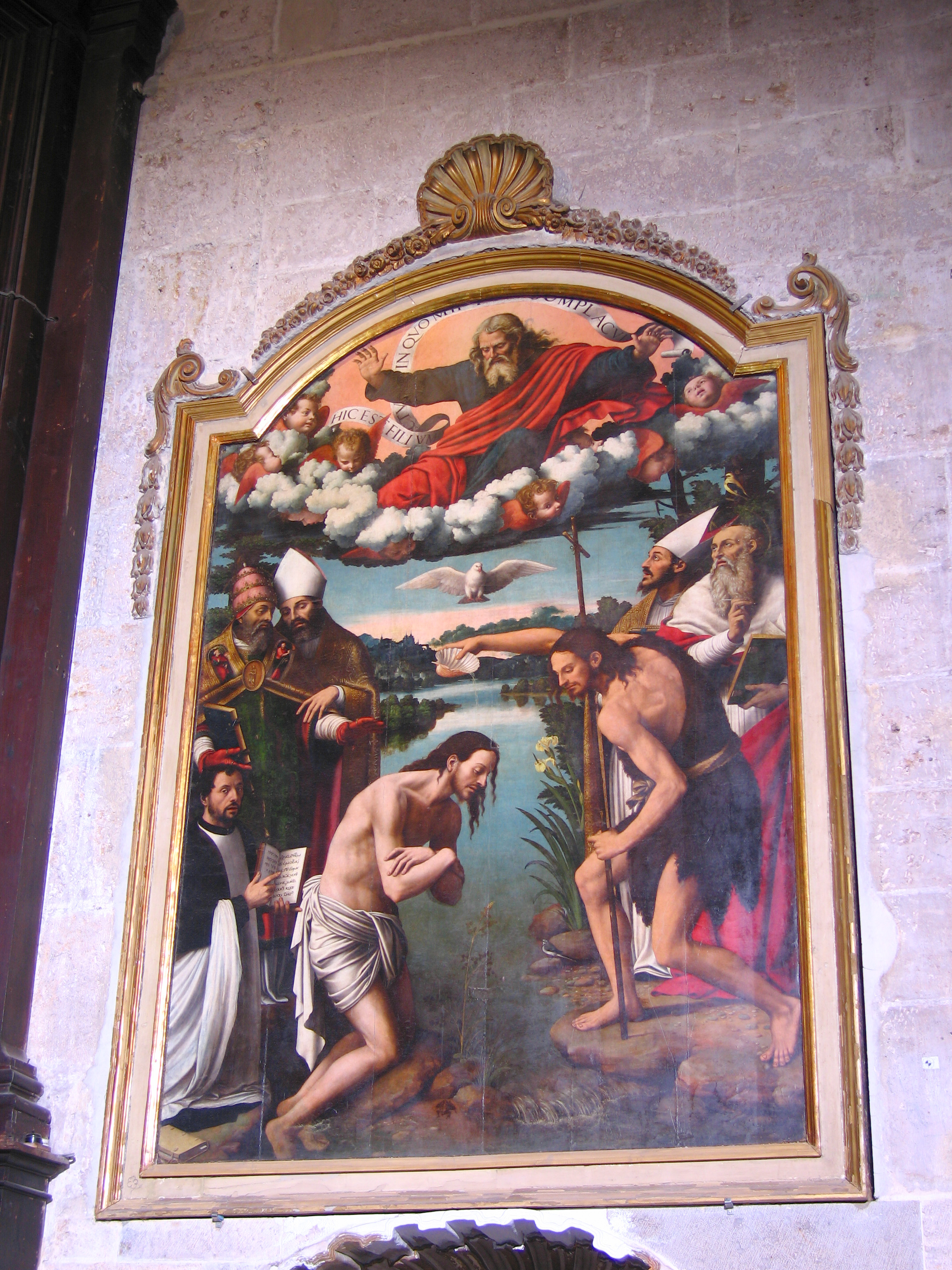
Bautismo de Cristo en el río Jordán por Juan el Bautista, de Vicent Macip
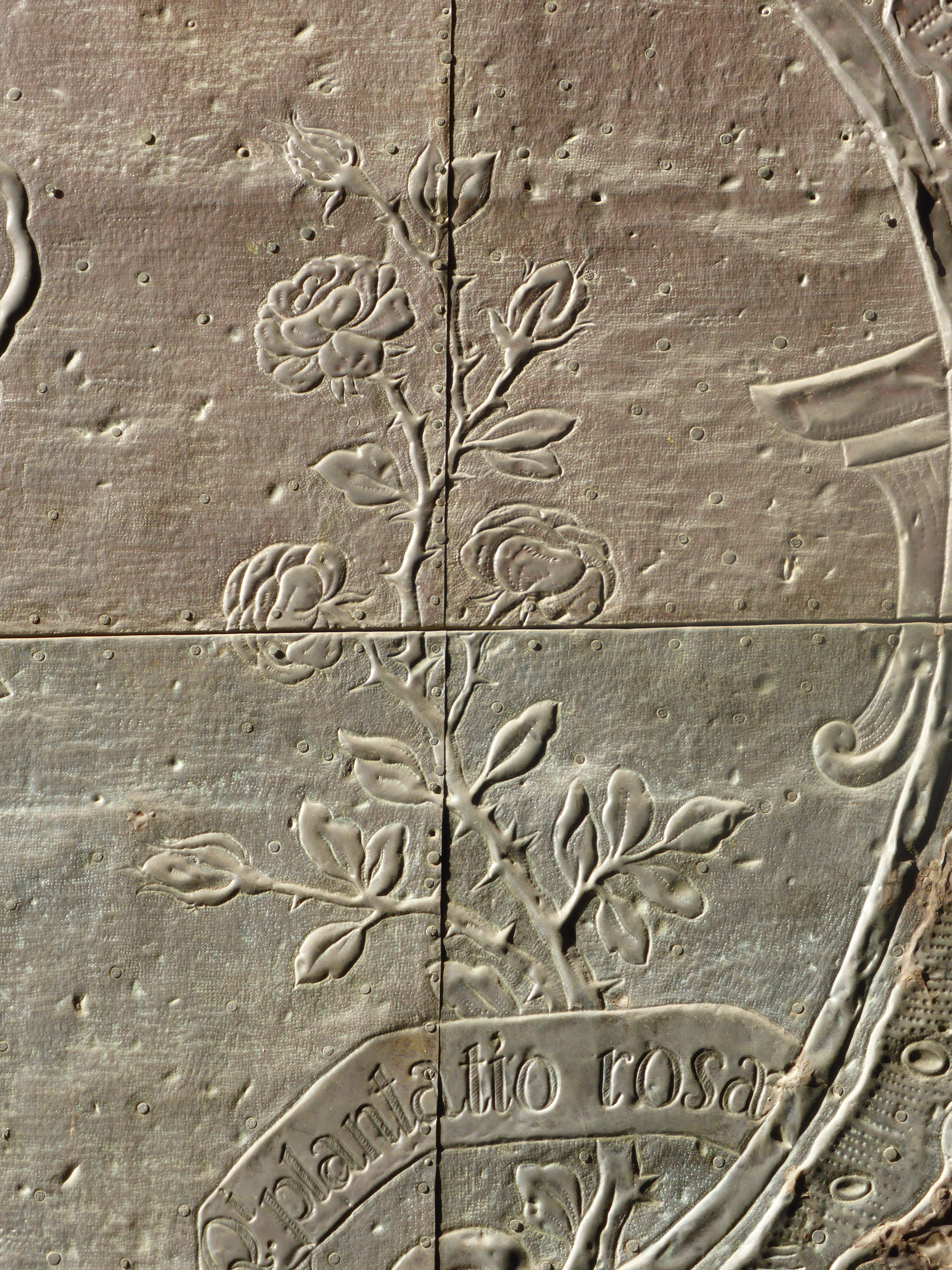
Representación de un rosal, con inscripción: "Qi. plantatio rosa". Detalle de una hoja de la puerta

Remata el conjunto una cruz de hierro sobre una esfera de bronce entre dos ángeles de piedra. La piedra de esta puerta procede de las canteras de Benigánim, Moncada y Ribarroja de Turia.
Nada más entrar dentro de la catedral por la puerta de los Hierros, en el muro izquierdo y sobre la pila bautismal, se encuentra el célebre cuadro de Vicente Macip llamado Bautismo de Cristo en el río Jordán por Juan el Bautista (1535). Dentro del cuadro, asisten al acto de bautizo cuatro doctores de la iglesia y el donante del cuadro, el venerable Agnesi, mientras desde el cielo, Dios envía el espíritu santo sobre el hijo.
Para volver a la puerta de la Limosna y completar toda la vuelta a la catedral, continuaremos dejándola a nuestra izquierda, rodeando la capilla del Santo Cáliz, pasando bajo un pasadizo de 1357 que une la catedral con el Palacio Arzobispal, por encima de la calle de la Barcella (Barchilla), y a pocos metros topamos de nuevo con la Limosna.

## Interior

### Cimborrio

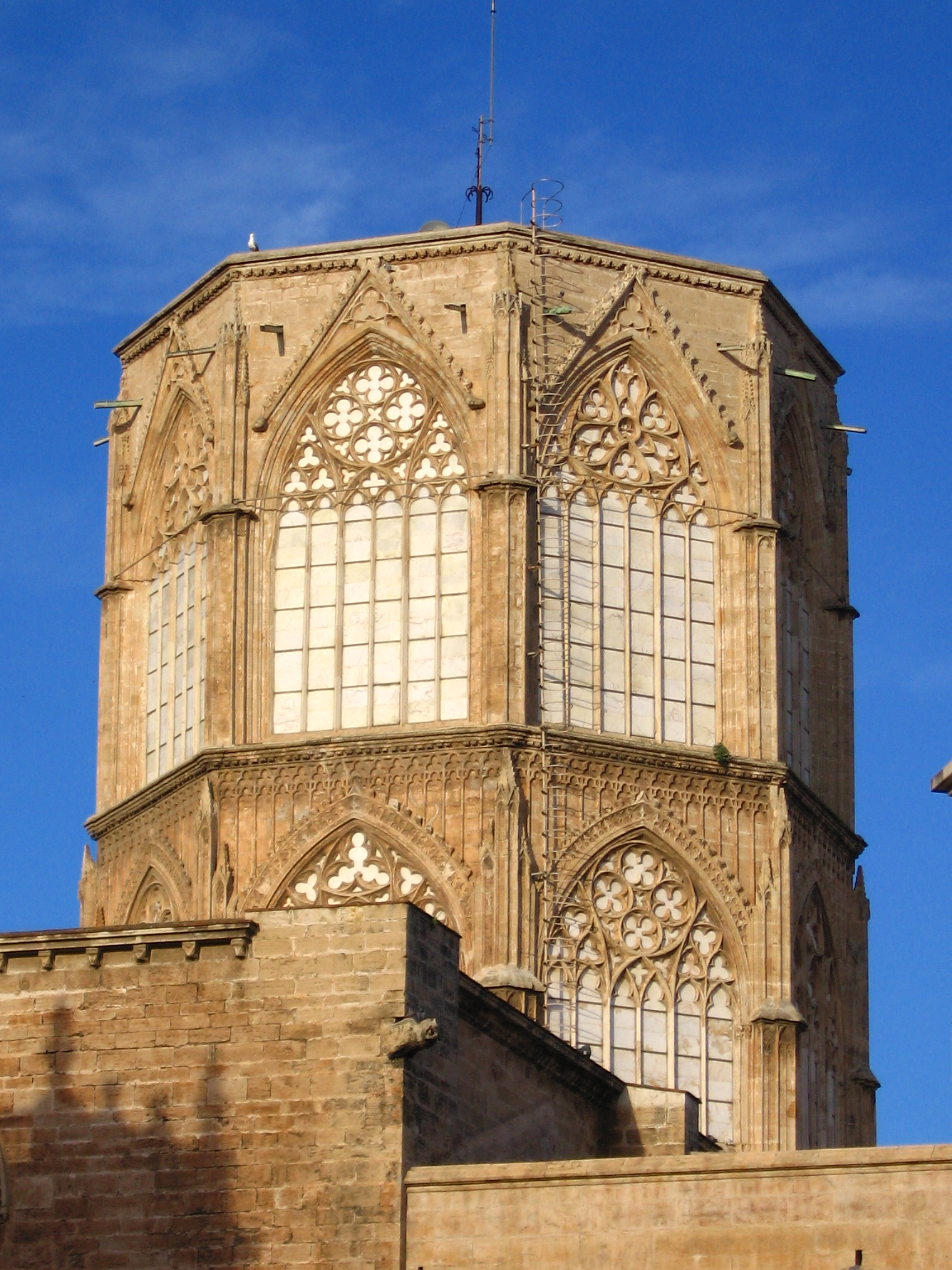
Vista desde la calle del Palau
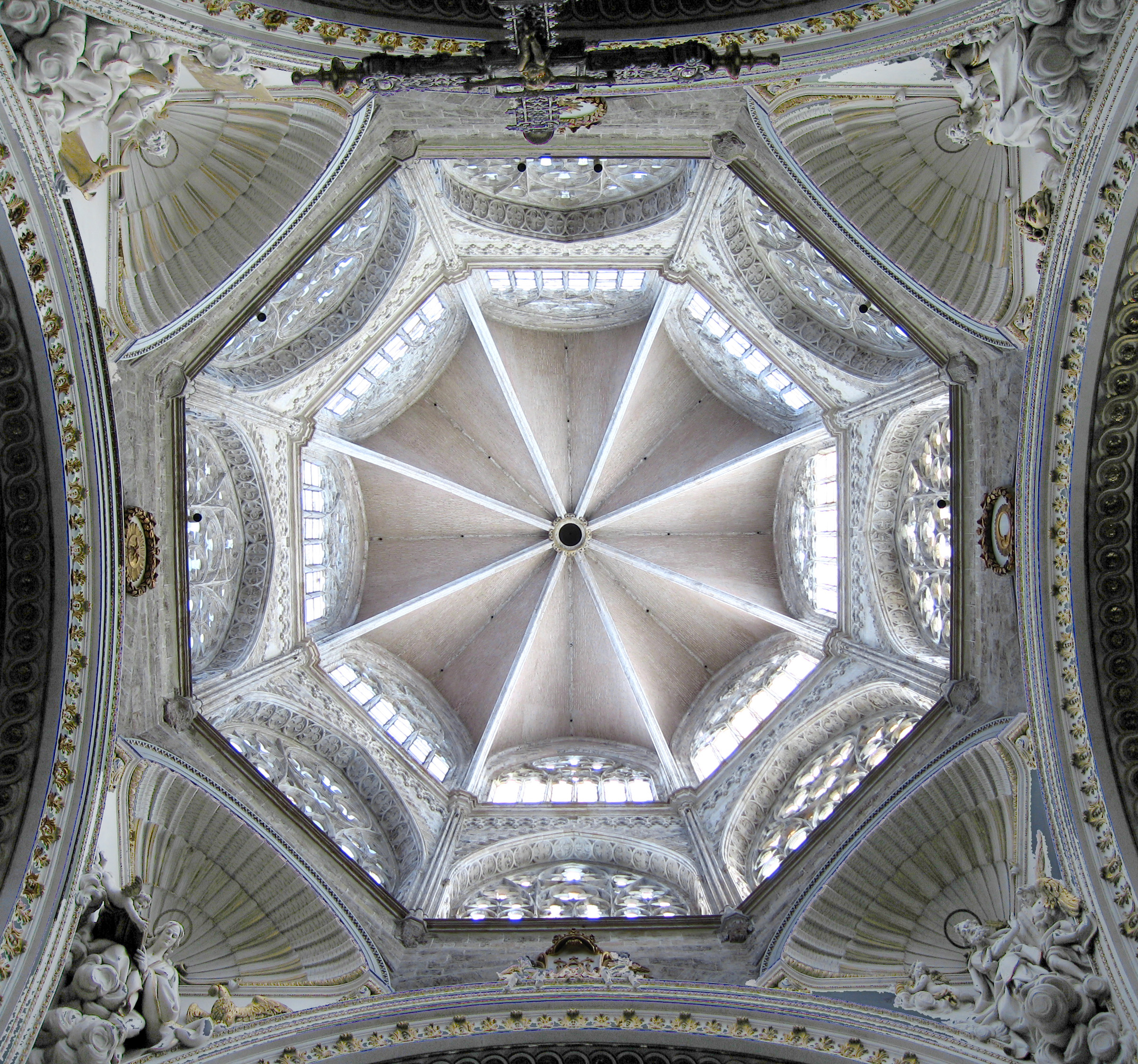
Vista cenital, con pechinas de los evangelistas

De estilo gótico francés (siglo XIV-XV), está formado por un prisma octogonal de dos cuerpos superpuestos, con ocho vidrieras de fina tracería calada en cada cuerpo. El primer cuerpo o parte baja es de autor insabido, del siglo XIV, mientras que el segundo cuerpo o parte alta es obra de Martí Llobet (de hacia el 1430). El cimborrio dota de luz natural siempre blanca al crucero, gracias a las ventanas translúcidas de alabastro y al hecho de que su armazón de piedra está reducido al mínimo.
El cimborrio descansa en trompas cónicas y se cierra con una bóveda de crucería compuesta por ocho nervios y plementería de ladrillo. Con una altura de unos 40 metros, la ausencia de contrafuertes y la ligereza contructiva derivada de la tracería calada de sus muros resulta prodigiosa desde el punto de vista arquitectónico.
En las pechinas, bajo las trompas del cimborrio figuran cuatro esculturas de estuco del siglo XVIII que representan los cuatro evangelistas con los atributos con que se identifican: San Lucas con el toro, obra de Josep Pujol, San Juan Evangelista con el águila del mismo autor, San Mateo con el ángel, de Josep Esteve y San Marcos con el león, de Francesc Sanchis. En su parte superior hay una campana (el cimboriet) de 1805 que actualmente no se utiliza.

### Capilla del Santo Cáliz

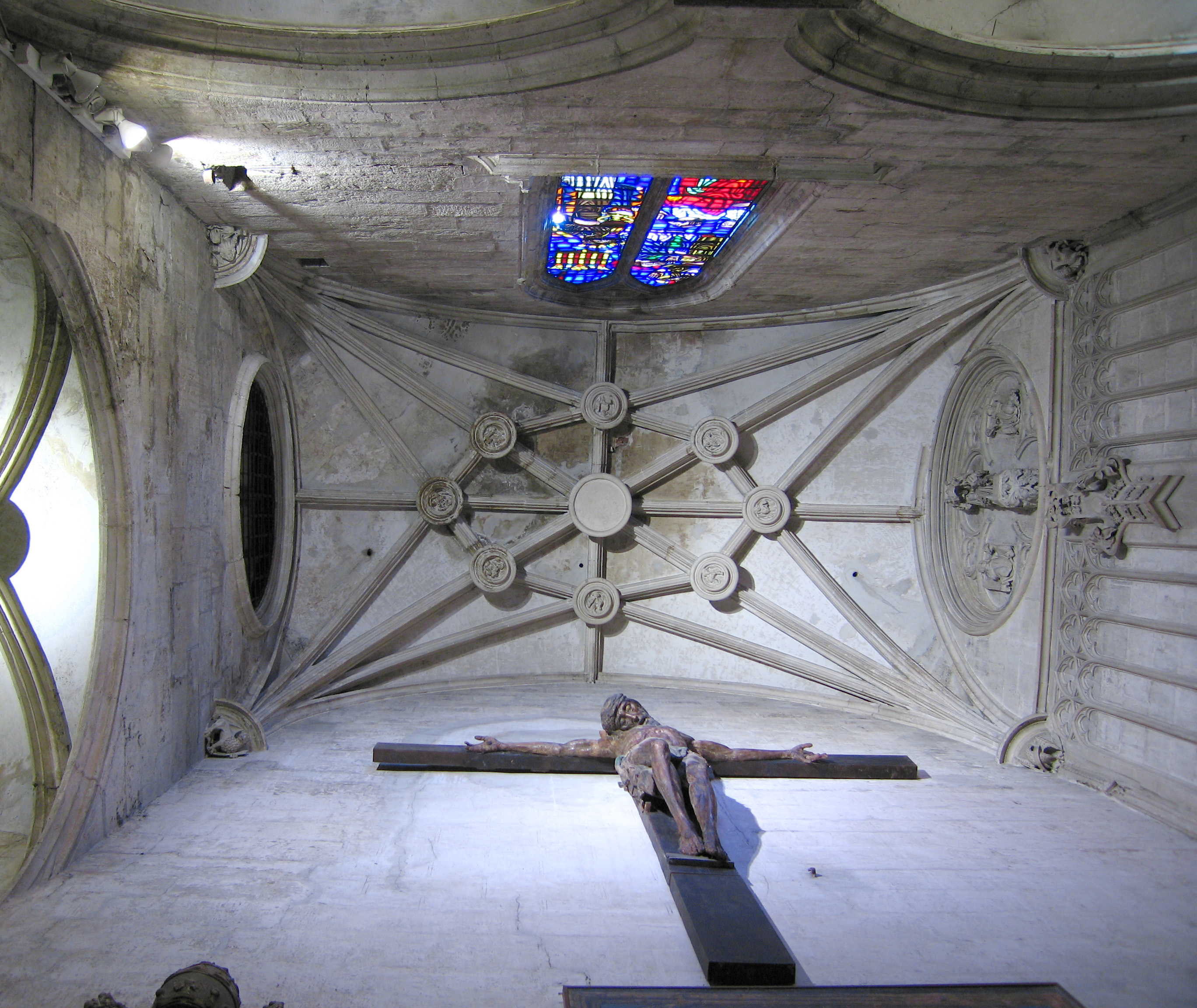
Detalle del techo de Pere Comte en el pasillo de acceso

Obra de Andreu Julià en estilo gótico florido (1356-1369), la actual capilla del Santo Cáliz se destinaba en un principio a la celebración de reuniones del capítulo de la catedral, es decir, a sala capitular. También se usaba para enterramiento de prelados y canónigos, y en su subsuelo hay una cripta que hoy se encuentra cegada. Después sirvió de cátedra de teología, siendo también aprovechada para reunirse las Cortes Valencianas. Más tarde recibió el nombre de capilla del Cristo de la Buena Muerte, pero el 1916 se decidió el traslado del Santo Cáliz a la capilla, de donde proviene su actual nombre.
Originalmente era una capilla exenta, pero en 1496 Pere Comte concluyó el pasillo, en estilo gótico florido, que la unía con el resto de la catedral. Para acceder, hay que entrar por la puerta de los Hierros y girar a mano derecha hasta que encontramos una entrada al pasillo o sala de acceso, al final de la cual hay una portalada gótica en piedra que permite el ingreso en la capilla. En este pasillo de acceso encontramos cinco sepulcros góticos de piedra, uno de los cuales del obispo Vidal de Blanes, que mandó edificar la Sala Capitular, hoy del Santo Cáliz. Además encontramos un cristo tallado en madera, bajo el que hay un fresco pasado a lienzo de la Adoración de los Pastores, obra de 1472, de Paolo de San Leocadio. Esta obra, que se encuentra en un estado de conservación pésimo, era uno de los frescos que realizó para mostrar su maestría y acreditarse para pintar el presbiterio y es, al mismo tiempo, una de las primeras pinturas renacentistas –si no la primera- hecha en la península ibérica. Ante este fresco hay un retablo de San Miguel posterior, de principios del siglo XVI, obra temprana del Maestro de Gabarda, todavía de estructura gótica, aunque de transición al Renacimiento. Resulta interesante compararlo tanto con la Adoración de los Pastores de Paolo de San Leocadio como con el cuadro del Bautismo del Cristo, obra de madurez del mismo Macip (ver foto en el apartado de la puerta de los Hierros).

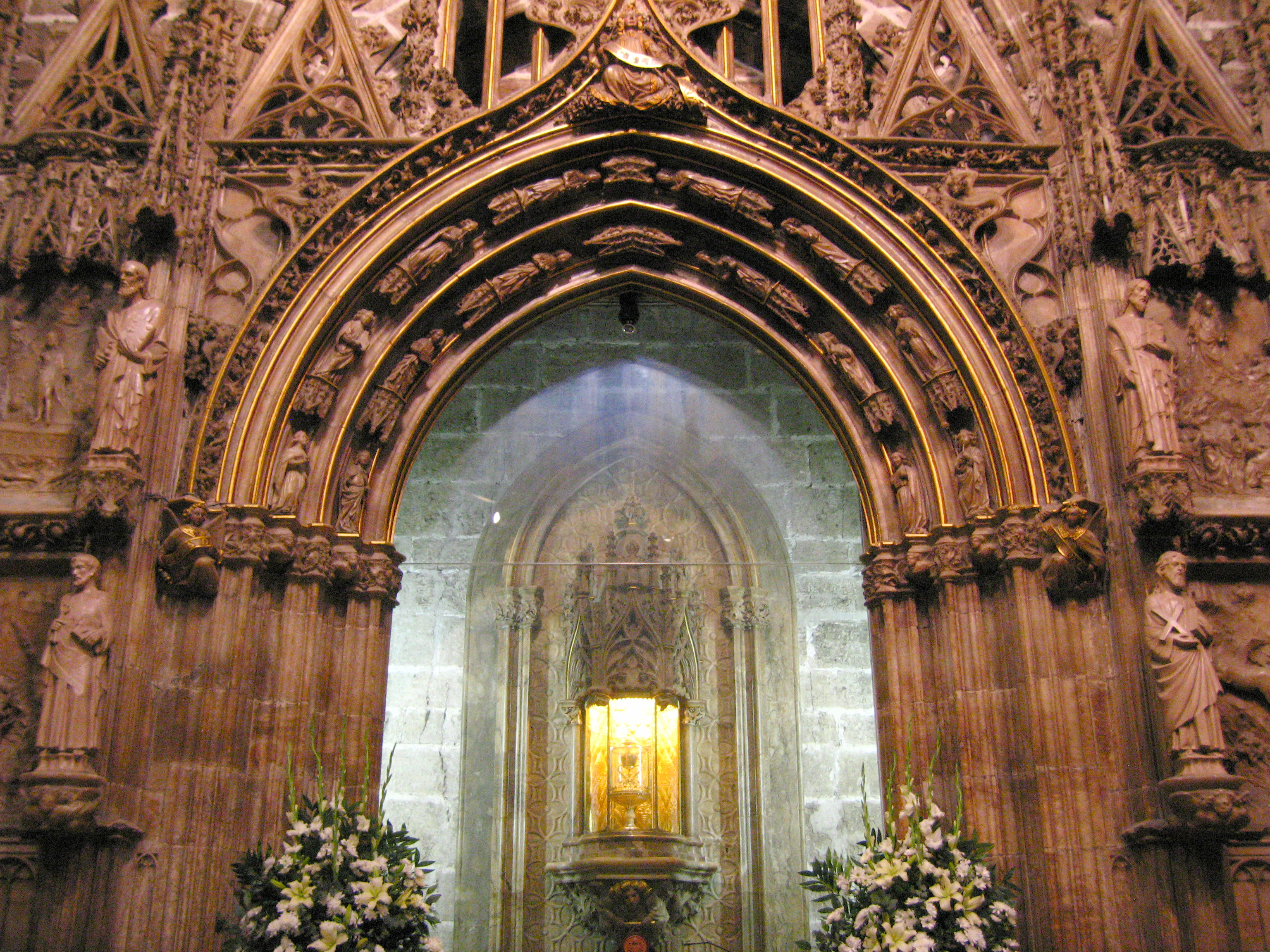
Detalle de la parte central del retablo gótico
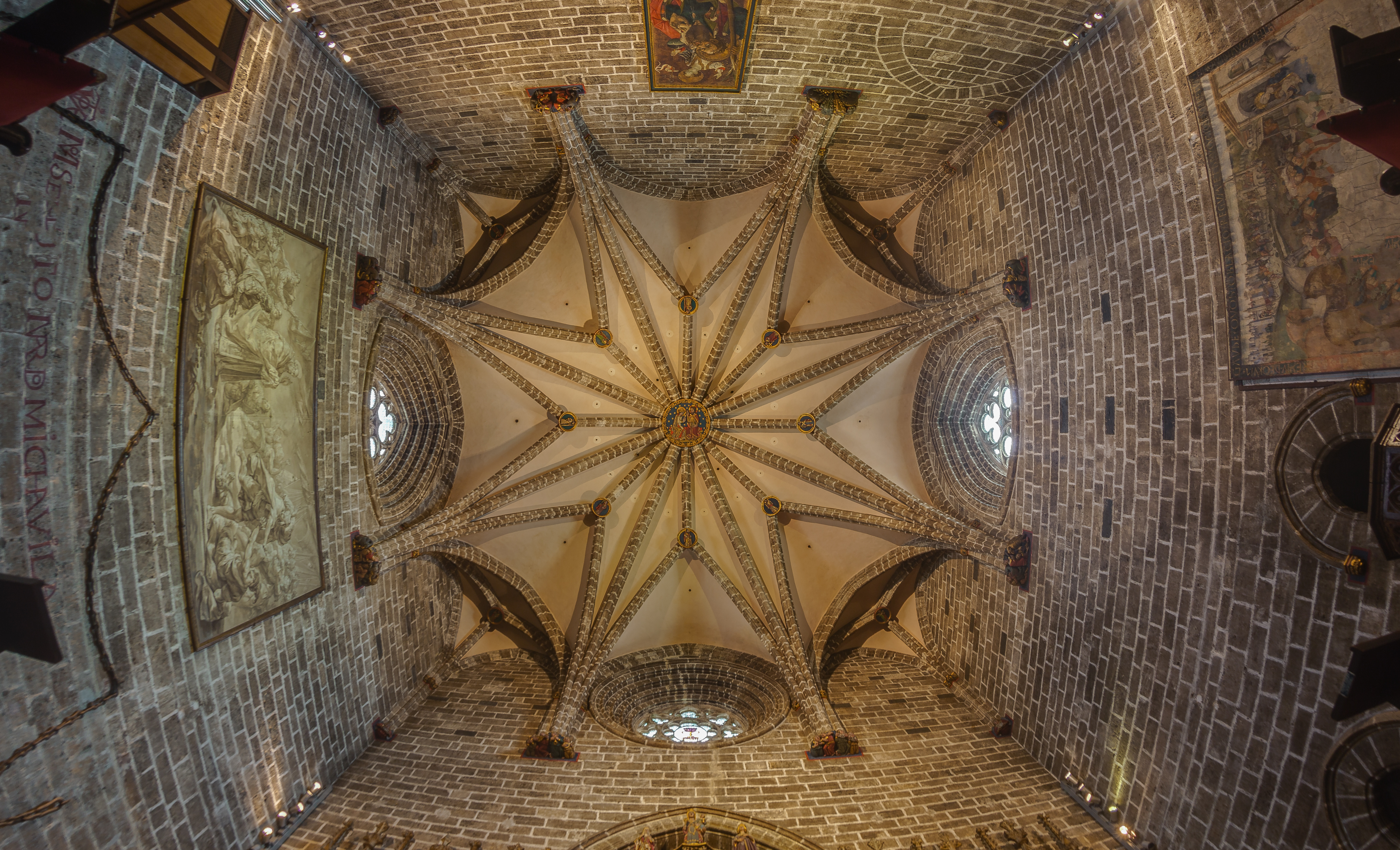
Vista cenital de la elegante bóveda de crucería de ocho nervios
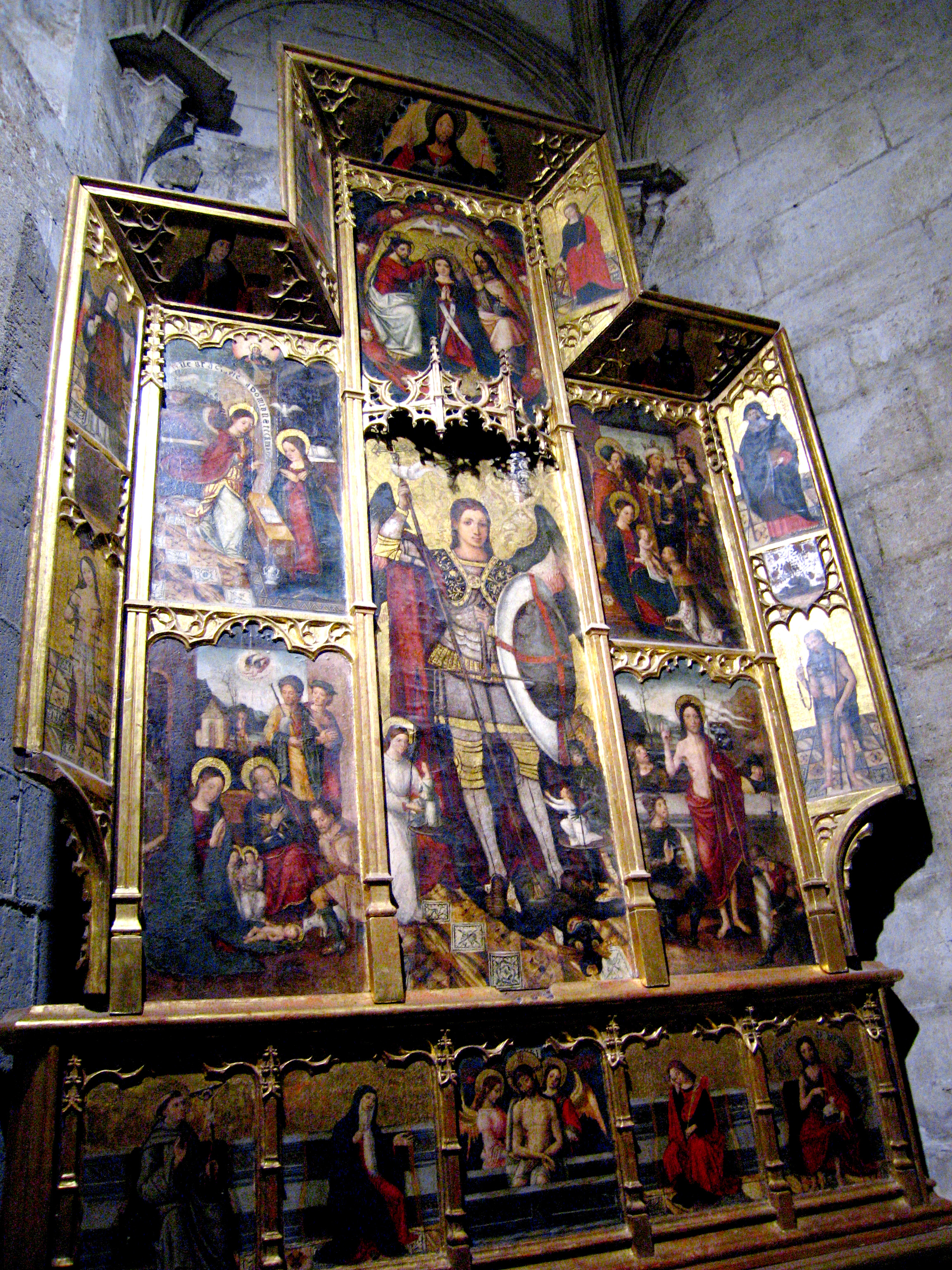
Retablo de Vicent Macip en el pasillo de acceso
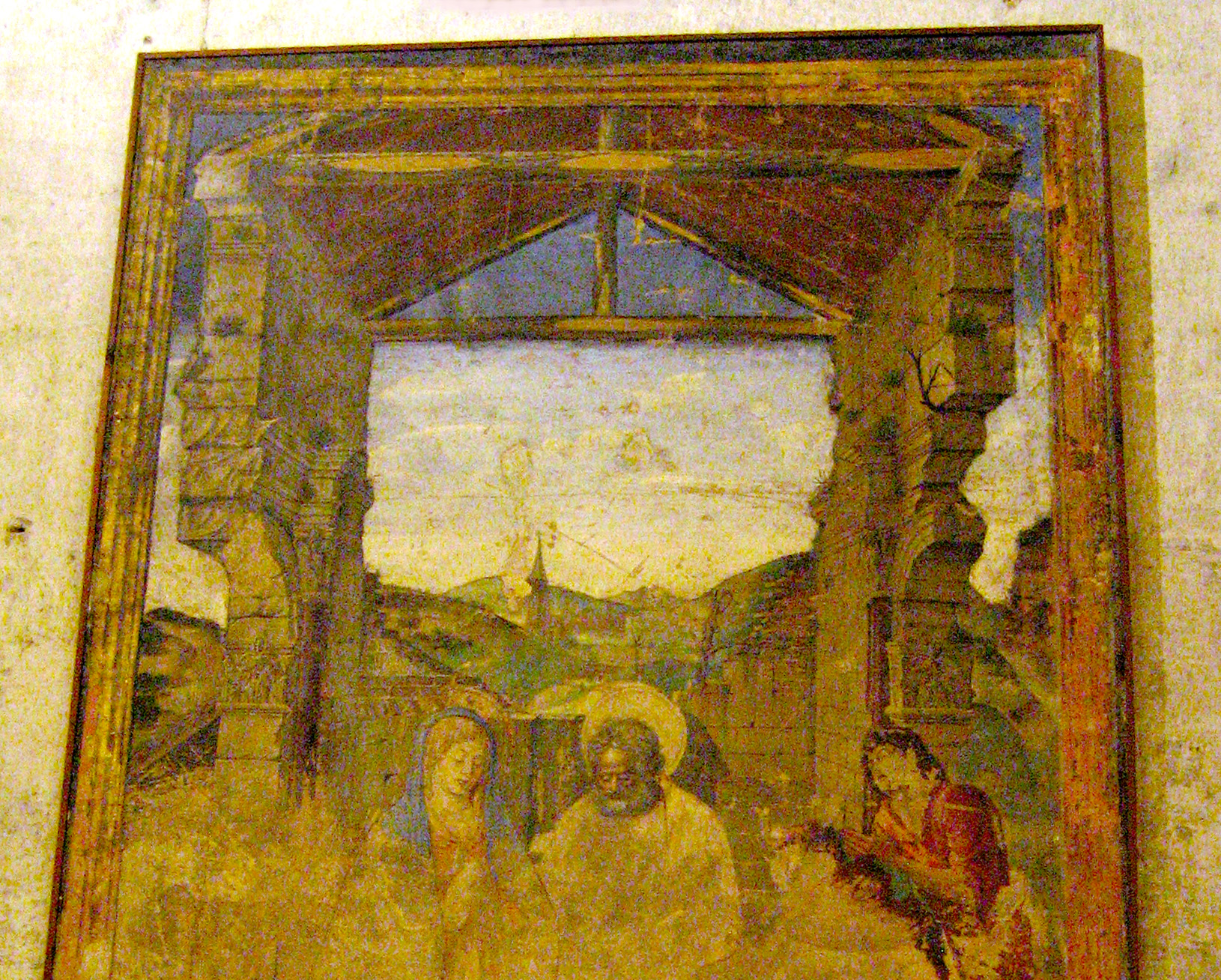
Detalle del cuadro de Paolo de San Leocadio en el pasillo de acceso

La capilla del Santo Cáliz, de planta cuadrada, mide trece metros de lado y dieciséis de altura, con paredes lisas de piedra oscura labrada y tres ventanales con vidriedras polícromas. Destaca la bella y complicada bóveda gótica con ocho nervaduras y veinticuatro arcos terceletes que forman una estrella de ocho puntas, que descansan sobre ménsulas policromadas. Sobre las claves de la bóveda, también polícromas, figuran los doce apóstoles, salvo en la central, donde hay la coronación de la Virgen en el cielo después de la asunción.

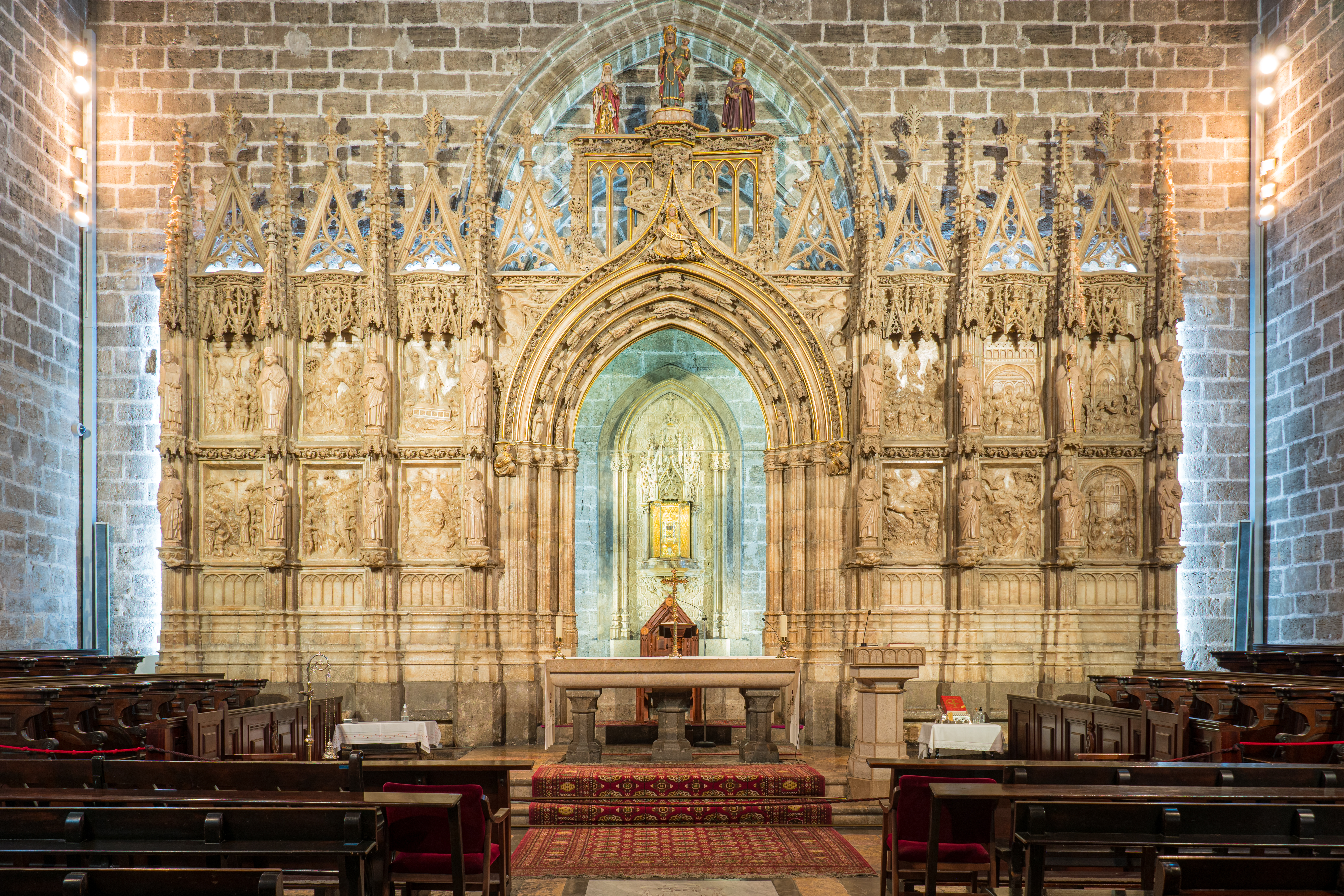
Excepcional retablo gótico de alabastro de la capilla del Santo Cáliz

También hay que resaltar el retablo, tallado en alabastro, que enmarca el Santo Cáliz, que procede de la antigua fachada gótica del trascoro, y que fue colocado aquí en 1777, al ser sustituido aquel por otro neoclásico, hoy desaparecido. Es obra de los arquitectos Antoni Dalmau y Julià lo Florentí (1441-1446), y además intervinieron los escultores Joan de Sagrera, Joan de Sogorb y Arnau de Bruselas. En la parte superior del retablo destacan los doce relieves de Julià lo Florentí, que son una de las primeras obras del Renacimiento en España. Las escenas inferiores corresponden al Antiguo Testamento, mientras que las superiores corresponden al Nuevo.
El tesoro más importante que alberga esta sala, del que recibe el nombre, es el Santo Cáliz, donado por el rey Alfonso el Magnánimo el 1437 y conservado en la sala de reliquias hasta que en 1916 se trasladó a esta capilla. Hasta 1744 el cáliz era empleado con regularidad, pero se le cayó a un religioso al suelo y se agrietó; después dejó de usarse y quedó como simple objeto de culto. Actualmente se encuentra protegido por un farol y descansa sobre una ménsula dentro del retablo gótico de alabastro antes mencionado. La copa es de piedra de tipo ágata oriental o calcedonia, de la variedad llamada cornalina, de color rojo oscuro. Su diámetro es aproximadamente de diez centímetros y su altura de siete. Tanto la superficie exterior como la interior son lisas. La baza es pequeña, de forma circular. Está fechada en el siglo I d. C.
El pie de la copa está constituido por una navecilla, en posición invertida, también de calcedonia muy translúcida, ribeteada en oro. La unión entre el pie y la copa y las dos asas están finamente trabajadas en oro. La montura, de fina orfebrería, está encastada con valiosas perlas y esmeraldas. Tanto el pie como las asas fueron montadas en tiempo medievales.
La leyenda de esta reliquia menciona que, a la muerte de la Virgen María, los discípulos de Jesús se repartieron todo lo que guardaba y que San Pedro se llevó el cáliz a Roma. A causa de las frecuentes persecuciones sufridas por los cristianos, el papa Sixto II entregó la preciada reliquia a San Lorenzo mártir, su diácono, el cual hizo trasladar el cáliz a Huesca, su patria. Allí estuvo el Santo Cáliz hasta el año 712, en que los cristianos, huyendo de los musulmanes, se refugiaron en los Pirineos y finalmente en el monasterio de San Juan de la Peña, cerca de Jaca.
De allí, según citan los historiadores, pasó a Zaragoza, al palacio real del Aljafería. El Santo Cáliz fue donado por la comunidad de San Juan de la Peña al rey de Corona de Aragón, Martín el Humano en 1399, el cual, agradecido, entregó a cambio a los monjes de San Juan otro cáliz de oro.
El Santo Cáliz estuvo en poder de los monarcas de la Corona de Aragón hasta que en 1437 Alfonso el Magnánimo, que había llevado a Valencia la reliquia para la capilla de su palacio real, debiendo ausentarse del Reino de Valencia, las entregó a la catedral, que desde entonces alberga el Santo Cáliz.
La histórica capilla presenta también unos bancos de piedra, que circundan el recinto, que sirvieron para asiento en la antigua aula de estudios. Y, en el muro de la derecha, se encuentra el púlpito gótico de piedra desde el cual San Vicente Ferrer explicaba su cátedra de teología, mientras a su derecha se encuentra el cuadro la Adoración de los Reyes de Julià lo Florentí (1469-1472), pintado al fresco, restaurado y pasado en lienzo.
En el muro, a mayor altura, se encuentran colgantes dos grandes trozos -de cincuenta-nueve y de setenta metros, respectivamente- de grandes cadenas. Son las que antaño cerraban el puerto de Marsella, que tenía fama de inexpugnable, y que el 19 de noviembre de 1423 rompió la nave de Romeu de Corbera, que comandaba el ataque de Alfonso el Magnánimo a la capital de la Casa de Anjou, rival del rey. Las cadenas del puerto fueran tomadas como trofeo, llevadas a Valencia y donadas por el propio rey a la catedral.
En la misma acción también fueran presas como botín de guerra las reliquias de San Luis de Tolosa, patrón de Marsella, que fueron igualmente donadas a la catedral (si bien devueltas a Francia por Fernando VI de España). En un primer momento, las cadenas fueron depositadas en el presbiterio pero con las reformas del año 1779 pasaron a la actual capilla del Santo Cáliz.
También hay un cuadro de Vicente López Portaña, del siglo XIX, que representa la expulsión de los moriscos, y una pintura del siglo XV que representa a San Cristóbal.
Frente al muro donde se encuentra el púlpito hay una puerta gótica que conduce al interesante Museo de la Catedral, donde hay obras de pintores primitivos valencianos, como Jacomart y Rodrigo de Osona, y otros autores, como Juan de Juanes, Castellanu, Correggio, Orrente, Espinosa, Vicente López Portaña, Camarón, y Francisco de Goya.

### Girola

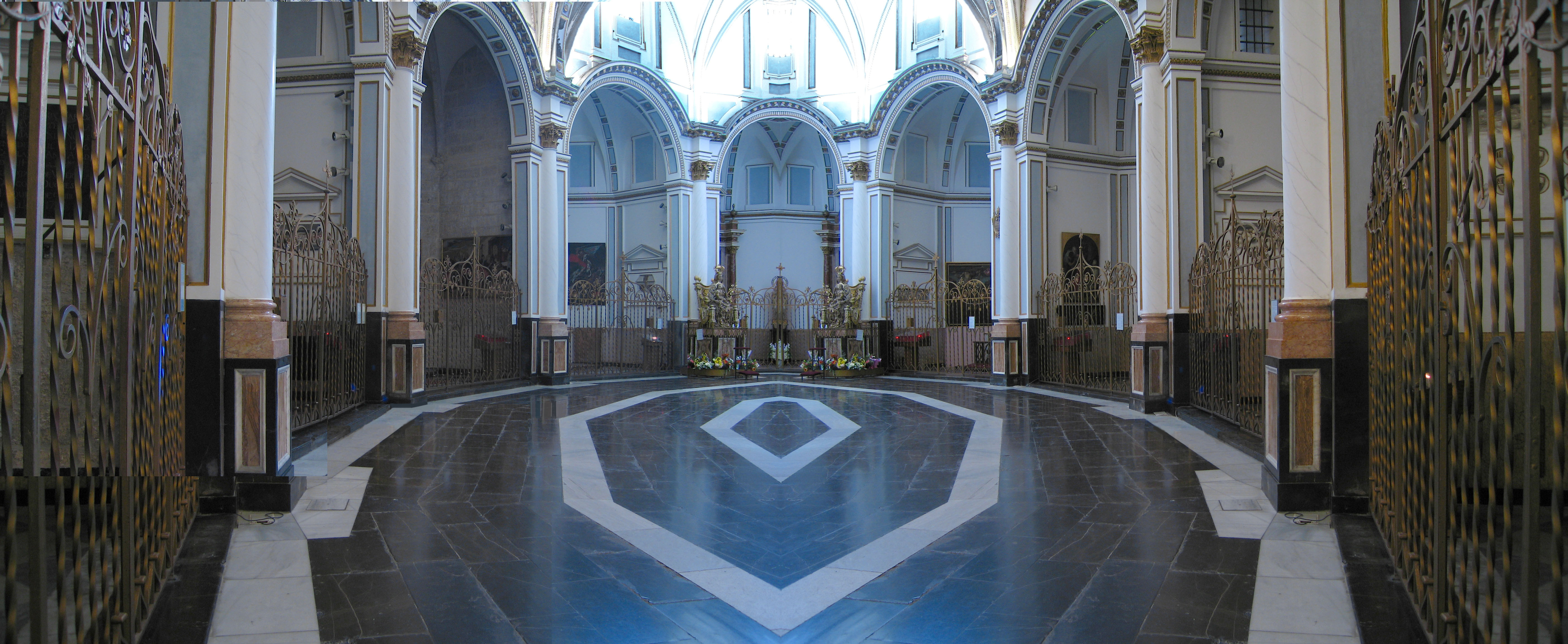
Montaje fotográfico para mostrar las capillas que forman la girola

Es una de las partes más antiguas de la catedral, ya que por aquí empezó su construcción el 1262. La girola, espacio destinado para que los fieles puedan deambular a través de las capillas sin interrumpir el culto del Altar Mayor, no es un elemento muy habitual a las iglesias de Valencia, ya que solo aparece en la catedral y en Santa Catalina.
Primitivamente se podía contemplar el Altar Mayor a través de los arcos del presbiterio (como aún hoy en la iglesia de Santa Catalina), pero se cegaron a raíz de la reforma barroca del ábside del siglo XVII.
La girola cuenta con ocho capillas originalmente góticas, pero a raíz de la reforma neoclásica proyectada en 1771 por Antoni Gilabert fueran cubiertas de estucos y otros elementos. Con la repristinación iniciada en 1972 algunas de las capillas han recuperado parcialmente la piedra original.
En el deambulatorio, frente a la sacristía, se encuentran las campanas conocidas como del rotgle, que se utilizan todos los días, así como otras dos campanillas de avisos, que según la tradición fueron llevadas por Jaime I en 1238 para marcar la nueva cultura sonora de los cristianos, muy diferente a la musulmana.

#### Capilla de la Resurrección

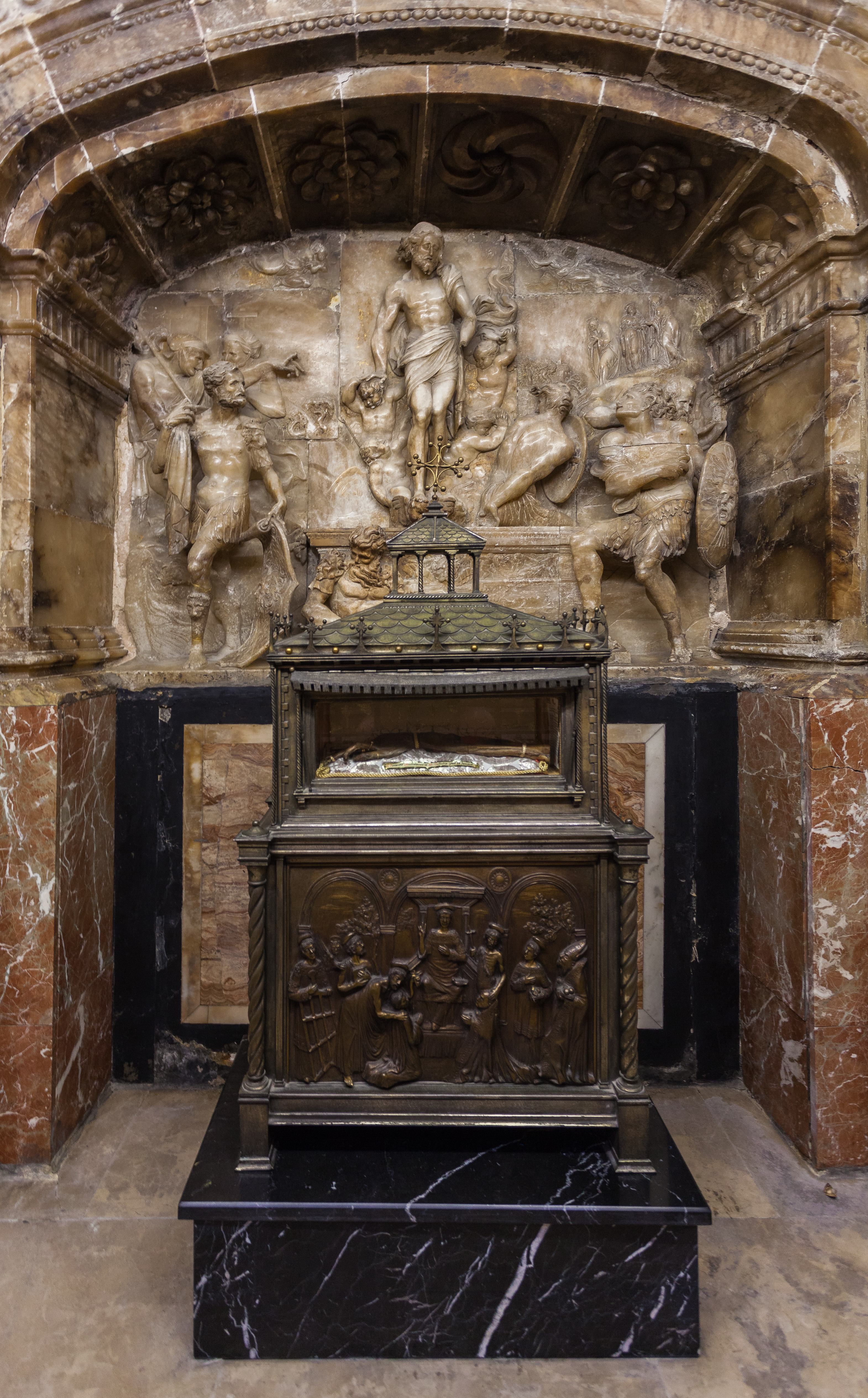
Detalle de la capilla de la Resurrección

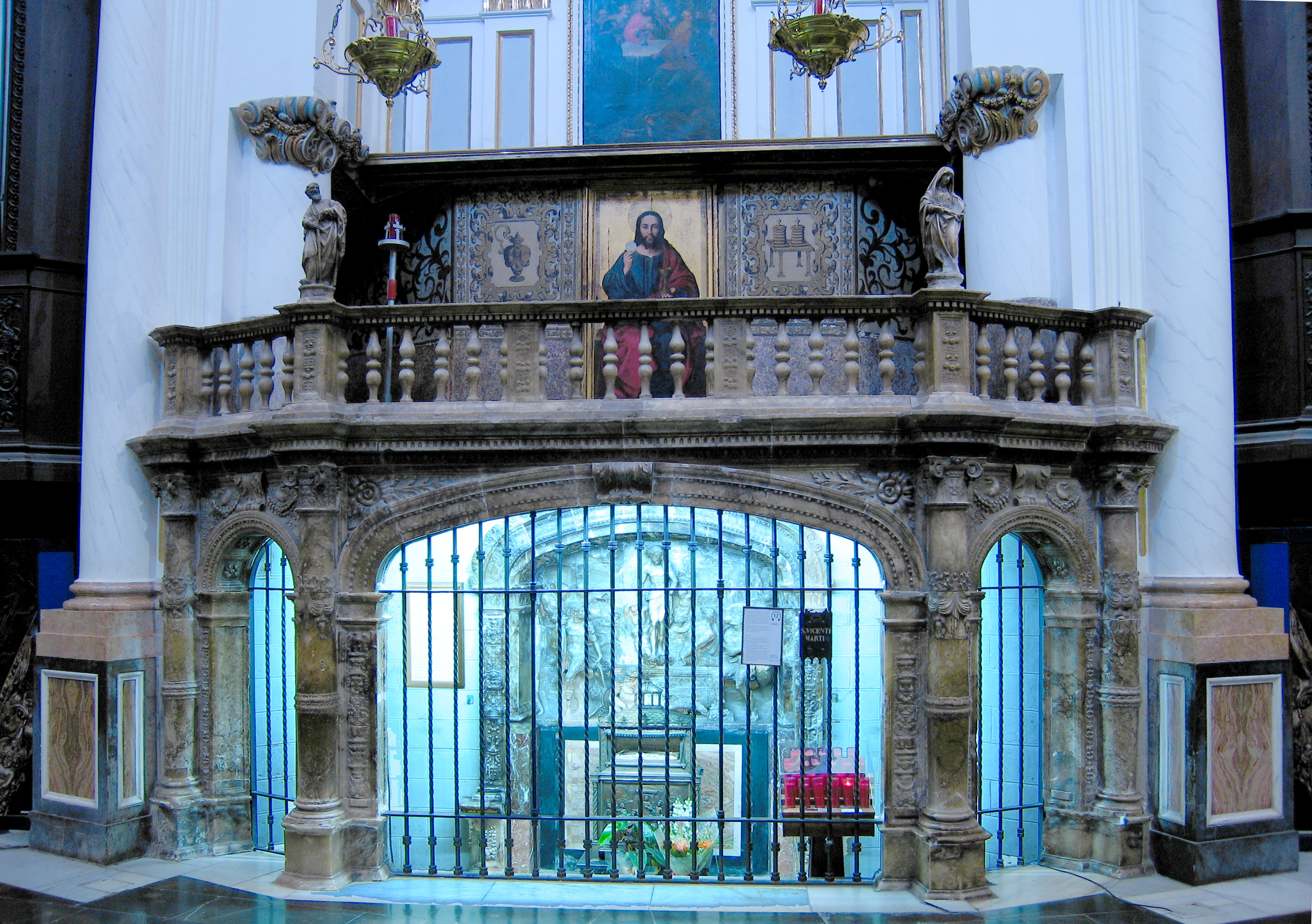
Capilla de la Resurrección

Se encuentra en el trasaltar y se llama popularmente la Coveta. Es un bello alto relieve renacentista de la resurrección, de 1510, hecho en piedra alabastrina pulida y abrillantada. La mandó hacer el entonces obispo cardenal de Valencia Rodrigo de Borja, futuro papa Alejandro VI, en memoria de su tío Calixto III. Conserva restos de policromía y del dorado que lo decoraban y ha sido atribuido sucesivamente a Damià Forment, Pedro Berruguete y otros, pero finalmente se ha documentado como de Gregori de Biguerny.
En el centro del relieve hay la figura de Cristo Resucitado saliendo del sepulcro acompañado de varios ángeles, mientras que varias figuras que representan los guardias gesticulan despavoridos y otros personajes no identificados se agitan de forma violenta. La incorporación de todos estos personajes parece que tiene la clara intención de dar una sensación de movimiento y profundidad a la escena, y de crear en el espectador una sensación de dramatismo.
Fue dedicada a Santa María de Valencia. La capilla se encuentra cerrada por un magnífico pórtico de tres arcos también de alabastro, que posiblemente sigue los diseños de Fernando Yáñez de la Almedina; de los tres arcos el central está mucho rebajado y los laterales son de medio punto. Se articulan por columnas y entablamento, y permiten mostrar un interesante repertorio decorativo de formas italianizantes, formado por águilas con las alas desplegadas, grutescos y motivos diversos de inspiración renacentista.
Hay que decir que dentro de esta capilla se encuentra expuesto el llamado brazo incorrupto de San Vicente Mártir, que fue dado a la catedral en 1970. De este santo, diácono de Zaragoza, dice la tradición que fue martirizado en Valencia hacia el año 304, hecho a raíz del cual su culto se difundió con rapidez. De hecho, antes de la llegada de los musulmanes, su basílica sepulcral, situada extramuros de la ciudad de Valencia, era muy visitada.
La tradición cuenta que durante la dominación musulmana las reliquias del santo desaparecieron y que hacia el año 1104 el entonces obispo mozárabe de Valencia fue en peregrinación a Tierra Santa, donde pensaba llevar el brazo izquierdo del santo. Este obispo murió, sin embargo, inesperadamente en Bari, y allí permanecieron sus restos y el supuesto brazo del santo, hasta una fecha tan tardía como 1970.

#### Sacristía
Dentro de la cabecera, y justo al lado de la puerta de la Limosna, hay una estancia utilizada hoy como sacristía. La sacristía es una de las partes más antiguas de la catedral, gótica del siglo XIII. Se encuentra en la esquina derecha al comienzo de la girola, en su intersección con el crucero. Es un espacio de planta cuadrada cubierto con bóveda de crucería octopartita y trompas en las esquinas. Tiene un gran ventanal gótico de seis metros de altura que la ilumina. 
A principios del siglo XVI, esta estancia fue acorazada para guardar el tesoro catedralicio: se adaptó para que solo se pudiese accederse a ella por una puerta pequeña que da a la girola, la cual quedó protegida por un rastrillo, como las puertas de los castillos. La reforma no supuso una modificación total de las funciones de esa estancia: muchos templos antiguos tienen en la sacristía un armario acorazado, situado a cierta altura, para custodiar los documentos y objetos más valiosos. La cámara del tesoro de la catedral de Valencia tiene su punto más fuerte en un espacio cuyo único vano está a varios metros de altura: aun después de haber franqueado todas las puertas anteriores, sería necesaria todavía una alta escalera de mano para llegar hasta él. Antes de la moderna restauración, la ventana exterior estaba guarnecida por tupidas rejas, añadidas probablemente en el mismo tiempo de la reforma del siglo XVI.
La sacristía comunica con otra habitación que es la actual Sala Capitular, en la que está la galería de retratos de todos los prelados de la sede valentina.

### Altar Mayor
El Altar Mayor de planta poligonal está cubierto por una bóveda de seis nervios. Tiene cinco ventanales y se comunica con la girola a través de dos puertas laterales. Tanto la bóveda como los muros estaban ornamentados con murales encargados a Miquel Alcanyís, que hizo en 1432, pero que desaparecieron en un incendio en 1469. Posteriormente, hacia 1474, se encargaron nuevas pinturas, de estilo renacentista, a Paolo de San Leocadio y Francesco Pagano. Estas pinturas fueran tapadas, sin embargo, por una lujosa ornamentación barroca durante 1674-1682, llevada a cabo bajo la dirección de Juan Pérez Castiel. El ábside gótico de planta poligonal quedó recubierto con nuevas bóvedas, superposición de adornos, imágenes, pilastras, columnas salomónicas, canecillos, ménsulas, pechinas, tímpanos partidos, festones, ángeles dorados, etc. La riqueza de mármoles y dorados, la suntuosidad de las formas y profusa decoración evocaba el estilo rococó.
Así fue hasta junio de 2004, cuando por azar fueron encontradas bajo la bóveda de Juan Pérez Castiel unas pinturas de gran belleza que han sido fechadas en el siglo XV. Dichas obras son las pinturas antes mencionadas de Paolo de San Leocadio y Francesco Pagano, y representan ángeles tocando instrumentos musicales. Poco después del incendio de 1469, hacia 1474, el que sería futuro papa Alejandro VI ordenó a ambos pintores que realizaran las pinturas al fresco que ahora se vuelven a contemplar, después de que la bóveda de Pérez Castiel fuera desmontada.

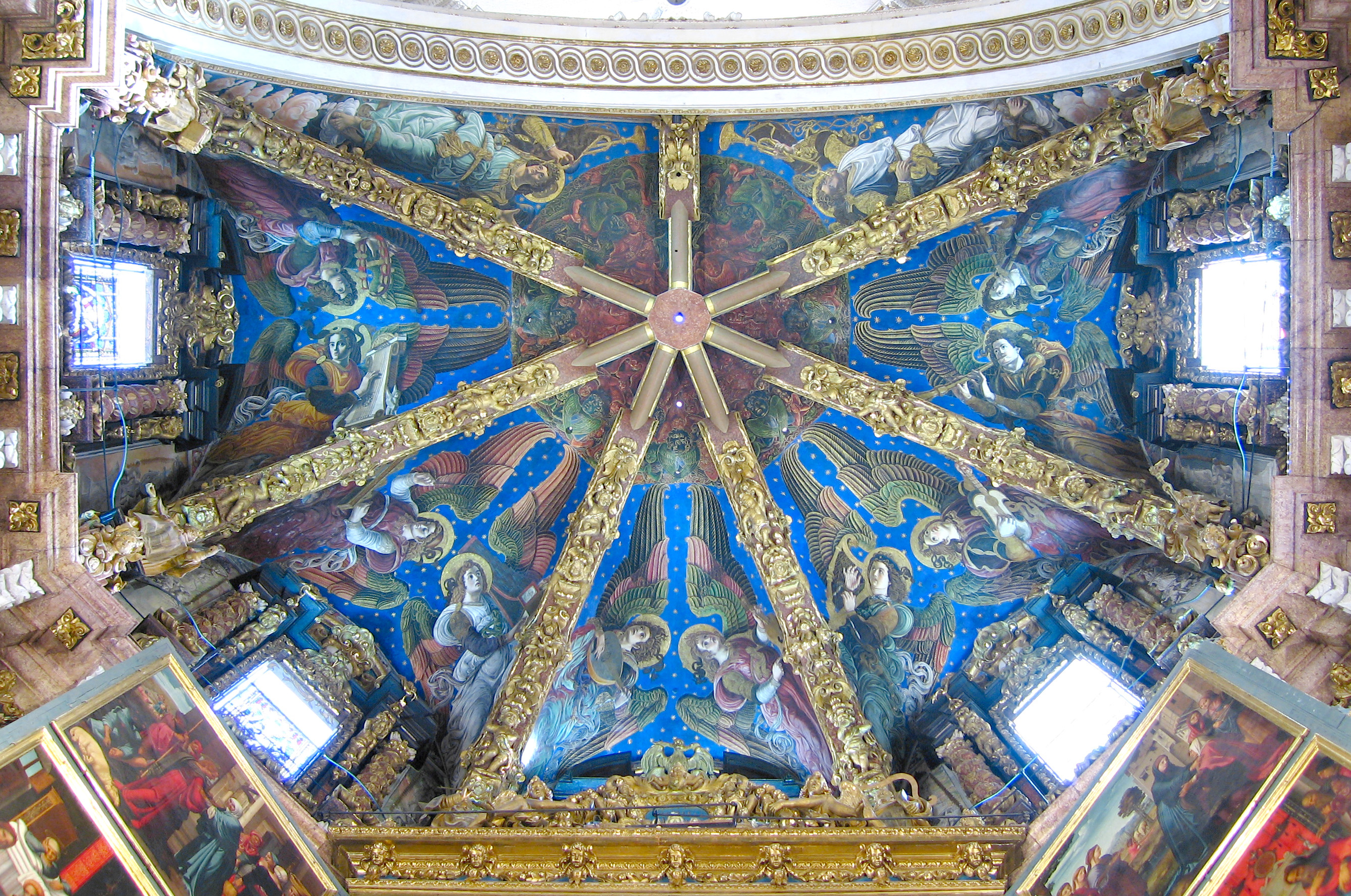
Capilla Mayor de la catedral de Valencia, con los ángeles músicos de Paolo de San Leocadio y Francesco Pagano. Los instrumentos que tocan son de izquierda a derecha una trompeta, una pandereta, una cítara, un organetto, un dulcémele, un laúd, una viola de arco, una arpa, una vihuela, una dulzaina, una flauta doble y una trompeta de nuevo

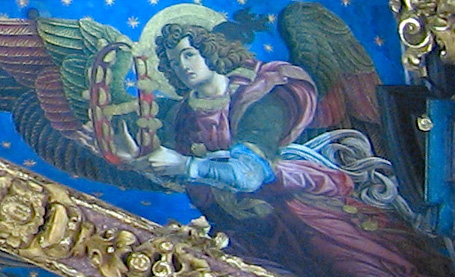
Ángel músico con una pandereta
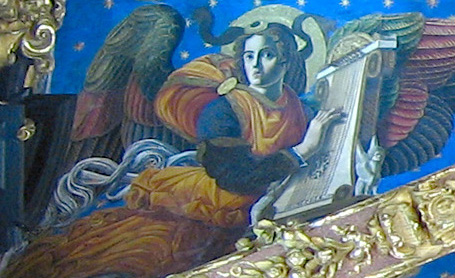
Ángel músico con una cítara
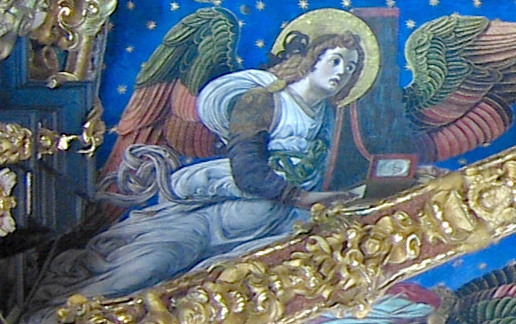
Ángel músico con un organetto
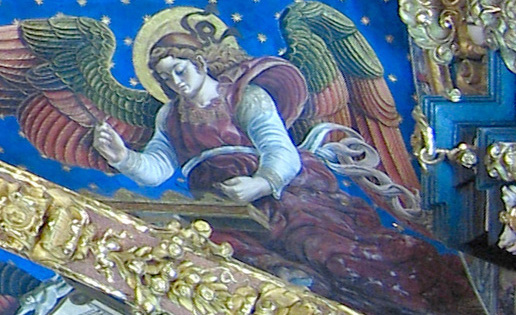
Ángel músico con un dulcémele
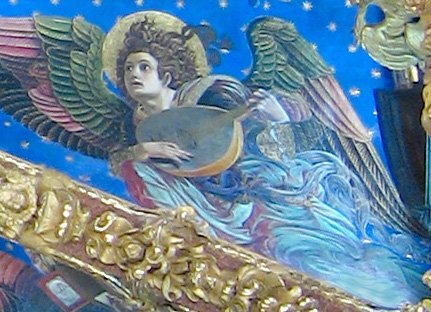
Ángel músico con una laúd
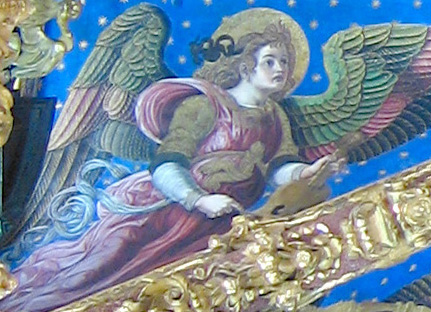
Ángel músico con una viola de arco
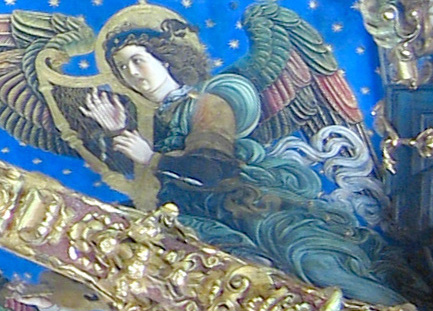
Ángel músico con una arpa
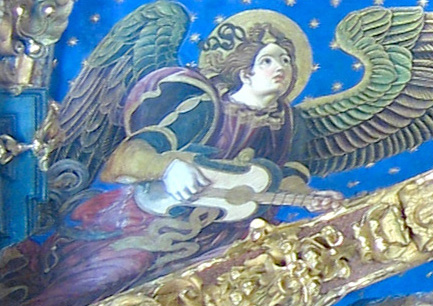
Ángel músico con una vihuela
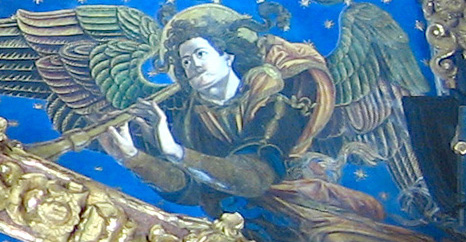
Ángel músico con una dulzaina
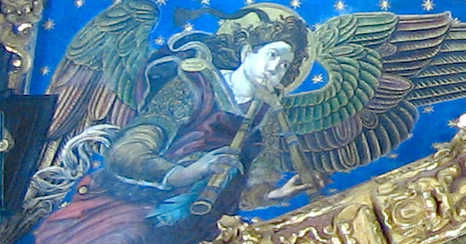
Ángel músico con una flauta doble
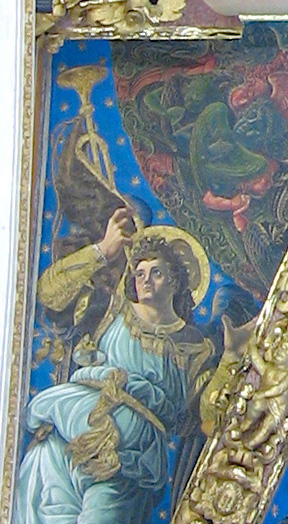
Ángel músico con una trompeta
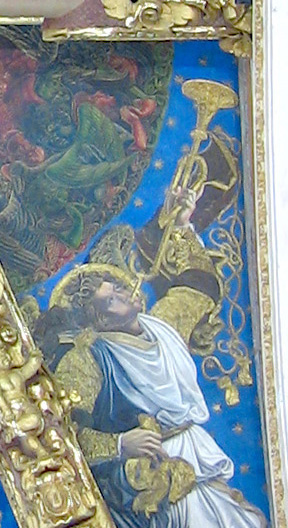
Ángel músico con una trompeta

#### Retablo mayor

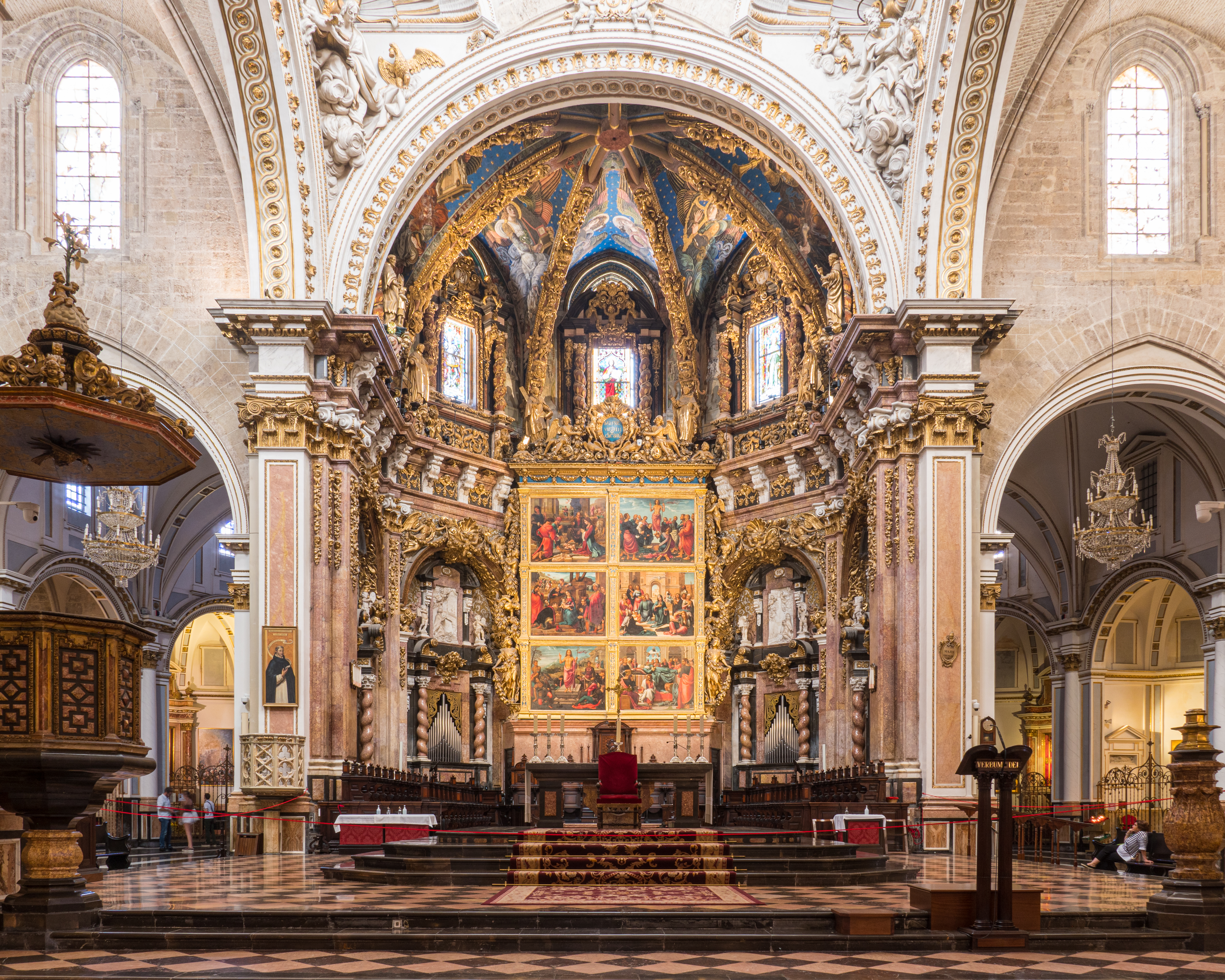
Altar Mayor de la catedral, renacentista y barroco

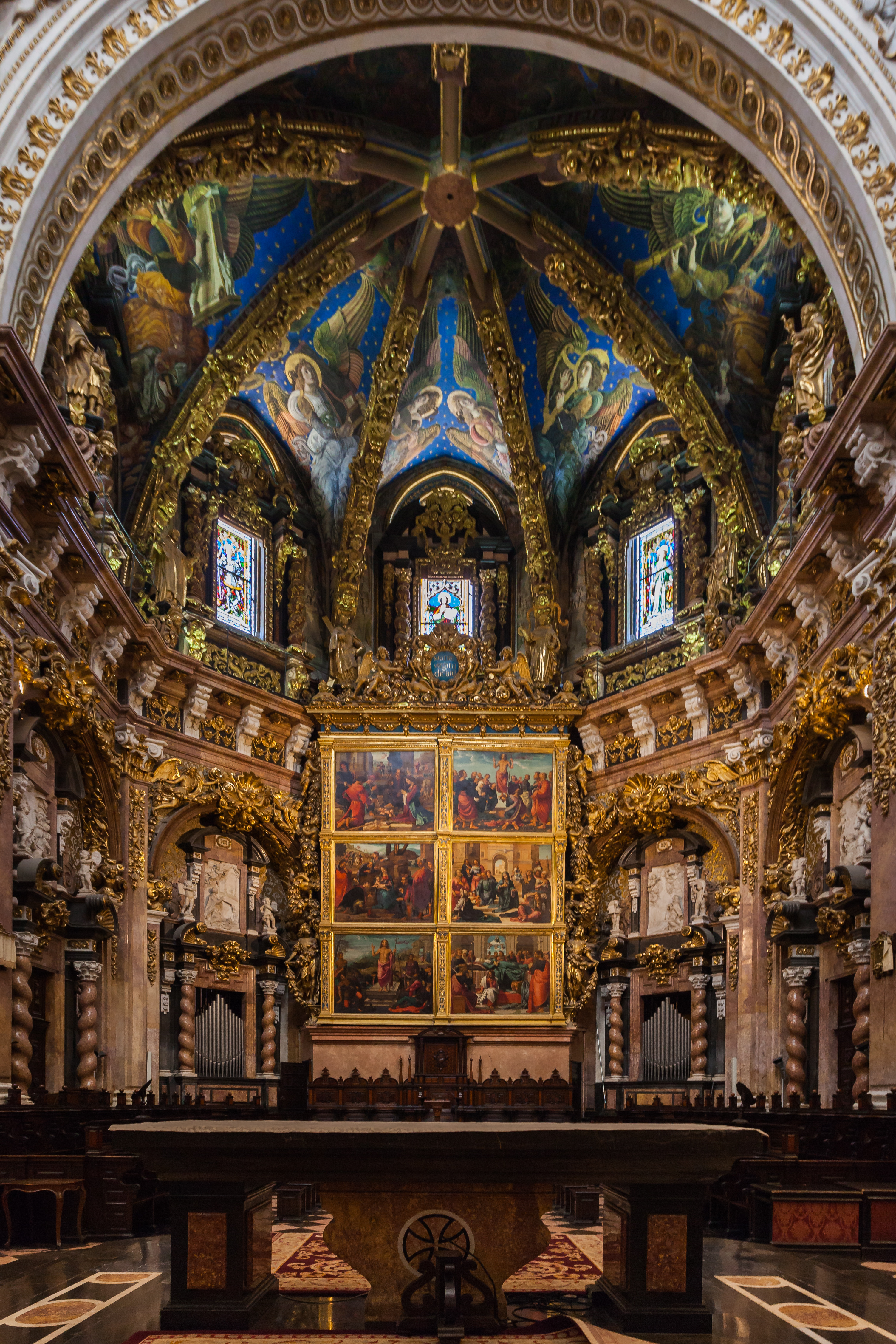
Detalle del retablo mayor

En el presbiterio encontramos además un retablo que en realidad es un gran armario acotado por dos puertas, que guardaba un retablo renacentista de plata (1492-1507) elaborado por el orfebre Bernabo Thadeo de Piero de Pone, que fue fundido en Mallorca en 1812 para acuñar moneda en la guerra contra Napoleón.
Las grandes puertas que cierran el armario ocupan una superficie de 75 metros cuadrados, pintadas al óleo entre 1506 y 1510 por Fernando Yáñez de la Almedina y por Hernando de los Llanos, los cuales fueron probablemente colaboradores de Leonardo da Vinci y llevaron desde Italia el estilo renacentista que habría de llegar después al resto de la península a través de Valencia.
Son en total seis tablas dobles, es decir pintadas por ambos lados, lo cual hace un total de doce pinturas, de 1,94 metros x 2,27 metros cada una.
Las estatuas de madera dorada que coronan el suntuoso entablamento con canecillos, cartelas y ovales que rematan el ábside corresponden a san Vicente Ferrer, san Pedro Pascual, san Luis Bertrán, san Francisco de Borja, san Lorenzo y san Vicente mártir, y son obra de Tomás Sánchez Artigas.
Los relieves de mármol importados de Génova que ocupan las hornacinas que deja el segundo cuerpo representan escenas de la vida de san Vicente mártir, san Francisco de Borja, san Pascual Baylon y los santos Bernardo, María y Gracia, y se deben en el cincel de Daniel Salanova en 1687.
La delira de vidrio que cuelga es de Murano, traída de Roma por el arzobispo Rocabertí (1677-1699). Las vidrieras del techo con arcángeles y Cristo Pantocrátor son del siglo XIX.
Aquí se encuentra el sobrio coro de estilo herreriano (1594-1604) en madera de boj y nogal, que originalmente contaba 155 sitiales y se encontraba en el centro de la nave principal, pero que se trasladó en 1939 a su lugar actual.

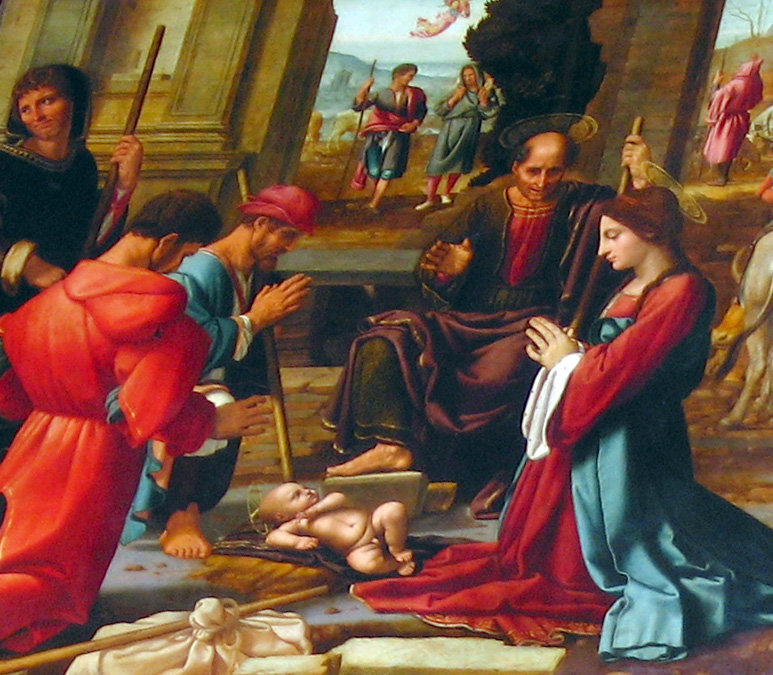
Retablo mayor. Adoración de los Pastores
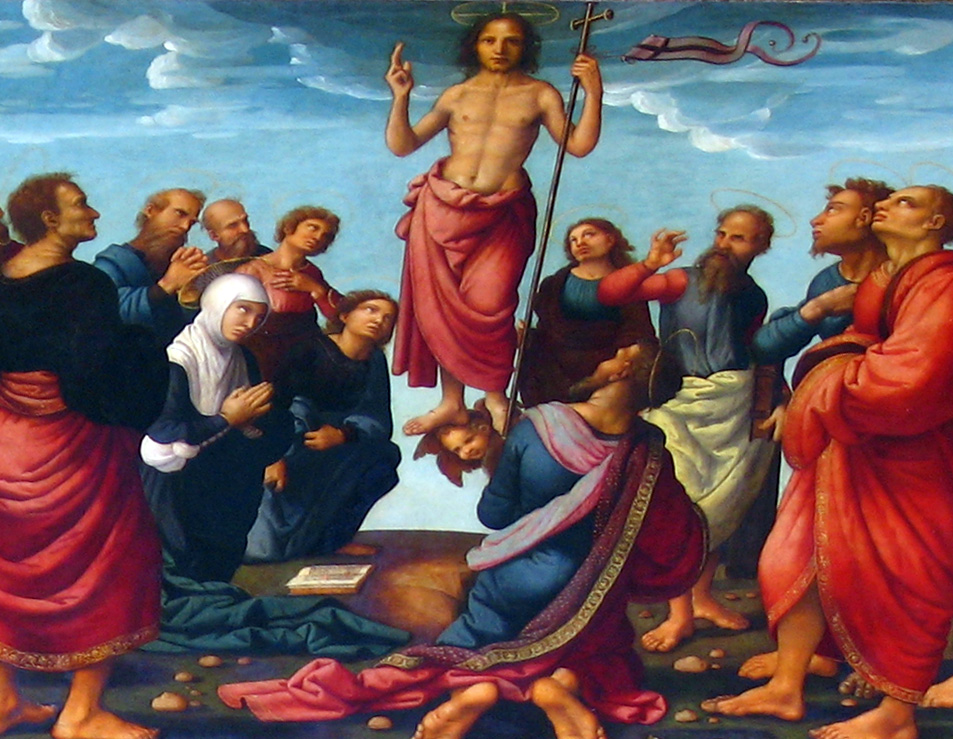
Retablo mayor. Ascensión de Cristo
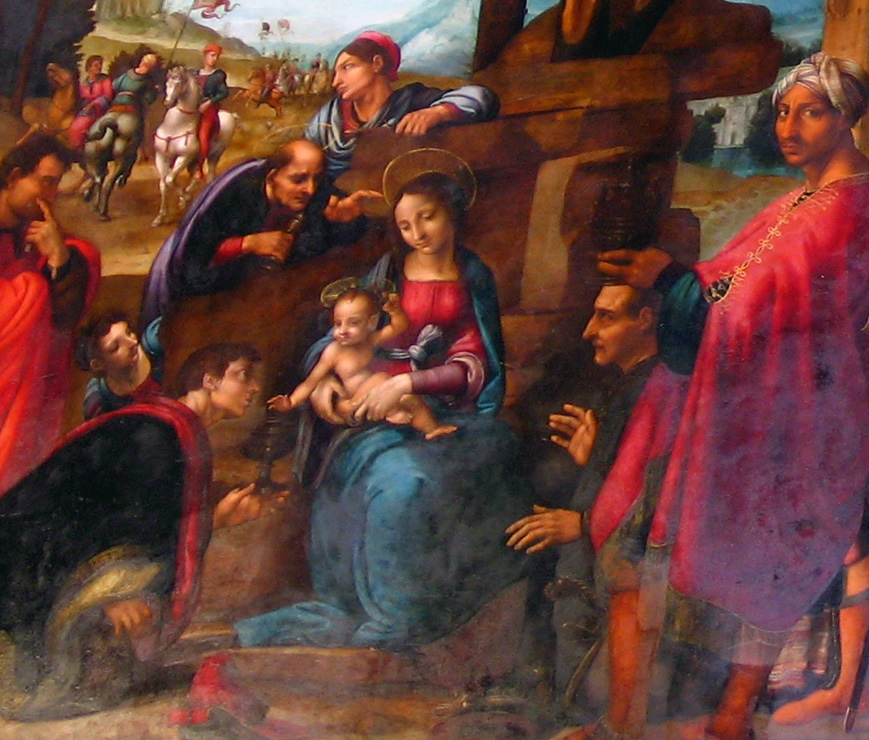
Retablo mayor. Adoración de los Magos
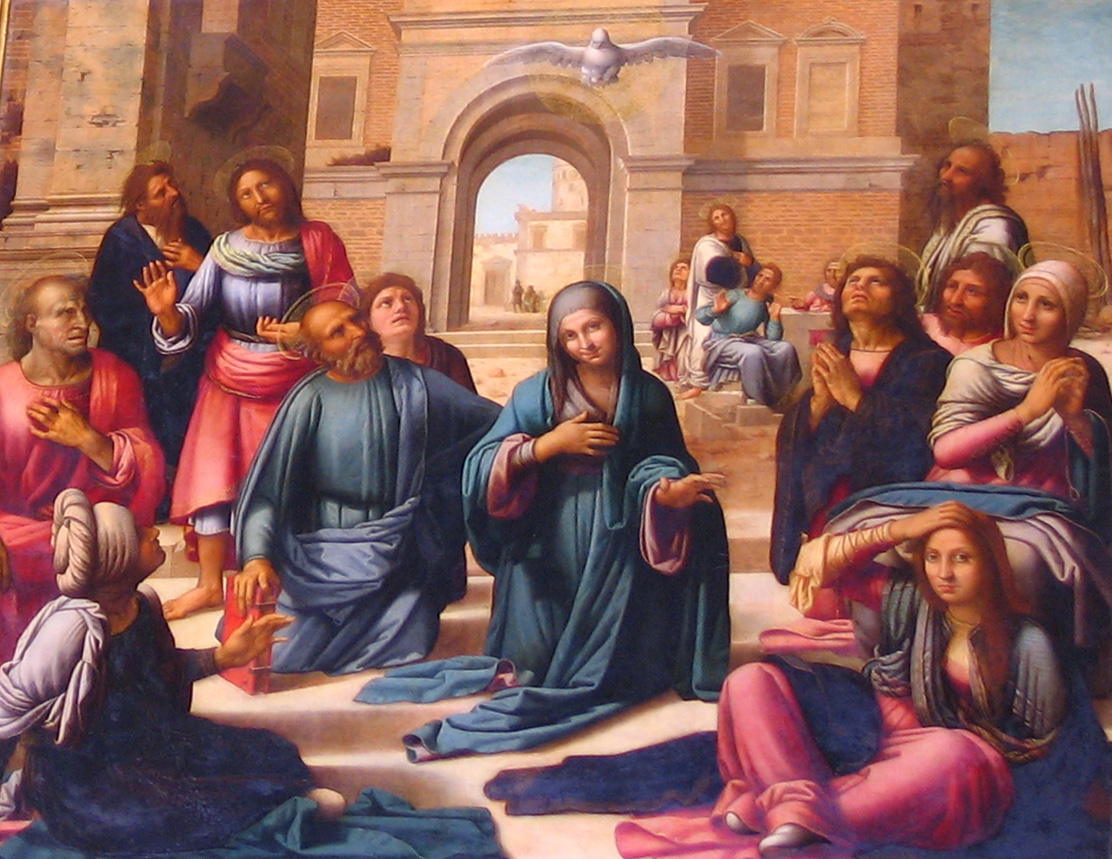
Retablo mayor. Pascua de Pentecostés

### Naves

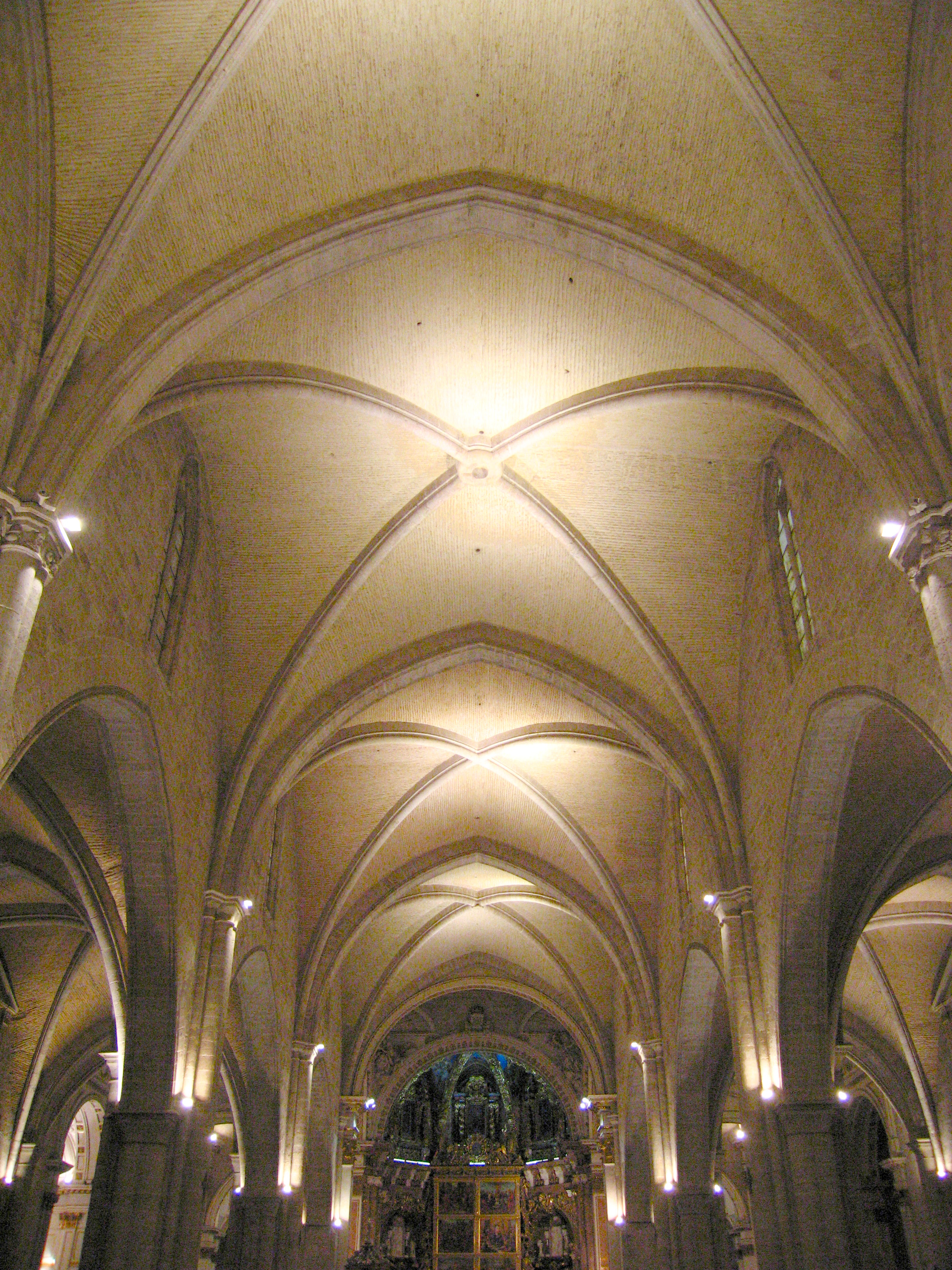
Nave central, con el presbiterio al fondo

La estructura principal de la catedral, formada por las naves, el transepto y la girola, se construyó entre los siglos XIII y XV, razón por la que es de estilo gótico y, concretamente, gótico valenciano o mediterráneo, que se caracteriza por ser más primitivo, horizontal y pesado que el vertical y suntuoso gótico francés. Las naves de la catedral de Valencia se inspiran en las de la catedral de Tarragona, ya que ambas presentan unos voluminosos pilares abovedados de columnas gemelas y un trazado cuadrado en cada tramo de la nave mayor.
Entre 1300 y 1350 se construyeron los tres primeros tramos de las tres naves -una central más grande y dos laterales más pequeñas-, empezando en el crucero y acabando en los pies, llegando hasta la actual capilla de san Francisco de Borja, pero no más allá.
La Sala Capitular y el Micalet se habían construido separadas de las naves, a la manera de Pisa o Florencia, donde tanto el battistero como la torre campanario se hicieron exentos y aún lo son o como, sin ir tan lejos, la torre campanario del Fadrí de Castellón. 

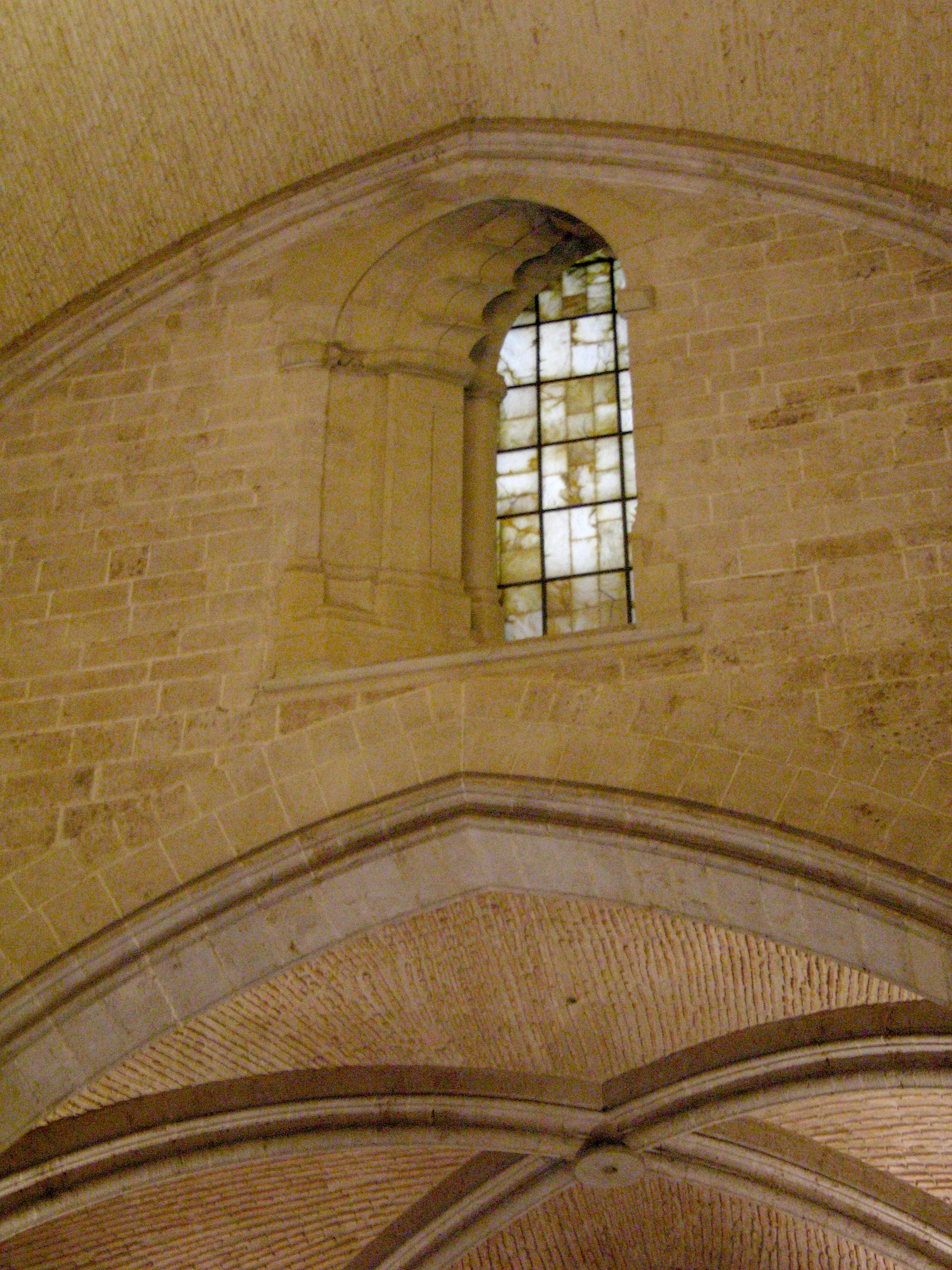
Arco en esviaje en una ventana de la Arcada Nova

En 1459 los maestros Francesc Baldomar y Pere Comte iniciaron la ampliación de las naves de la catedral en un tramo más, conocido como Arcada Nova o Arcada de la Seu, y la unieron definitivamente con la sala capitular y con el Micalet. En este último tramo hicieron numerosas ventanas y puertas con arco en esviaje y una compleja bóveda de unión, tanto entre la catedral y el Micalet, como entre ésta y la sala capitular.
Entre 1441 y 1446 se labró un magnífico retablo gótico de alabastro para la parte de detrás del coro (transcoro) de la catedral, que se encontraba en el centro de la nave central, hasta que en 1777 fue colocado en la capilla del Santo Cáliz, siendo sustituido por otro neoclásico, hoy desaparecido.
Entre 1594 y 1604 se hizo el sobrio coro de estilo herreriano en madera de boj y nogal, y con 155 sitiales o sillas, obra de los tallistas Domingo Fernández Ayarza, Joan Tormo y los italianos Francesco Maria Longo y Jacome Antonio Como. Este coro estuvo en la parte central de la nave mayor hasta 1940, cuando fue desmontado para trasladarlo al altar mayor. La catedral contaba con dos órganos situados a ambos lados del coro, del siglo XVI, pero después de la Guerra Civil fueran dañados y ya no se reconstruyeron, si bien el actual órgano posee piezas del antiguo.
A partir de 1774 empezó la cubrición de las bóvedas y pilares con decoración neoclásica, para tapar el gótico original de las naves y de todo el templo, pero dos siglos más tarde, el 1972, empezó la repristinación de la catedral y las naves recuperaron el aspecto gótico original, con pilares desnudos y bóvedas de crucería simples con plementería de ladrillo.

#### Capilla de san Francisco de Borja
Se trata de una de las capillas laterales de la parte derecha de la nave central, dedicada a san Francisco de Borja, la cual contiene dos magníficos cuadros de Goya de 1788, encargados por los duques de Osuna. El de la izquierda representa a San Francisco de Borja despidiéndose de sus familiares en el Palacio Ducal de Gandía para ingresar en la Compañía de Jesús. A la derecha encontramos a San Francisco de Borja, ya sacerdote jesuita, que asiste a un moribundo impenitente.

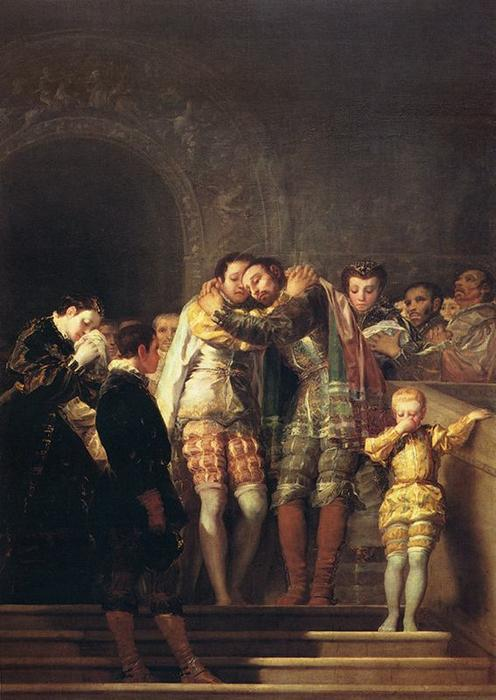
San Francisco de Borja se despide de su familia
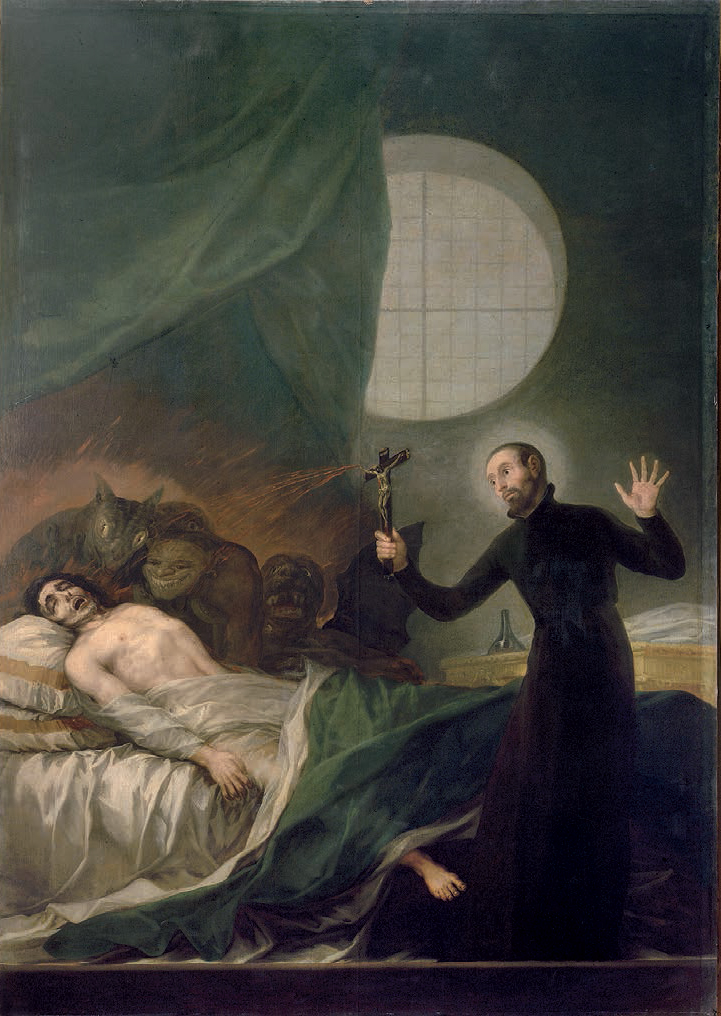
San Francisco de Borja asiste a un moribundo impenitente

### Capilla de san José
En esta capilla se encuentran enterrados los obispos y arzobispos Simón López García, Agustín Cardenal García-Gasco y José Gea Escolano.

## Personas destacadas
Son muchas las personas que han tenido relación con la catedral, entre otros:
| - constructores: - Martí Llobet, maestro picapedrero y escultor que trabajó en la catedral | - Vidal de Blanes, obispo - Vicente Ferrer, santo que predicó en la catedral - Ausiàs March, poeta enterrado en la catedral - Rodrigo de Borja, papa que introdujo el renacimiento en la catedral - Francesc Llop i Bayo, actual maestro campanero de la catedral - Jaime IV de Mallorca, rey de Mallorca que fue enterrado durante siglos en la catedral hasta principios s. XX. - Felipe III de España y Margarita de Austria-Estiria contrajeron matrimonio en la catedral en 1598. |